# 日本の鉄道史
日本の鉄道史（にほんのてつどうし）では、日本の鉄道の展開過程について述べる。
日本の鉄道開業は1872年10月14日（太陽暦）、新橋・横浜間が開通した日とされ、この日を「鉄道の日」と定めている。

## 草創期

### 日本人と鉄道との出会い
1825年、蒸気機関を利用する鉄道が初めてイギリスで実用化された。この技術は約30年後、幕末（1853年）の日本に蒸気車の模型として到来した。

#### イギリスでの鉄道発祥

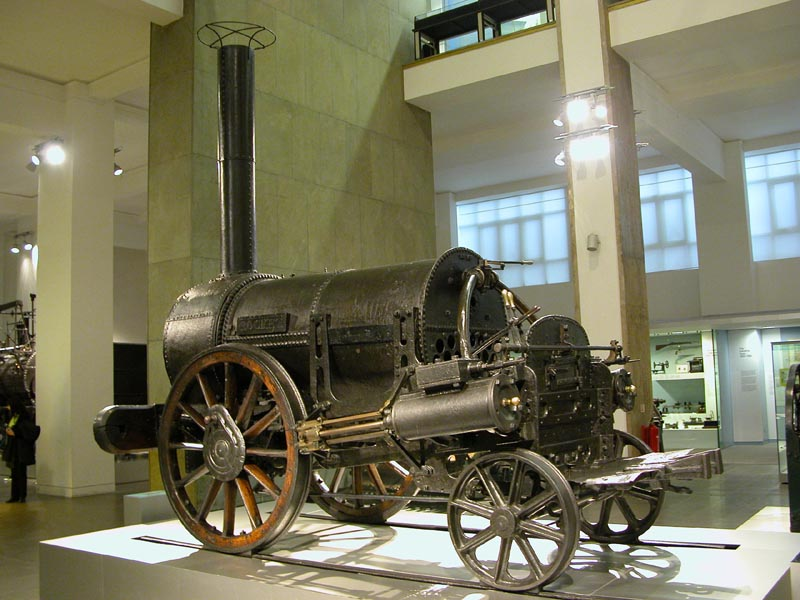
ロンドンの科学博物館に展示されているロケット号

世界で最初の蒸気鉄道は、1825年にイギリスで開業した、炭鉱で産出した石炭を運搬する目的でストックトンとダーリントン間約40 kmに設営されたストックトン・アンド・ダーリントン鉄道である。機関車としてジョージ・スチーブンソンが設計したロコモーション号が使用された。この鉄道は石炭輸送を主目的としていたが、旅客の依頼があれば線路上を馬に牽引された車両（馬車）で利用することができた。ちなみにここで採用された軌間4フィート8インチが、国際標準軌間の4フィート8インチ1/2 (1,435 mm) の基本になったとされる。本格的な客貨両用鉄道は1830年にイギリスで開通したリバプール・アンド・マンチェスター鉄道で蒸気機関車ロケット号を使用した。その後鉄道は先進各国で産業発展の担い手として発達して行った。

#### 模型鉄道との出会い

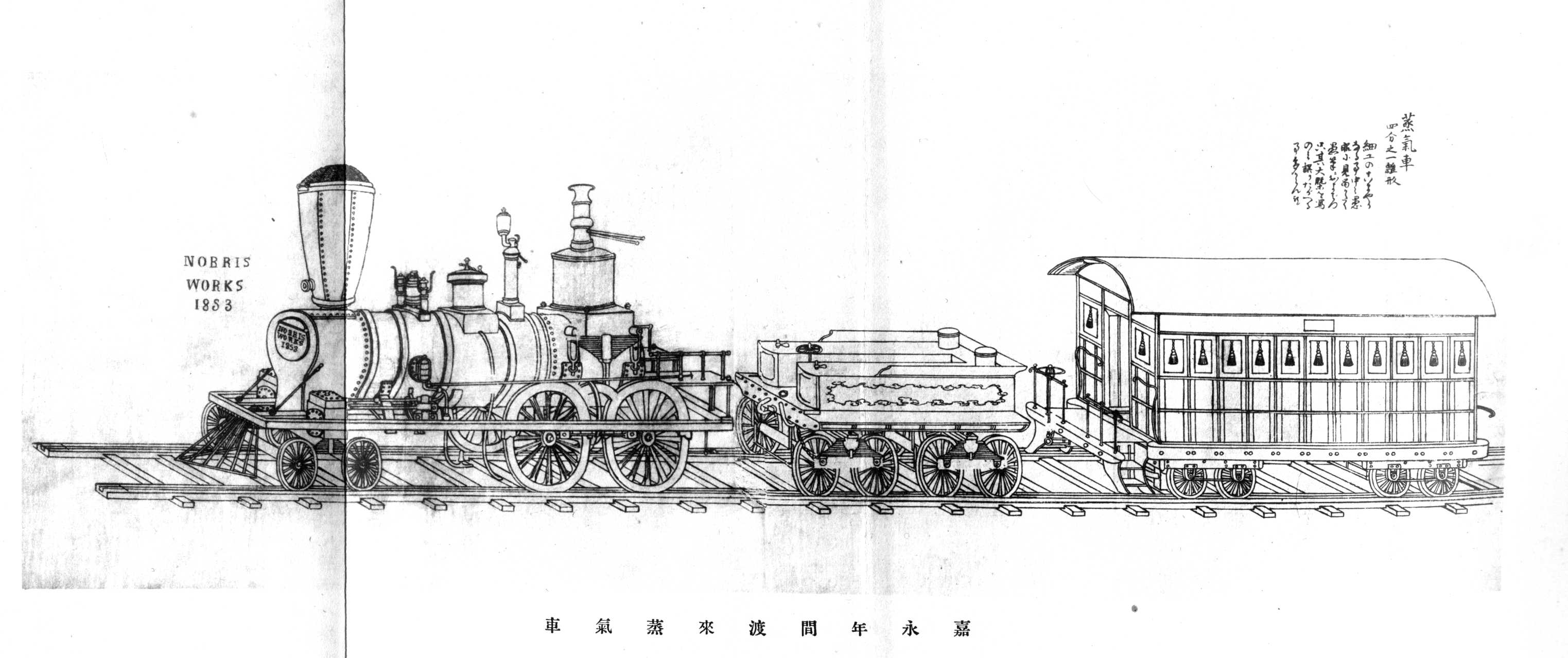
ペリーの機関車模型の絵図

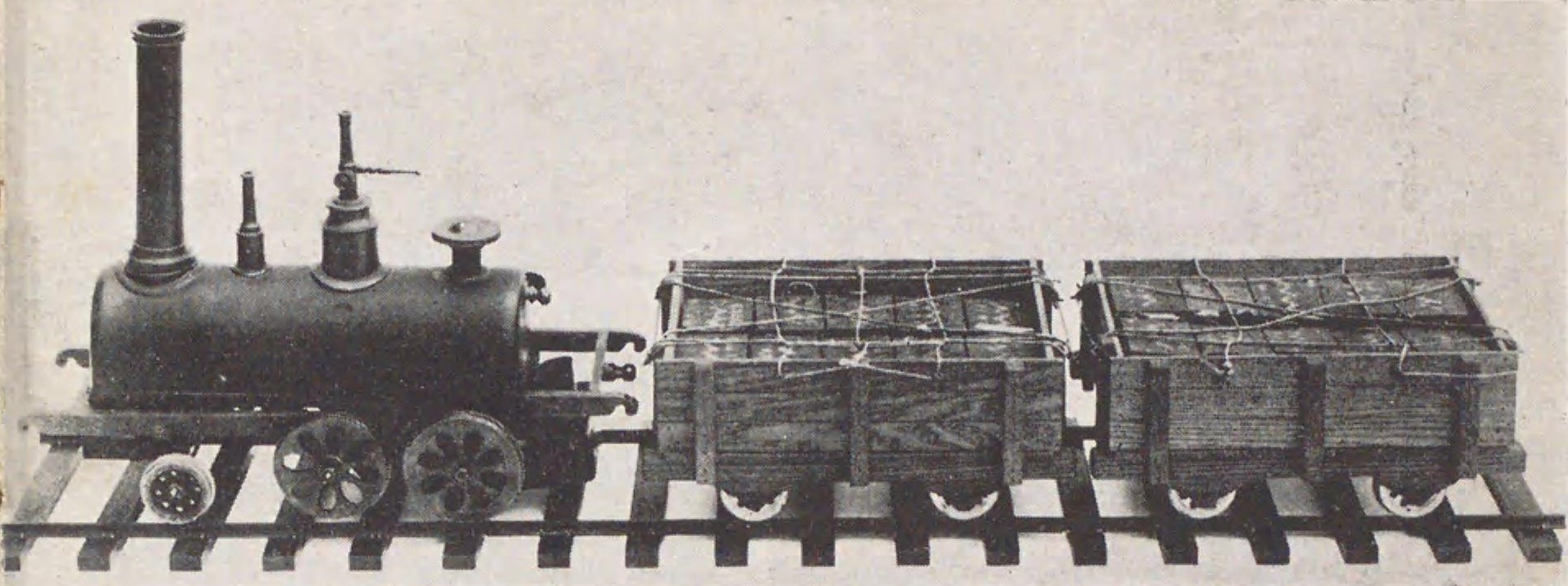
「からくり儀右衛門」こと田中久重らが作った蒸気機関車の雛型

日本で初めて走った鉄道は、艦船に積んで運ばれてきた蒸気車の模型であった。幕末の1853年（嘉永6年）7月、ロシアのエフィム・プチャーチンが率いる4隻の軍艦が長崎に入港して江戸幕府と開国の交渉を行った。約半年におよぶ滞在期間中に何人かの日本人を艦上に招待し、蒸気車の模型の展示運転を行った。招待されたのは幕府の川路聖謨、佐賀藩の本島藤太夫、同じく中村奇輔らで、彼らは藩に戻って藩主に報告した。
長崎に続いて、1854年、横浜で蒸気車の模型が走った。これはペリーが2回目の日本訪問に際し、マッキンリー大統領から将軍徳川家定への親書と共に献上品として持参したものである。模型といえど機関車には機関士が乗って運転し、客車は6歳の子供なら中に入れるかどうか、という大きなものであった。これを見て幕臣河田八之助が、客車の屋根にまたがれば乗れるのではないかと交渉の上、乗車したというのが、日本の地で客車に「乗った」初の日本人である。またこの模型を江川太郎左衛門も見物し、自らの手で運転したいと申し出て、運転を成功させている。
長崎での展示から2年後の1855年（安政2年）2月、佐賀藩精煉方の「からくり儀右衛門」こと田中久重が、蒸気機関車の模型を完成させた。

#### 最初の実験線
1865年（元治2年）、現在の長崎電気軌道 メディカルセンター電停付近に相当する600 mの区間で、トーマス・グラバーが日本人に鉄道を紹介するためにレールを敷設して長崎の人達を乗せて走った。編成は蒸気機関車「アイアンデューク号」と客車2両。現在もモニュメントが残っている。
この際に使われた機関車について長崎史談会で幹事を務める井手勝摩が調査を行っており、武藤長蔵の講演内容と、それに引用されたアレキサンダー・クラークの記録、これらと中国の鉄道史を勘案し、鉄道ピクトリアル1960年（昭和35年）1月号に発表した小熊米雄の記事、県立長崎図書館副館長時代に本馬貞夫が発見した、デモ走行を実見した平松儀右衛門の旅行記の内容を突き合わせている。その結果、グラバーがジャーディン・マセソンの香港支店経由で輸入したものは、元々呉淞鉄道のためにイギリスから香港へ送られたもので、軌間762 mmの小形機関車と客車であり、その後再び中国に渡るが、上海ではなく北京でデモ走行を行ったのではないか、としている。
この説が正しいとすれば、ブロードゲージ（7 ft 1⁄4 in = 2,140 mm）の高速機で、1865年当時英国で現役にあったグレート・ウェスタン鉄道のアイアン・デューク号（1847年製造 - 1871年廃車）とは名前こそ同じであるが、全くの別物であったと考えられる。現在長崎市にあるモニュメントに描かれた機関車もグレート・ウェスタン鉄道のアイアンデューク級であり、よって、これも史実とは異なることとなる。

### 鉄道開通

#### 官営鉄道建設の決断

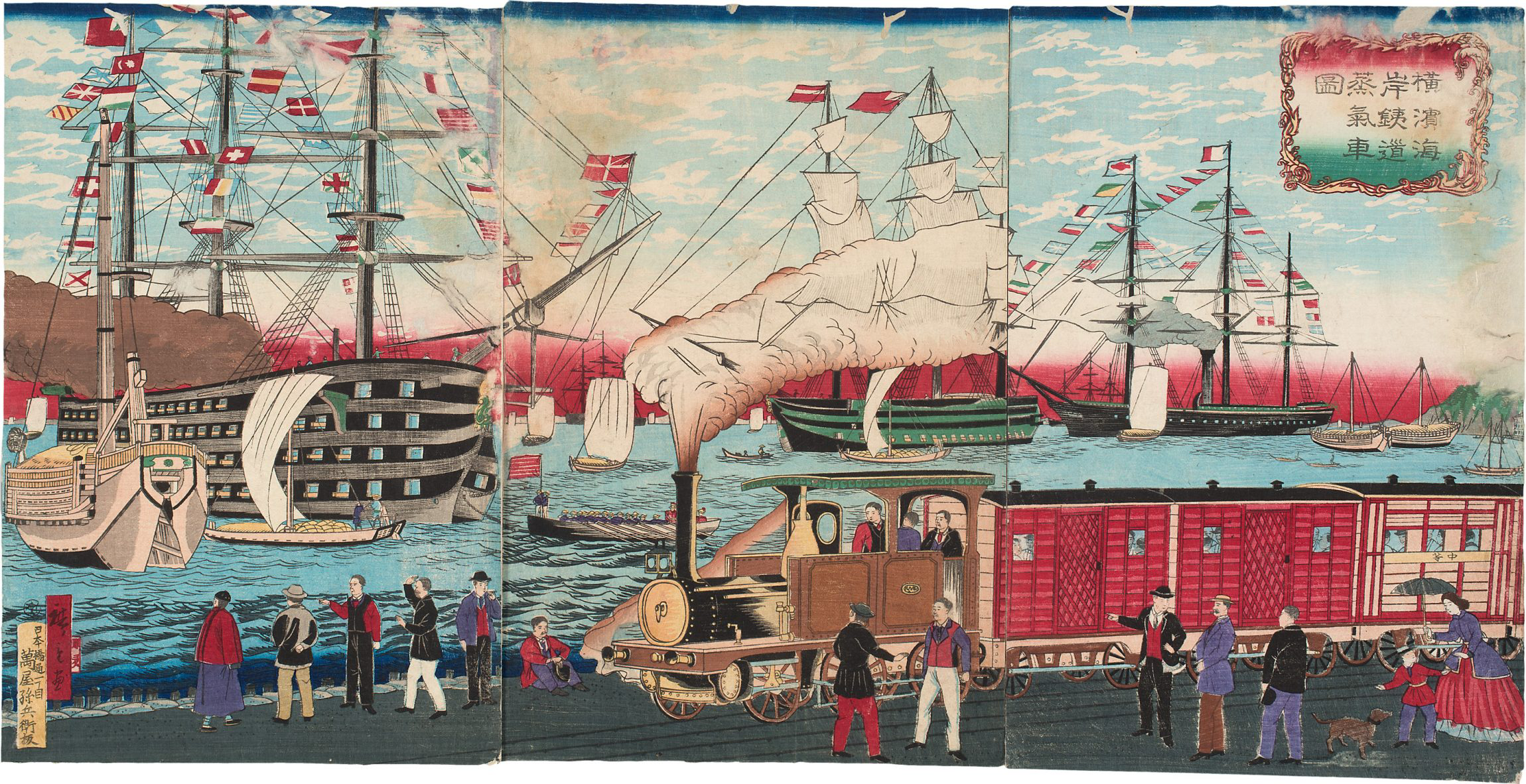
浮世絵に描かれた横浜の鉄道と船

明治時代に入り、政府は官営による鉄道建設を決定し、新橋 - 横浜間の鉄道建設が始まった。
京都で王政復古の大号令が布告された半月後の1868年1月17日（慶応3年12月23日）、幕府の老中外国事務総裁小笠原長行の名でアメリカ領事館書記官のアントン・ポートマン宛に江戸 - 横浜間の鉄道設営免許が与えられた。この免許はアメリカ側に経営権がある「外国管轄方式」といえるものであった。明治になってからアメリカ側はこの免許を根拠に建設要請を行ったが、明治政府は「この書面の幕府側の署名は、京都の新政府発足後のもので外交的権限を有しないもの」である旨をもって却下している。その後新政府内部で鉄道建設について検討が行われ、1869年（明治2年）11月に自国管轄方式によって新橋・横浜間の鉄道建設を決めた。当時の日本では自力での建設は無理なので、技術や資金を援助する国としてイギリスを選定した。これは鉄道発祥国イギリスの技術力を評価したことと、日本の鉄道について建設的な提言を行っていた駐日公使ハリー・パークスの存在も大きかった。翌1870年（明治3年）イギリスからエドモンド・モレルが建築師長に着任して本格的工事が始まった。日本側では1871年（明治4年）に井上勝（日本の鉄道の父）が鉱山頭兼鉄道頭に就任して建設に携わった。

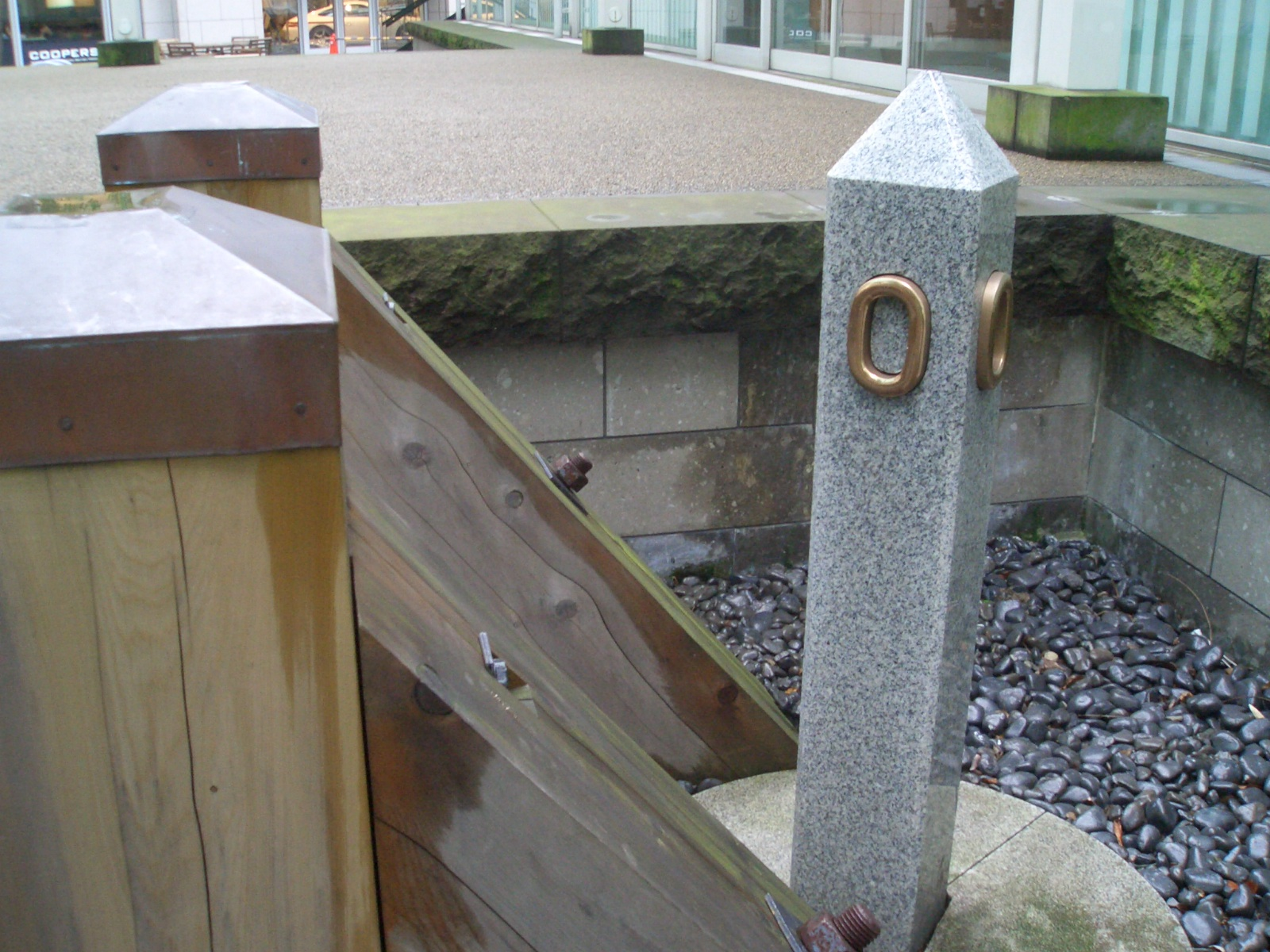
新橋駅0哩標識（鉄道記念物）

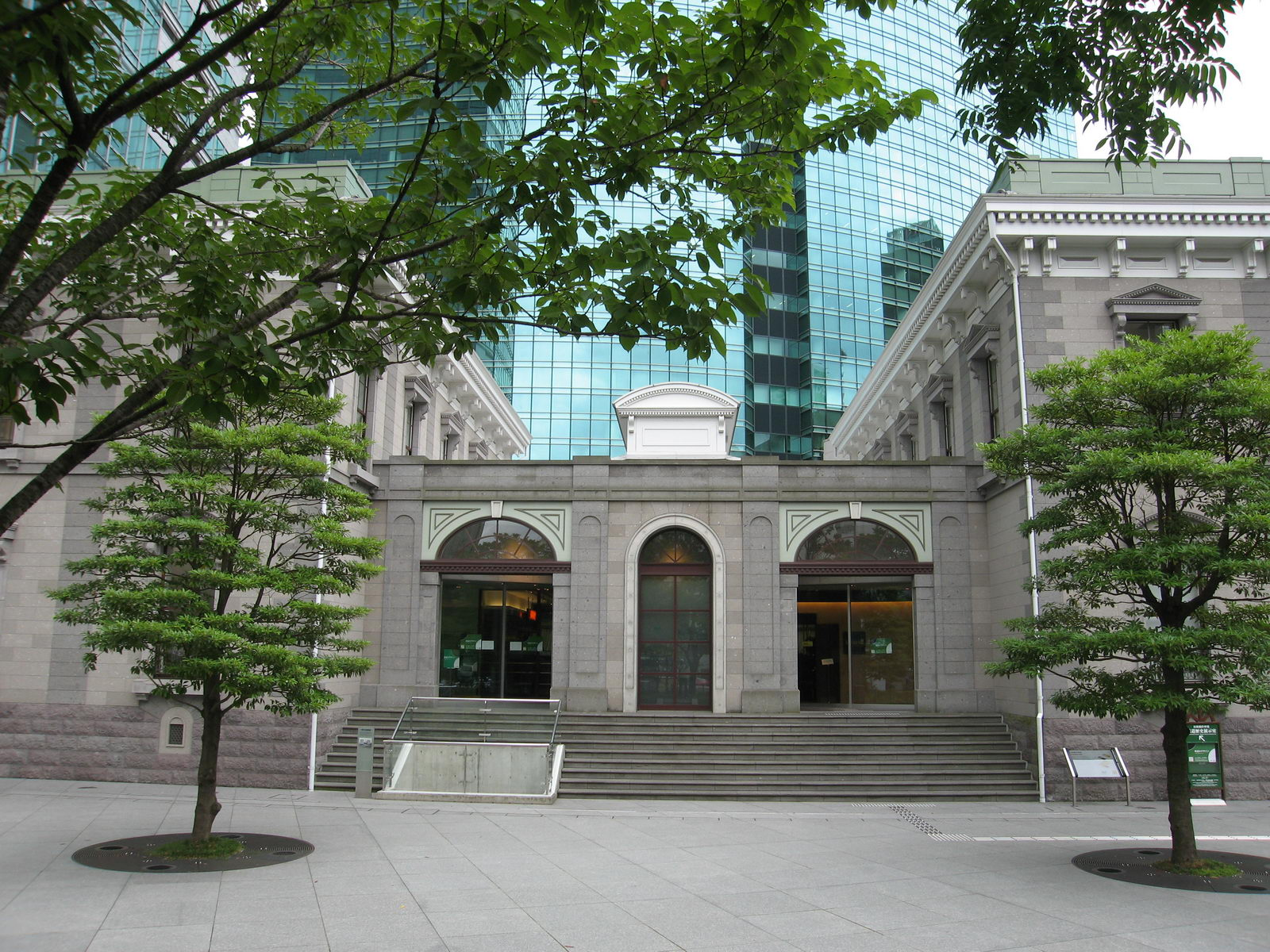
旧新橋停車場 鉄道歴史展示室

日本の鉄道は1872年10月14日（明治5年9月12日）に、新橋駅 - 横浜駅間で正式開業した。ただし、実際にはその数か月前の1872年6月12日（明治5年5月7日）から品川駅 - 横浜駅間で仮営業が行われていた。鉄道は大評判となり、開業翌年には大幅な利益を計上したが、運賃収入の大半は旅客収入であった。もっともこの路線自体はトンネルが一か所も無いうえに橋梁は木構造と「試供品」のようなものであり、本格的な鉄道路線の建設は大阪‐神戸間および大阪‐京都間に持ち越されることになった。

#### 最初の路線

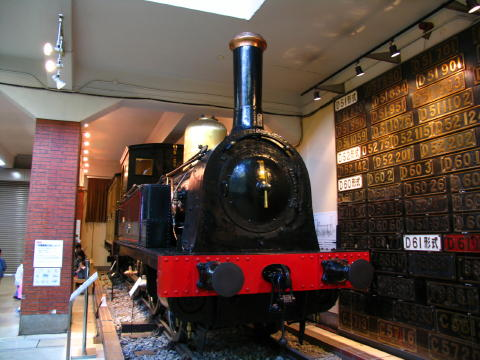
開業時に輸入されたバルカン社製1号機関車（のちの国鉄150形）

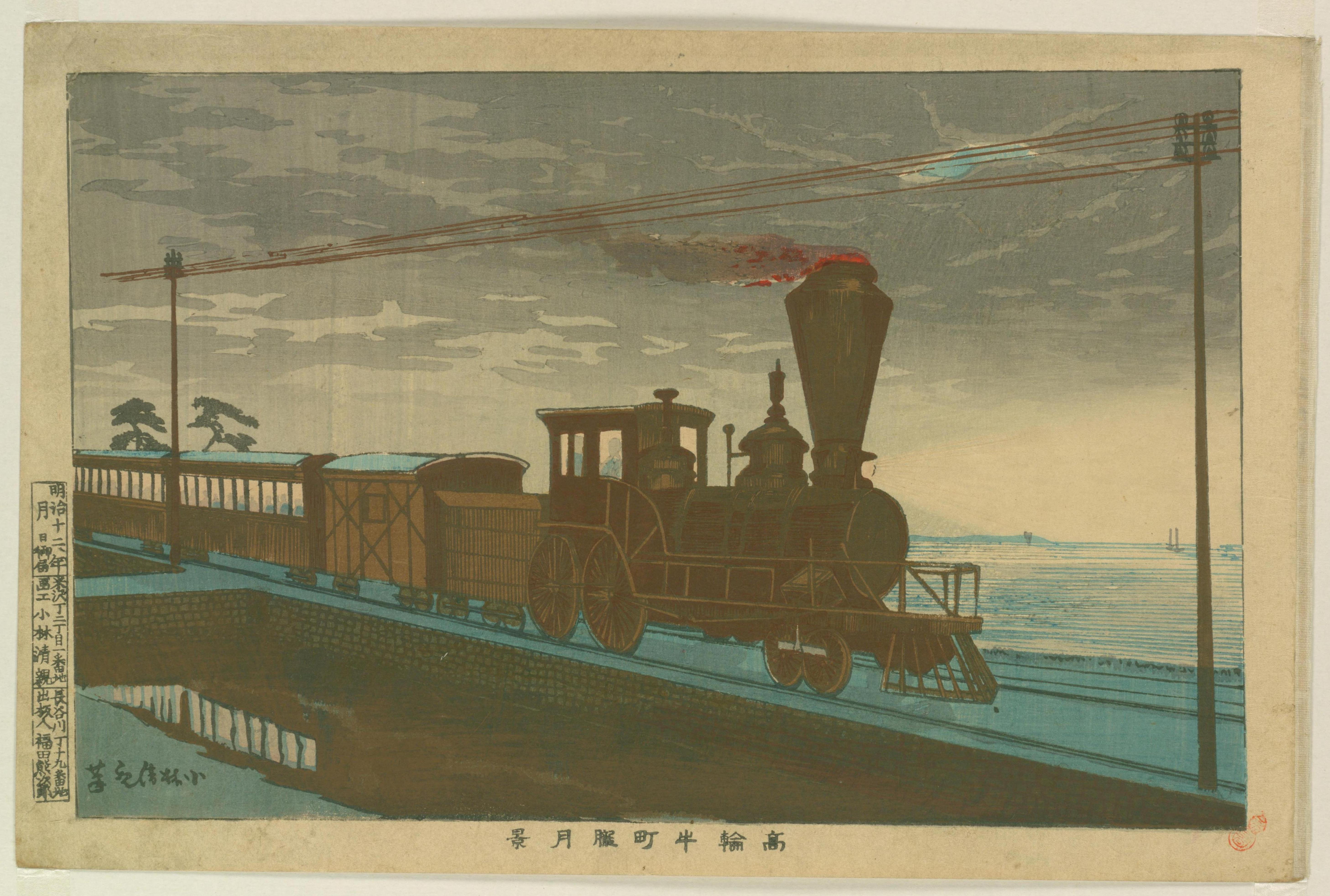
浮世絵画家であった小林清親のカウ・キャッチャーのあるアメリカ製蒸気機関車の絵。

鉄道の輸送力を決定付ける軌間は、国際標準軌 (1,435 mm) より狭い狭軌の1,067 mmが選ばれた。これは当時の日本の状況を考えると妥当な選択であった。すなわち軌間が広いほど大きく重い列車を速く走らせることができるが、建設費がかさむことが欠点である。特に軌間が大きいほど曲線半径を大きく取る必要があり、貧乏国で山がちの日本では標準軌は贅沢であった。当時のイギリス植民地であった南アフリカやニュージーランドも1,067 mmを採用している。その他の技術的ポイントを列記する。
- 実際の建設に際しては、土木工事は築城経験のある日本の伝統技術が生かされたが、現在の多摩川にかかる六郷川橋梁だけはイギリス人の指導の下に木造で架橋された（1877年（明治10年）に鋼橋に交換）。
- 車両はすべてイギリスから輸入された。蒸気機関車10両はすべて軸配置1Bのタンク機関車で5社の製品を混合使用した。その中で4両あったシャープ・スチュアート社製の機関車が最も使いやすかったといわれている。
- 客車はすべて二軸で上等車（定員18人）10両、中等車（定員26人）40両、緩急車8両が輸入されたが、開業前に中等車26両は定員52人の下等車に改造された。当時の客車の走り装置や台枠は鋼製だが、柱、壁、屋根を含む車体は木造であり、この改造は練達の日本人大工の手によって実施された。
- 機関車を運転する機関士は外国人であった。また運行ダイヤ作成もイギリス人のW・F・ページに一任されていた。これらの外国人技術者は「お雇い外国人」と呼ばれ、高給を取っていた。

なお、上記のようにイギリス植民地と同じ軌間であることから「イギリスは日本を植民地と同じように格下に見て、1,067 mmを導入させた。」などという説が語られているが、これは誤りである。

#### 営業成績
開業翌年の1873年の営業状況は、乗客が1日平均4347人、年間の旅客収入42万円と貨物収入2万円、そこから直接経費の23万円を引くと21万円の利益となっている。この結果「鉄道は儲かる」という認識が広まった。また旅客と貨物の比率について、鉄道側に貨物運用の準備不足もあったが、明治維新直後で近代産業が未発達な時期であり「運ぶ荷物がなかった」事も考えられる。

#### 阪神間の路線
京浜間と同時に工事が進められていた京阪神地区も順調に建設が進み、明治7年（1874年）5月11日には大阪駅 - 神戸駅間が開通した。ただしこの時は仮開業として扱われ、開業式がおこなわれたのは明治10年（1877年）に京都駅まで延伸した時であった。
阪神間の特徴として、大きな河川を何本も横断している点がある。特に石屋川や芦屋川は天井川となっており、これを渡るには川の下にトンネルを掘る必要があった。日本最初の鉄道トンネルは石屋川トンネルで、お雇い外国人の指導によるレンガ造りであった。芦屋川トンネルは日本最初の複線規格で掘られた。また十三川（新淀川）・神崎川・武庫川には、イギリス人技士ジョン・イングランドが設計しイギリスで製作されたトラス橋が架けられた。明治9年（1876年）には京都駅（当初は、大宮通仮停車場）- 大阪駅間が開通し、京阪神が鉄道で結ばれた。

#### 北海道の鉄道

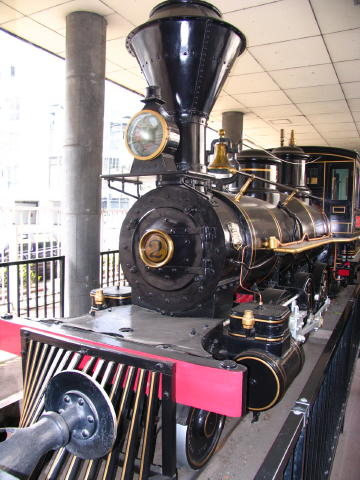
7100形弁慶号

北海道最初の鉄道である官営幌内鉄道が明治13年（1880年）、アメリカ人技師の指導により手宮駅（のちに廃止） - 札幌駅間で完成した（のちの手宮線と函館本線）。このとき輸入された軸配置1Cのアメリカ製テンダー機関車（7100形、弁慶・静などの愛称が付けられた）が、何両か保存されている。

### 大私鉄建設の時代
順調にスタートした鉄道であったが、1877年（明治10年）の西南戦争後の政府の財政難の元で、新規建設は東海道線（1889年（明治22年）全通）などを除いてほとんど停止した。鉄道頭の井上勝などは鉄道の原則国有を主張していたが、この頃までに開通していた鉄道は新橋駅 - 横浜駅間のほか、北海道の幌内鉄道（後、手宮線・函館本線の一部・幌内線）や釜石鉄道、それと大津駅 - 神戸駅間にとどまり、これでは遅々として鉄道整備など進まないことが予想されたことから、岩倉具視や伊藤博文を中心として、私有資本を用いての鉄道建設を望む声が強くなっていき、結局政府の保護を受けた半官半民の会社として、1881年（明治14年）に日本鉄道が設立された。日本鉄道の営業成績は、政府の保護を受けたこともあって良かったため、その後幹線の整備を行う私鉄会社が、同じ様な方式で次々と誕生することになる（なお、日本鉄道に北海道炭礦鉄道、関西鉄道、山陽鉄道、九州鉄道を加えたものは、明治の「五大私鉄」と呼ばれる）。また各私鉄に対する援助の内容は建設する地域事情に応じて大幅に違っており、援助に当たって政府の判断が慎重に行われたと推察される。
1885年（明治18年）には、関西経済界の重鎮、藤田伝三郎・松本重太郎らが発起人として設立した阪堺鉄道が難波駅 - 大和川駅（後に廃止）間を開業するが、これは後に南海鉄道（現在の南海電気鉄道）の南海本線の一部となり、純民間資本としては現存する最古の私鉄となっている。
私鉄建設の動きは1890年（明治23年）頃に一旦沈静化するが、その後、中規模から小規模の路線を運営する会社が設立されるようになり、1906年（明治39年）の鉄道国有法公布までその流れは続いた。一方、官営鉄道でも紆余曲折がありながら路線整備が進められ、1889年（明治22年）7月1日には現在の東海道本線を全通させたりしているが、その路線の多くは、現在の信越本線・奥羽本線など、上記私鉄の補助的役割を果たすものになった。

#### 東海道線
当初東京と関西を結ぶ路線は中山道経由とされていた（中山道幹線）。これは東海道筋は海運が盛んで、運賃の高い鉄道は余り使用されないであろうとする見方、それに東海道筋は海に近く、外国の攻撃を受けやすいという陸軍の強い反対があったため であるとされる。明治16年（1883年）に「中山道鉄道公債証書条例」が交付され、高崎駅 - 大垣駅間の建設が始まったが、山岳地帯を通るために難所が多く工事は難航した。そこで明治19年（1886年）、鉄道局長の井上は陸軍の大立者山縣有朋を説得の上、総理大臣の伊藤博文、（3人とも長州藩出身）へ相談して 東海道へルートを変更することが決定した。これを受けて東海道線の建設が急ピッチで進み1889年7月1日に全線が開通した。

#### 五大私鉄会社

##### 北海道炭礦鉄道
北海道炭礦鉄道は1889年、営業不振であった官営幌内鉄道の路線を譲り受ける形で発足し、のちの函館本線・室蘭本線・石勝線などの一部に該当する路線を敷設する。おもに、沿線の炭鉱から産出される石炭を積出港に運搬する役目を担った。

##### 日本鉄道
日本鉄道は、まず東京から養蚕地の群馬県へ向かう鉄道路線より建設をはじめ、1883年（明治16年）7月28日に初の路線である上野駅 - 熊谷駅間を開業させた後、1884年（明治17年）8月20日に前橋駅まで延長、さらに1891年（明治24年）9月1日には、現在の東北本線にあたる上野駅 - 大宮駅 - 仙台駅 - 青森駅間を全通させるなど、短期間で急速に路線を延ばしていくことになった。この鉄道の建設は国策的要素が強く、また仙台駅以北が過疎地であり、完成後も赤字が見込まれることから、手厚い援助を受けた。すなわち、建設中の資金利子 (8%) を国が負担、開業後の収支収益の8%を国が保証、官有地の無代払い下げ、民有地の買い上げ払い下げ、用地の地租免除である。
この会社が1885年に開通させた前橋駅 - 赤羽駅 - 品川駅のルート（のちの高崎線・赤羽線・山手線）は、官営鉄道（品川駅 - 横浜駅）と合わせて当時の主要輸出商品であった生糸や絹織物の産地と輸出港を結ぶ路線となり、鉄道による産業発展への貢献の第一号となった。

##### 山陽鉄道
山陽鉄道は、神戸駅から広島駅を経由し、馬関駅（現在の下関駅）に至る路線（現在の山陽本線）を敷設。1888年設立、1894年に広島まで完成。この年の8月に日清戦争が始まり、中国大陸への船積み基地となった広島と宇品へ日本各地から軍隊や物資が輸送された。同年9月から明治天皇が広島に滞在し、大本営も広島に移動して戦争の指揮に当たった。これらの人や物資の輸送には、官営の東海道線と私鉄の山陽鉄道や日本鉄道の輸送力が使われた。山陽地区は古来人や物資の往来も多いため、建設後の収支見込も悪くないと判定された。その結果、建設に際しての援助は日本鉄道に比べて大幅に少なく、建設費1マイル当たり2,000円の補助金交付にとどまった。
山陽鉄道は瀬戸内海航路との競争を強いられたという事情もあり積極的な経営で知られ、日本初のさまざまなサービスを生み出している。急行列車の設定（1894年）、入場券の発売（1897年）、列車ボーイのサービス（1898年）、食堂車の営業（1899年）、寝台車の連結（1900年）などいずれも官営鉄道より早かった。また輸送力を重視し線路は、勾配が広島県内の瀬野八区間（22.5パーミル）を除き10パーミル以下、曲線が半径300 m以上で建設された。また私鉄として唯一自社工場で機関車23両を製造した。

##### 九州鉄道
九州鉄道は門司駅（現在の門司港駅）から八代駅・三角駅・長崎駅、小倉駅から分かれて行橋駅へ向かう路線の敷設（のちの鹿児島本線、三角線、長崎本線、佐世保線、大村線、日豊本線）を目指して建設された。建設に際して国からの援助は山陽鉄道と同等だった。ドイツ人のルムシュッテルの指導の下、ドイツより輸入した車両を使って1891年までに門司駅 - 熊本駅間、鳥栖駅 - 佐賀駅間が完成。筑豊炭田の石炭輸送により、1899年からは貨物収入が旅客収入を上回った。その後安定した経営状態が続いたので、1907年の鉄道国有化には賛成しなかった。

##### 関西鉄道
関西鉄道は名古屋駅から旧東海道に沿って草津駅に至る路線と、柘植駅で分かれて木津駅を経由し、網島駅（今は廃止）・湊町駅（のちのJR難波駅）に至る路線を敷設（一部は他社の買収による）。1887年に設立され、1899年に網島駅 - 新木津駅（廃駅） - 愛知駅（廃駅） - 名古屋駅間が全通する。官営鉄道の東海道線と競合するため、国の建設補助は出なかった。同社は官営鉄道と速度やサービスを競い、大阪 - 名古屋間のスピード競争に加え、運賃割引や車両等級別に窓下に色帯を入れるなど、様々なアイデアで旅客を誘致した。これらの施策は、のちに鉄道院入りした島安次郎に負うところが大きいといえる。

### 日清・日露戦争への貢献
日本の鉄道が戦争に使われたのは、1878年の西南戦争が最初である。当時京浜間と京阪神間のみの運転であったが、軍隊の集結や港への輸送に大きな効果があった。1894年から1895年に戦われた日清戦争、1904年に始まり1905年に終わった日露戦争は、明治維新後の日本が国の総力を挙げたプロジェクトで、鉄道も戦争遂行のために大きな役割を果たした。

#### 日清戦争
前記のように日清戦争は山陽鉄道が広島まで到達した翌月に勃発した。当時の鉄道の西の終点に当たる広島は、大陸に最も近いターミナルとなった。広島には戦争指揮にあたる明治天皇と大本営が滞在し（広島大本営）、近くにある宇品港は大陸への積み出し港としての役割を担った。各地の部隊や軍事物資は官営鉄道や私鉄を乗り継いで広島に集結した。

#### 日露戦争
日露戦争の規模は日清戦争よりも大きく、鉄道における軍事物資の輸送も日清戦争を大幅に上回った。輸送した人員は88万6千人、馬13万8千頭、貨物26万2千トンに達した。戦時中はこの輸送を達成するため一般の輸送は大幅に削減された。しかし大規模私鉄の割拠は戦争遂行には大変不便であった。例えば八甲田山事件で有名な弘前師団の出征は、弘前駅 - 福島駅が官営、福島 - 品川が日本鉄道、品川 - 神戸が官営、神戸 - 広島が山陽鉄道、広島から船で大陸へ渡った。これらの輸送の実施には、各鉄道間のダイヤや車両の遣り繰りや事後の運賃精算など、煩雑な業務が発生した。このことが戦争後の鉄道国有化に繋がってゆく。この戦争の前後には作曲家や奥好義等雅楽師により多くの鉄道唱歌が作曲された。

### 都市交通の始まり

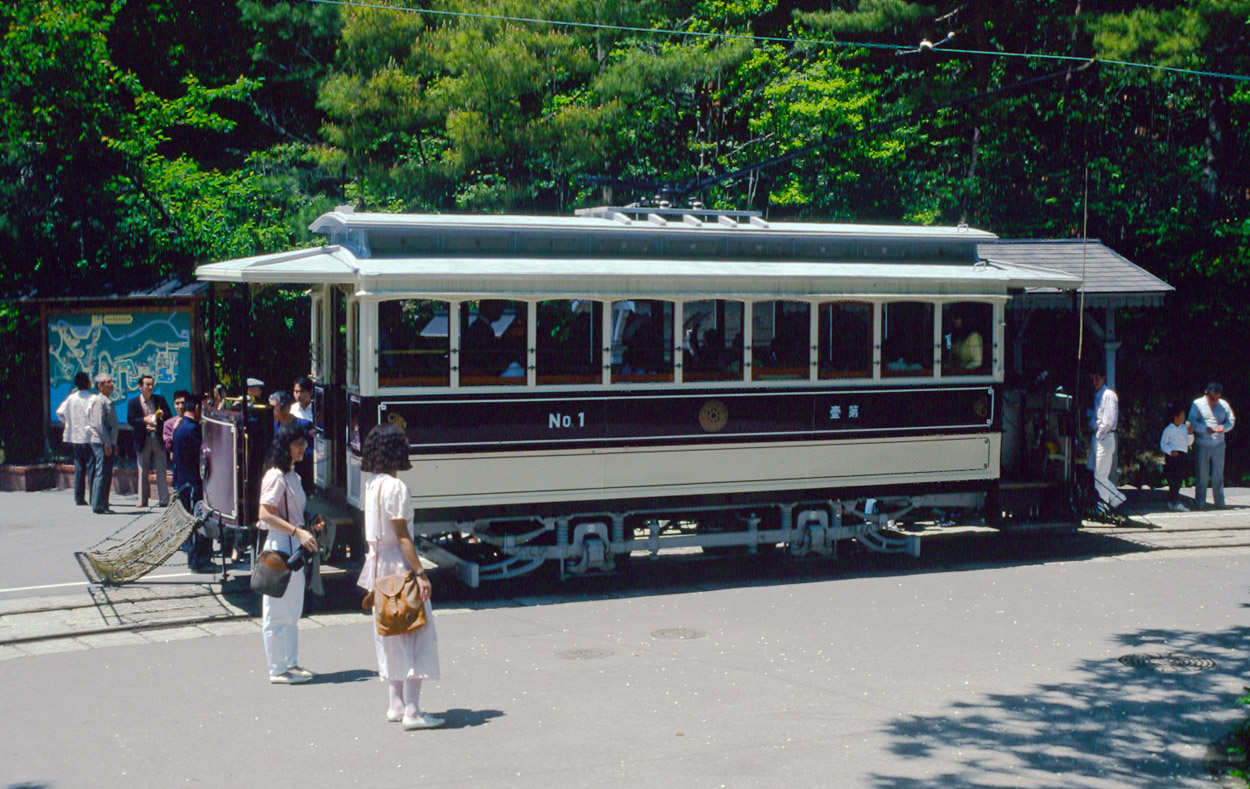
京都電気鉄道の1911年（明治44年）製電車（博物館明治村にて）

都市交通機関としては、1882年（明治15年）開業の東京馬車鉄道を端緒に、馬車鉄道がまず誕生した。しかし餌や糞尿の問題もあり、世界的な趨勢に従って、電車を用いた軌道交通―すなわち路面電車へまもなく切り替えられることになる。最初の例は1895年（明治28年）開業の京都電気鉄道であった。京都南部の伏見から京都市内まで6.6 kmの区間を走った路面電車で、琵琶湖疏水の水力発電を電源としていた。この鉄道は1918年京都市に買収され、路線は京都市電の一部となった。
さらには電車の機動性を用いて、都市間交通に用いようという考えも生まれる。これはアメリカのインターアーバンに倣ったものであったが、1905年（明治38年）の阪神電気鉄道を端緒に、関西や関東を中心にして、いくつかの会社・路線が生まれた。これらの多くは、現在の私鉄各線の源流にもなっている。名古屋鉄道の前身である名古屋電気鉄道のように、路面電車を郊外電車に発展させるものも現れた。
また、1904年（明治37年）には、軌道でなく鉄道に準拠する路線では初の電車運転を、甲武鉄道が開始している。近郊区間では、蒸気列車より電車列車のほうが優位であることは明らかとなり、南海鉄道など国有化を免れた私鉄では、明治末より電車の投入を開始した。

## 鉄道国有化から第二次世界大戦まで

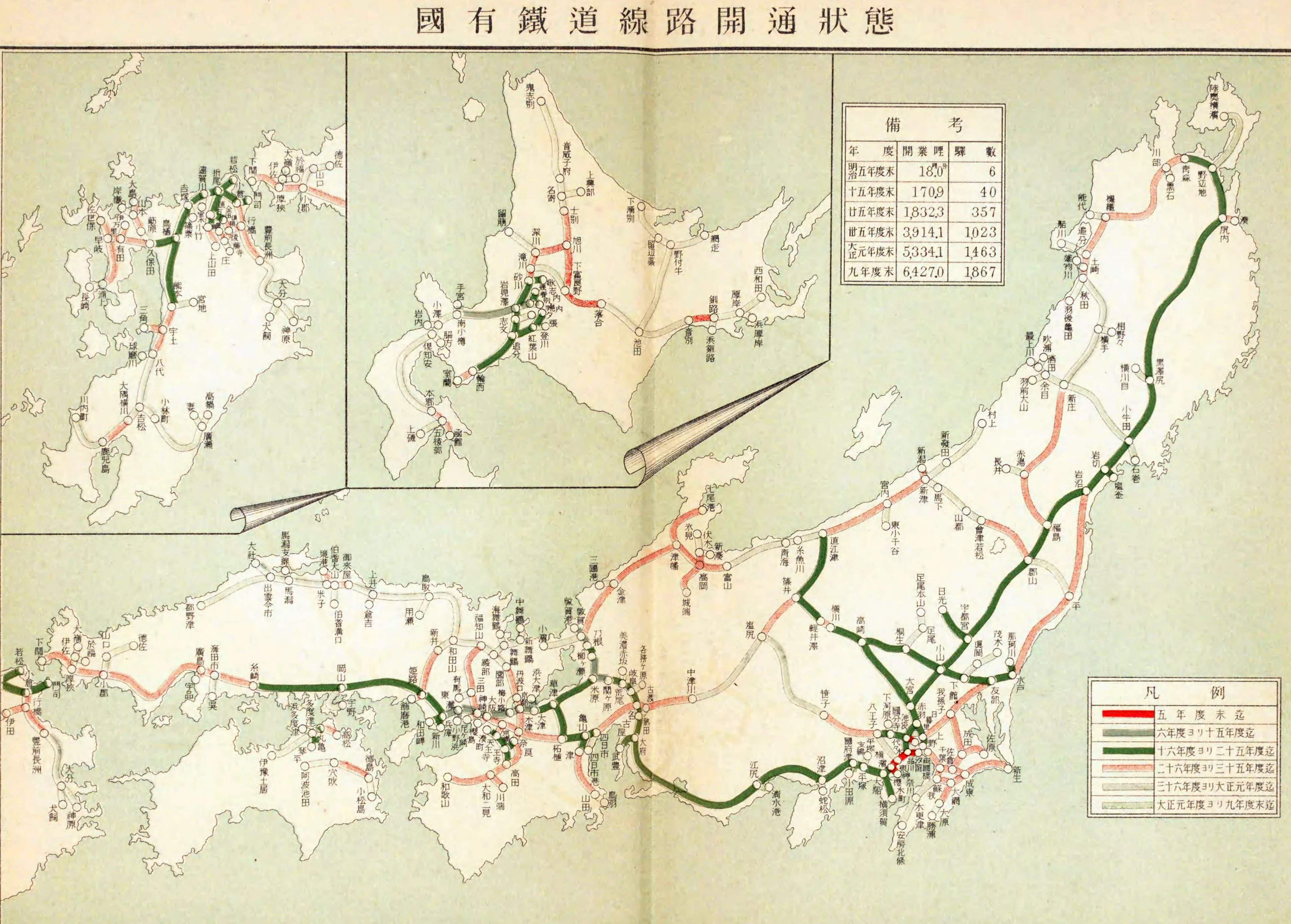
1921年の官営鉄道路線図(開通時期別)

### 鉄道国有化
明治時代の鉄道国有化には種々の流れがあった。1891年と1899年の経済不況時には経営困難に陥った私鉄サイドから買い上げの要望が出たが、2回とも見送られた。特に後者の場合、政府は日露戦争準備の軍備拡張を行っており財政的に無理であった。日露戦争で鉄道の有効性と私鉄割拠による不便さを痛感した軍部（特に陸軍）は、戦争後に鉄道国有化を要望した。1906年3月、国会で「鉄道国有法」が可決され、上記五大私鉄会社を含む大手私鉄17社の国有化（買収）が決まった。買収は1906年10月に始まり、1907年10月に完了した。買収前の官鉄の総営業距離は2,459 km、買収して国有化した路線の総営業距離は4,806 kmであった。買収の可否判断に際しては、国内輸送の基幹となる路線を優先することになった。当時、南海鉄道は難波 - 和歌山市間、東武鉄道は北千住 - 久喜間の営業を行っていたが、和歌山方面には買収対象である関西鉄道の路線、関東北部へは同じく日本鉄道の路線があったため、国有化の対象に一時は含まれたことがあったものの、最終的には予算問題もあって外された。

#### 帝国鉄道の会計
鉄道事業は1897年に内務省から逓信省外局の鉄道作業局へ全て移管されてからも、鉄道敷設法及び、北海道鉄道敷設法、事業公債条例によって運営されていたが、同時にドイツ帝国の帝国鉄道の会計が陸軍省によって研究されていた。
1906年に帝国議会で鉄道国有法及び帝国鉄道会計法が成立し、1907年3月に勅令の帝国鉄道庁官制が公布され、同年4月1日に鉄道作業局を改組した帝国鉄道庁が設置され、帝国鉄道が開業した。
次いで逓信省は、「帝国鉄道庁は民事訴訟に付き国を代表す」、「帝国鉄道庁ニ多度津工場増置」など法規を公布して、土地収容及び路線増設を進めた。
この鉄道の運営には当初から特別会計が設置されていたが（西園寺公望内閣）、さらに1909年には帝国鉄道会計法の全部改正により、資金不足の際は帝国鉄道会計の負担による公債発行、または他特別会計からの借入れを行いうるようになった（第2次桂内閣）。
1909年度予算によれば、同年の国の歳入予定は3億2053万4132円であったところ、この鉄道は1908年度までの2年間で建設及び改良費として6268万4226円を支出しており、1909年から1913年までの5年間の支出予定は1億180万6584円で、年間予算のうちの6 %から18 %前後をこの鉄道が占めていたことが分かる。なお、帝国鉄道の他に、外地であった中国関東州や韓国の鉄道事業（南満州鉄道および韓国鉄道管理局〈1910年の韓国併合後は朝鮮総督府鉄道〉）の予算もかかっている。

#### 買収後の推移
これらの路線は買収の結果「国有鉄道」となった。戦前の事業者は度々変わっており、院線や省線などと呼ばれた。戦後の日本国有鉄道（国鉄）との区別のため以後国有鉄道と表記する。最初の効果は長距離列車の設定であり、東京 - 下関間の直通列車や、奥羽線経由の上野 - 青森間直通列車などが設定された。また車両を全国的に運用して各地方の繁忙・閑散に応じた配置が可能になった。その反面、国有鉄道の保有する車両は蒸気機関車だけでも174形式1,118両、客車3,067両、貨車20,884両におよび、運用・整備・修理に大きな困難が発生した。この後国有鉄道は車両・機材の国産化と標準化を進める。買収により国有鉄道と私有鉄道の比率は逆転し、以後の鉄道史は国有鉄道主導で進むようになる。
しかしその一方で、新たな私鉄の敷設計画が沈静化するという弊害を招いた。国有化で多くの金を使った国としては、地方における鉄道整備にまで資金を回せる状況ではなかったため、軽便鉄道法を公布して軽便鉄道と呼ばれる、簡易規格の鉄道敷設を奨励するようになった。
また甲武鉄道の国有化で、国有鉄道も電車運転をおこなう事業者となったが、1915年（大正4年）には京浜間の電化を完成させるなど、都市周辺を中心にして本格的に乗り出すようにもなった。

### 国産化
最初の鉄道は、車両もレールも鉄橋も外国製で、トンネル掘削はお雇い外国人が指導し、機関車の運転もダイヤの作成もお雇い外国人が行った。日本人は外国に学びながら徐々に技術力を蓄え、順次国産化していった。
- トンネルでは、1880年に完成した東海道線の京都と大津間の逢坂山トンネル (664.8 m) が、お雇い外人に頼らずに掘削された。
- 日本人機関士第1号は1879年。
- レールの国産化は1907年。
- 車両は、木造客車や貨車の改造は木工技術があったので開通当初から実行していたが、蒸気機関車の製作は近代技術の習得に応じて進んでいった。
  - 1893年、お雇い外国人トレビシックの設計・指導の下に官営鉄道神戸工場で軸配置1B1タンク機の860形が完成。国産といっても主要部品は輸入品であった。
  - 1903年、井上勝が中心となって設立した汽車製造会社で軸配置1B1タンク機の230形が完成。
  - 1911年、軸配置2Bテンダ機の6700形が製造される。このタイプは日本人の設計による純国産機で、汽車会社と川崎造船所で合計46両生産された。主要部品のボイラーや煙管なども国産品であった。
  - 1911年に本格的輸入機の最後となる大型の急行用機関車60両を輸入した。2Cテンダ8700形12両（イギリス）、2Cテンダ8800形12両と8850形12両（ドイツ）、2C1テンダ8900形24両（アメリカ）の4形式の蒸気機関車である。8700形以外は当時の最新技術である過熱蒸気を採用していたが、いずれも東海道線や山陽線の旅客列車を牽引した。

#### 国産標準機の完成

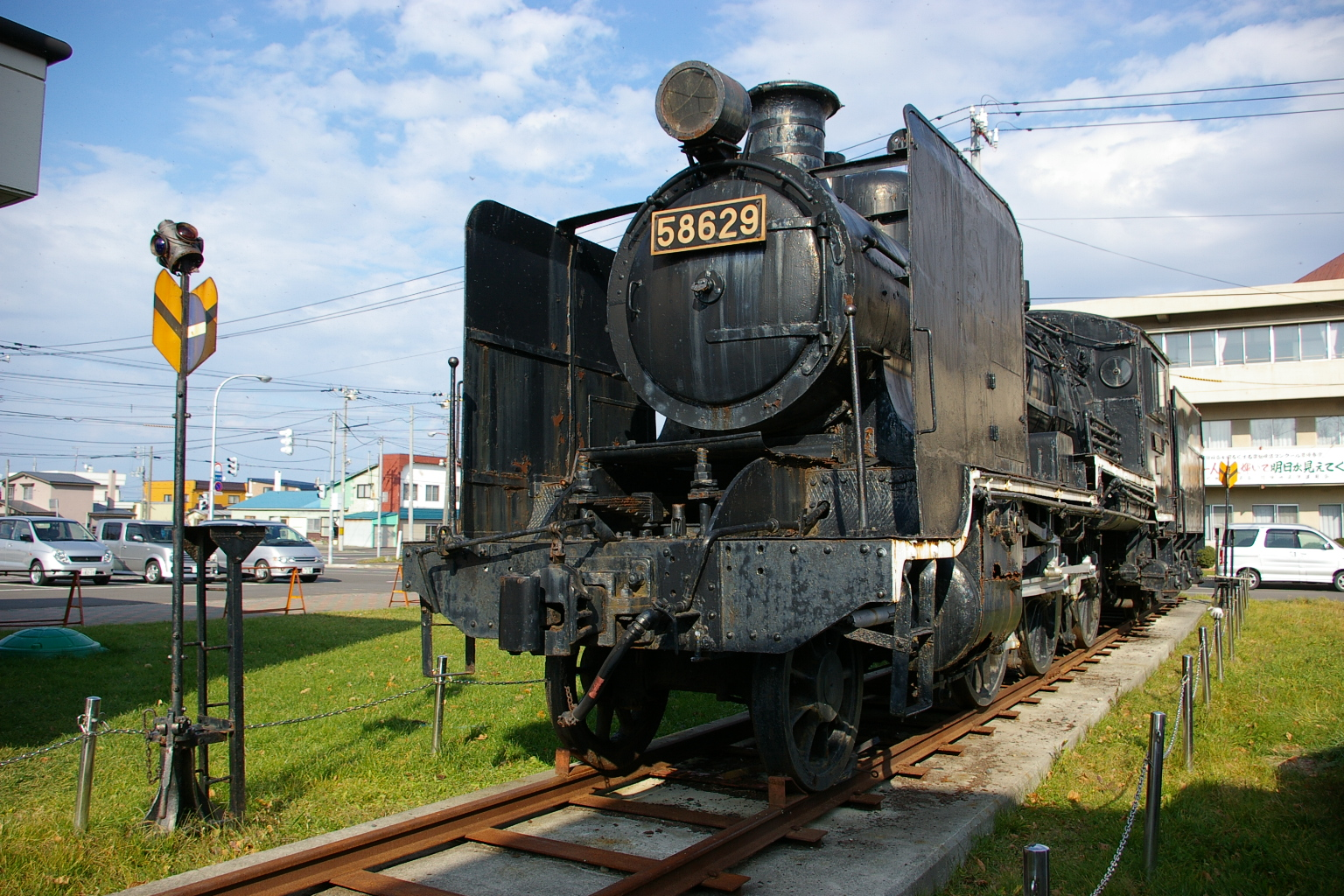
8620形蒸気機関車

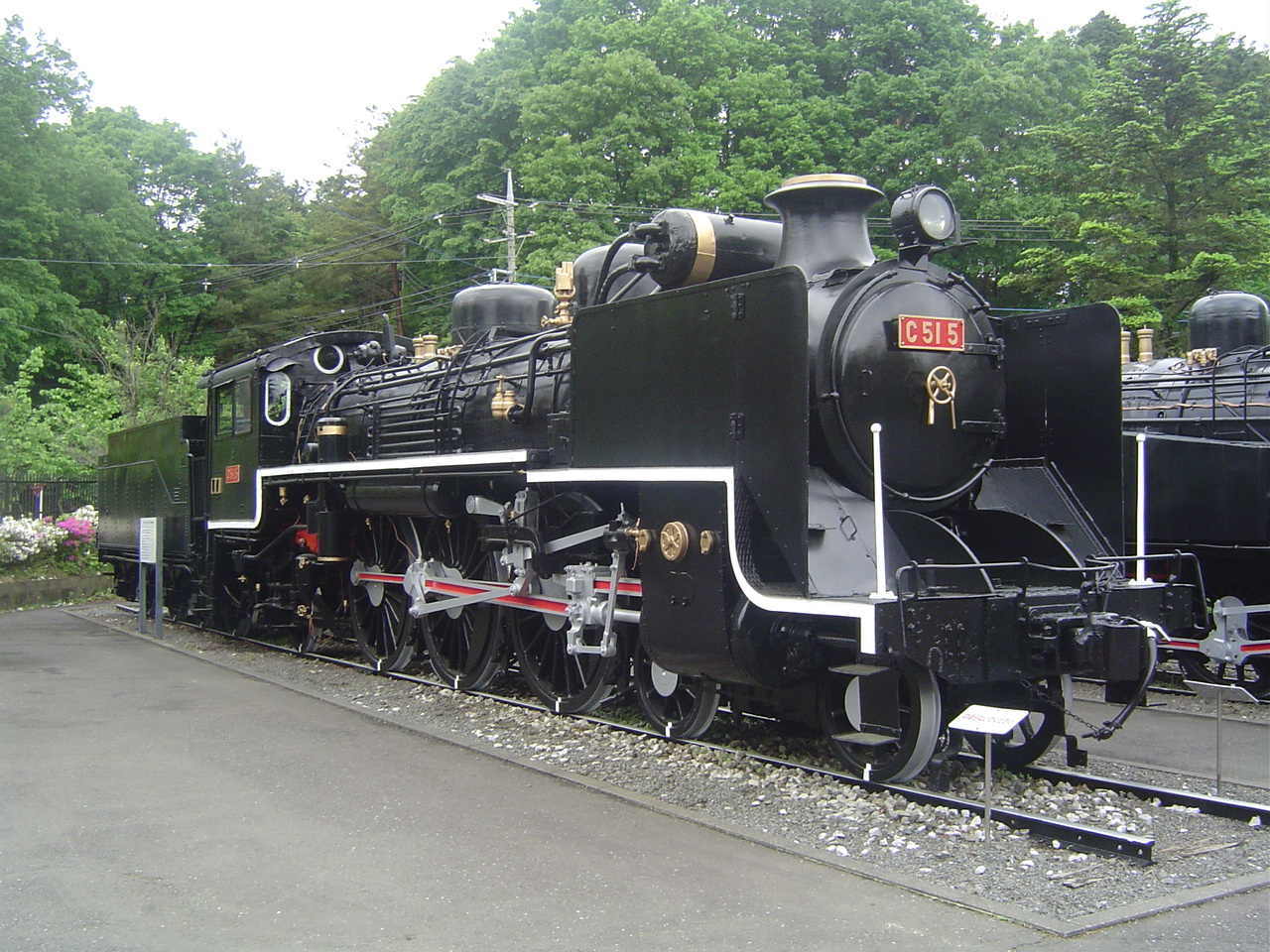
C51形蒸気機関車

最初の純国産機である6700形（1911年）の成功後、同時期に輸入した8800形等の新鋭機を参考にして、「国産標準機」と呼ばれるに相応しい機関車が生産され始めた。1913年に完成した9600形は、過飽和蒸気を使用した出力870馬力・軸配置1Dの貨物用テンダー機関車で、総計770両生産された。翌年には、旅客用に軸配置1Cのテンダー機である8620形が完成し、これも総計687両が造られた（以後に記す機関車は、特に断わらない限りテンダー機である）。貨物機は、1923年に大型のD50形（軸配置1D1・出力1280馬力）が完成し、主要幹線の長大貨物列車の牽引や、東海道本線の箱根越え（丹那トンネル完成前の旧線で、現在の御殿場線）の補機として活躍した。旅客機では、1919年にC51形（軸配置2C1）が完成したが、この機関車の「軸配置2C1と動輪直径1750 mm」という構成は、その後新製される旅客用蒸気機関車に受け継がれた（戦後完成した軸配置2C2タイプの機関車はすべて他機種からの改造機である）。C51形は、東海道本線や山陽本線の特急列車牽引機として、その後長く使用された。

### 電気運転の進展

#### 都市近郊路線の電化
蒸気機関車の運転は煙突から大量の煙や火の粉を発生させるため、家屋の建て込んだ都市内への乗り入れは反対される場合が多かった。その点、電車はそのような環境問題も無く、方向転換が簡単な上単機や短編成での運行が容易で、都市近郊のフリークェントサービスに適している。明治末から大正にかけて、都市近郊に建設された路線は最初から電化していたり、あるいは蒸気機関車運転であったものを電化する例が多数見られた。
- 1899年、大師電気鉄道（現在の京浜急行電鉄大師線）の六郷橋駅 - 川崎大師駅2.5 km間が、初の標準軌を採用した電気鉄道として開業。川崎大師への参拝者を運ぶ目的で建設された。
- 普通鉄道としては、1904年に甲武鉄道（現在のJR東日本中央本線）飯田町駅 - 中野駅間が、蒸気運転から一部移行する形で電化された。使用した電車は、台車や電機品がアメリカ製、木造車体は国産で、架線電圧は直流600 Vであった。電化と同時に自動信号機を設置し、5分から10分の運転間隔で電車を走らせた。この無煙化による快適性向上とフリークェントサービスによる利便性向上で沿線人口が増え、都市化が進んだ。この後、日本各地で鉄道敷設による郊外住宅の開発・発展が進む。
- 1905年、都市間の電車鉄道が東西で開通した。関東では上記大師電気鉄道の品川駅 - 神奈川駅間、関西では阪神電気鉄道の梅田駅 - 三宮駅間である。阪神電気鉄道は一部道路上を走る軌道扱いであるが、開通時からボギー台車を備えた高速電車を使用し、国有鉄道から多くの客を奪った。
- 元日本鉄道の保有路線であった山手線も、1909年に電車運転に切り替えられた（なお、環状運転化は1925年）。車両は単機運転ながらボギー台車の大型車で、使用する電力は国有鉄道自前の火力発電所から送られていた。
- 1910年には、関西地区で2社が電車運転を始めた。京阪電気鉄道は名前の通り京都と大阪の間（天満橋駅 - 三条駅間）に路線を敷設、1914年には電車で初めて「急行」を運転する。また、箕面有馬電気鉄道（現在の阪急電鉄宝塚線・箕面線）梅田駅 - 宝塚駅・箕面駅間も開業。当初は満足な乗客数が見込まれなかったため（ミミズ電車とも揶揄されていた）、創設者の小林一三は乗客誘致のために宝塚温泉に少女歌劇を創設、現在の宝塚歌劇団である。
- 1911年、京成電気軌道（後の京成電鉄）が押上駅 - 市川駅間を開業。社名の由来となった、最終目的地の成田まで延伸したのは1926年であった。
- 1913年、京王電気軌道（後の京王電鉄）が笹塚駅 - 調布駅間で営業開始。
- 1914年、大阪電気軌道（後の近畿日本鉄道）の上本町駅 - 奈良駅間が開通。

この時期、私鉄のインターアーバン型路線の拡大・発展が顕著になりつつあった。小林一三が率いた阪神急行電鉄では、沿線開発や百貨店などの副業を路線敷設とセットで行うなど、現在の日本における鉄道経営のモデルを作り出している。また東武鉄道や参宮急行電鉄など、100 kmをゆうに超す長距離運転を行う会社、阪和電気鉄道や新京阪鉄道など、現在でも遜色ないほどの高速運転を行う会社も現れた。また都市交通機関としても、路面電車のほかに地下鉄（1927年、東京地下鉄道を初とする）やトロリーバス（1928年、日本無軌道電車が初）などが出現した。地方路線でも、1921年（大正10年）に初めてガソリン気動車が好間軌道で導入されるなど、近代化の試みは少しずつながら、進められた。

#### 碓氷峠の電化
信越本線において碓氷峠を控える横川駅 - 軽井沢駅間（1997年廃止）11.2 kmは、67パーミルの急勾配と26箇所のトンネルがある、交通上の難所であった（国有鉄道の他線区の勾配は、板谷峠などごく一部を除き最大でも33パーミル）。1893年の開業以来、専用の歯車式アプト式蒸気機関車による運行が続いてきたが、連続するトンネル中での運転の困難さや増大する輸送量に対して、非力な蒸気機関車では対応できなくなることが重要問題とされるようになった。列車の運行を止めずに行った2年間の工事の末、碓氷峠は1912年より電気機関車による運転に切り替えられた。使用する電気機関車10000形（軸配置C・出力660 kW）はドイツから輸入され、電力は横川駅の近くに3,000 kWの火力発電所を建設して賄った。電化によって煙による機関士の苦労が解消し、1列車あたりの重量は126 tから230 tに倍増し、スピードアップにより列車の大幅な増発（36本/日→54本/日）が可能となった。

### 建主改従か改主建従か
1907年の鉄道国有化以後、産業の発展に伴い貨物の輸送量が増大し大正初期には貨物収入が旅客収入を上回るようになった。当時の東海道線は複線化が進んでいたものの一部に単線区間が残り、輸送力は限界に達していた。今後も伸び続けるであろう需要に対する抜本的対策として、『主要幹線を国際標準軌へ改軌する』という広軌改築案が、1910年に閣議へ提出された。一方で鉄道の利便性が広く認識された結果、鉄道未設置の地区においては新線建設の強い要望が次々と出された（当時の鉄道総延長は約8,000 kmで現在の半分程度であった）。国有鉄道は線路網の充実と既存路線の強化改善に取り組んできたが、大正時代に新線建築と既存幹線改善のどちらに重点を置くかについて、重大な政治問題に発展した。

#### 政治による決着
新線建設を優先すべきという方針は「建主改従」と呼ばれ、立憲政友会が主張していた。反対に主要幹線や大都市圏の鉄道の強化改善を優先すべしという方針は「改主建従」と呼ばれ、経済界・軍部・民政党が主張していた（もちろん民政党の議員も、自分の選挙区に路線を誘致する『我田引鉄』には熱心であった）。国有鉄道側では1908年 - 1911年と1916年 - 1918年の2回鉄道院総裁に就任した後藤新平が改軌を強く主張し、1917年には鉄道院工作局長の島安次郎らが中心となって横浜線で標準軌間への切り替え実験も実施して、改軌実行に備えていた。他に改主建従の考えを持った人物としては木下淑夫が知られる。
しかし、1918年政友会の原敬内閣において国際標準軌への改築は見送られることが決定し、その後関係者は『狭軌のままの輸送力改善』に取り組むようになる。一方我田引鉄の動きとしては、1925年（大正14年）に公布された改正鉄道敷設法が挙げられ、多くの予定線が盛り込まれたものの、優先順位をどうするかなどの具体的なことが記されておらず、戦後に国鉄のローカル線敷設・廃止問題を引き起こす要因となった。
なお改軌に関する論争については、日本の改軌論争も参照のこと。

#### 輸送力改善の施策

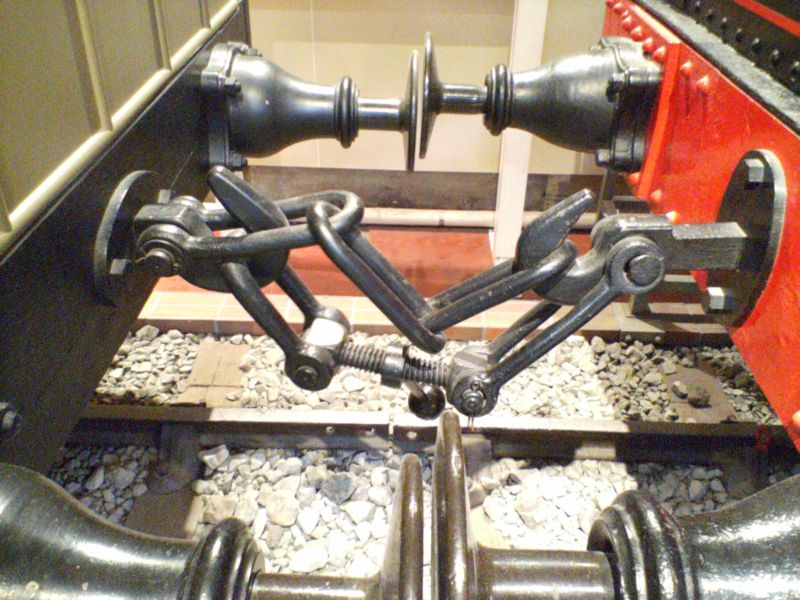
ネジ式連結器の連結状態

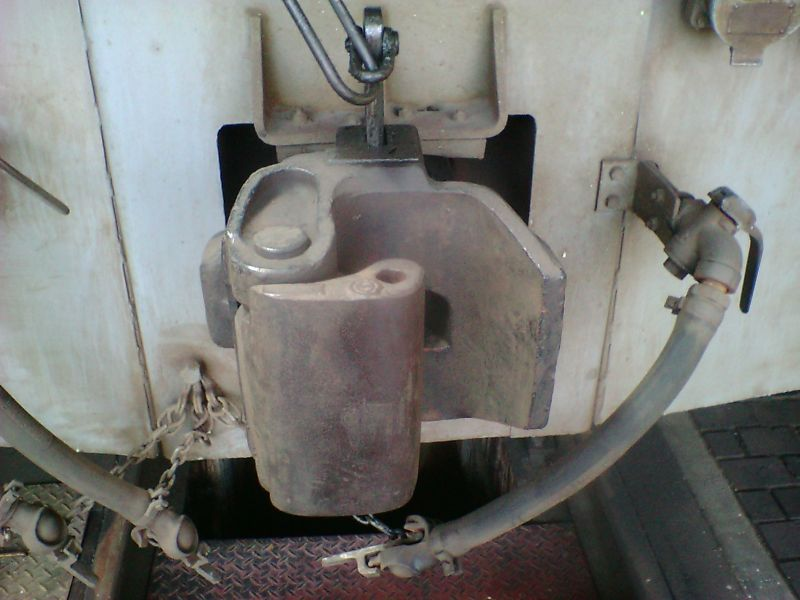
自動連結器の「控え」（連結待ち）状態

改軌によらない輸送力増強の施策として種々の項目が実施された。その中にはリンク式（ネジ式）連結器の自動連結器への一斉取り替え（1925年）など、世界に例を見ない大規模かつ効果の大きいものもあった。これらの改善は1910年代から1920年代に行われ、その結果1930年代の『黄金時代』が到来することになる。以下、この時代に実行された施策を解説する。
- 幹線の複線化 - 主要幹線の東海道本線が1913年、山陽本線が1928年に全線複線化された。また東京や大阪の近郊区間には、並行する別線（電車線、いわゆる複々線化）が建設された。
- 急勾配区間の改良 - 最大規模のものとして、東海道本線の御殿場廻りから丹那トンネル経由への切り替えが挙げられる。勾配の改善によるスピードアップと共に、勾配用補機の連結・解結による停車も解消し東海道線の輸送力は大幅に向上した。
- 軌道強化 - レールの重軌道化（レールを重い頑丈なものに取り替えること）、バラストの砕石化（丸石よりも角のある石の方が石同士の噛み合わせが良いのでバラストに適している）等により重たい列車を高速で走らせることができるようになった。
- リンク式（ネジ式）連結器の自動連結器への一斉取り替え - 1925年7月17日、すべての貨物列車を運休させて、全車両の連結器を交換した（客車は夜間に取り替えて運転した）。交換した車両数は機関車約3,000両、客車約6,000両、貨車約25,000両であった。強度と安全性に優れ連結解結が容易な自動連結器に切り替えた結果、作業の迅速化と安全化、作業性の向上などが達せられた。
- 客車や貨車への空気ブレーキの設置 - 電車は早くから圧縮空気を使う空気ブレーキを使用していたが、蒸気機関車の牽引する客車は非力な真空ブレーキを使っていた（貨車にはブレーキの装備は無く、機関車と車掌車で制動していた）。列車への空気ブレーキの設置は1922年頃から始まり、1930年にはすべての客車が空気ブレーキに切り替わった。ブレーキ力の強化により運転速度を高くすることができた。貨車へのブレーキ設置は徐々に進展したが、未設置車は第二次世界大戦時まで残存した。
- 自動信号機の設置 - それまでは駅間単位の閉塞方式で、ひとつの駅間に1列車しか走れなかった。自動信号機を設置して閉塞区間を短くすれば列車運行本数を増やすことができ、増線しなくても大幅な輸送量増大が図れる。まず、1921年に横浜駅 - 大船駅間で腕木式自動信号機を設置、1925年以後に順次現在のような色灯式に取り替えられていった。
- 停車場の機能分化 - 鉄道が開設された当初は、ひとつの停車場が旅客扱い・貨物扱い・列車の編成組み換え・車両基地のすべてを兼ねていた。しかし輸送量が増えてくると、各々の機能を分化することが必要になった。例えば大阪駅は旅客扱いのみに特化し、貨物列車の走る線路は別線（北方貨物線）が建設され、大阪駅構内に貨物列車が入らなくなった。別線から引き込み線で梅田貨物駅が作られ、別線沿いに旅客車の車両基地（宮原操車場）が設けられた。少し京都寄りには貨物列車を編成する広大な吹田操車場が建設された。
- 幹線やトンネル区間の電化 - 1919年に、重点国策として「石炭資源の確保と河川の水力発電の開発」が決定された。当時の国有鉄道は蒸気機関車用に大量の石炭を使用しており、国策に沿って幹線やトンネル区間の電化を従来以上に進めることとなった。各区間の電化状況は次の節にて解説する。

#### 国有鉄道の電化の進展
国有鉄道の主要幹線の電化は、1914年の東京駅開業に合わせて建設された東京駅 - 高島町駅間が最初である。直流1,200 Vで電化された区間に、パンタグラフを装備した3両編成の大型電車を50両投入した、本格的なものであった。電車はアメリカのゼネラル・エレクトリック社の電装品を使用し、最高速度80 km/hの高速で走行した（それまでの電車は、せいぜい最高50 km/h程度であった）。当初初期故障が多発し、一旦蒸気運転で代行した時期があったが、その後は安定して使用され、1930年代に大量進出する高速電車群のルーツとなった。
次に電化されたのは東海道線の東京駅 - 国府津駅間（1925年）で、長距離列車のため電車ではなく、電気機関車牽引の列車とされた。電圧は1,500 Vに昇圧されたが、この電圧は現在のJRにも継承されている（なおこの電圧を初めて採用したのは、1918年の大阪鉄道である）。当時の日本では電気機関車の生産実績がほとんど無いため、この区間の電化に際してはイギリス、アメリカ、ドイツ、スイスからの輸入機と、日立製作所の自主開発機が採用された。輸入機としては、イギリス製のEF50形が有名だが、当初初期故障が多くこの機関車を安定して使用するための努力が電気機関車に関する技術力向上に役立ったなどと言われた。東海道線の輸送力強化の切り札として建設された丹那トンネルは難工事のために完成まで16年かかったが、1934年に複線電化の長大トンネルとして完成した。上越線の清水トンネルは碓氷峠を通らずに首都圏から日本海側へ向かう線路として建設された。着工は丹那トンネルより遅かったが、完成は早く1931年に単線電化のトンネルとして開通した。

### 第二次世界大戦前の黄金時代

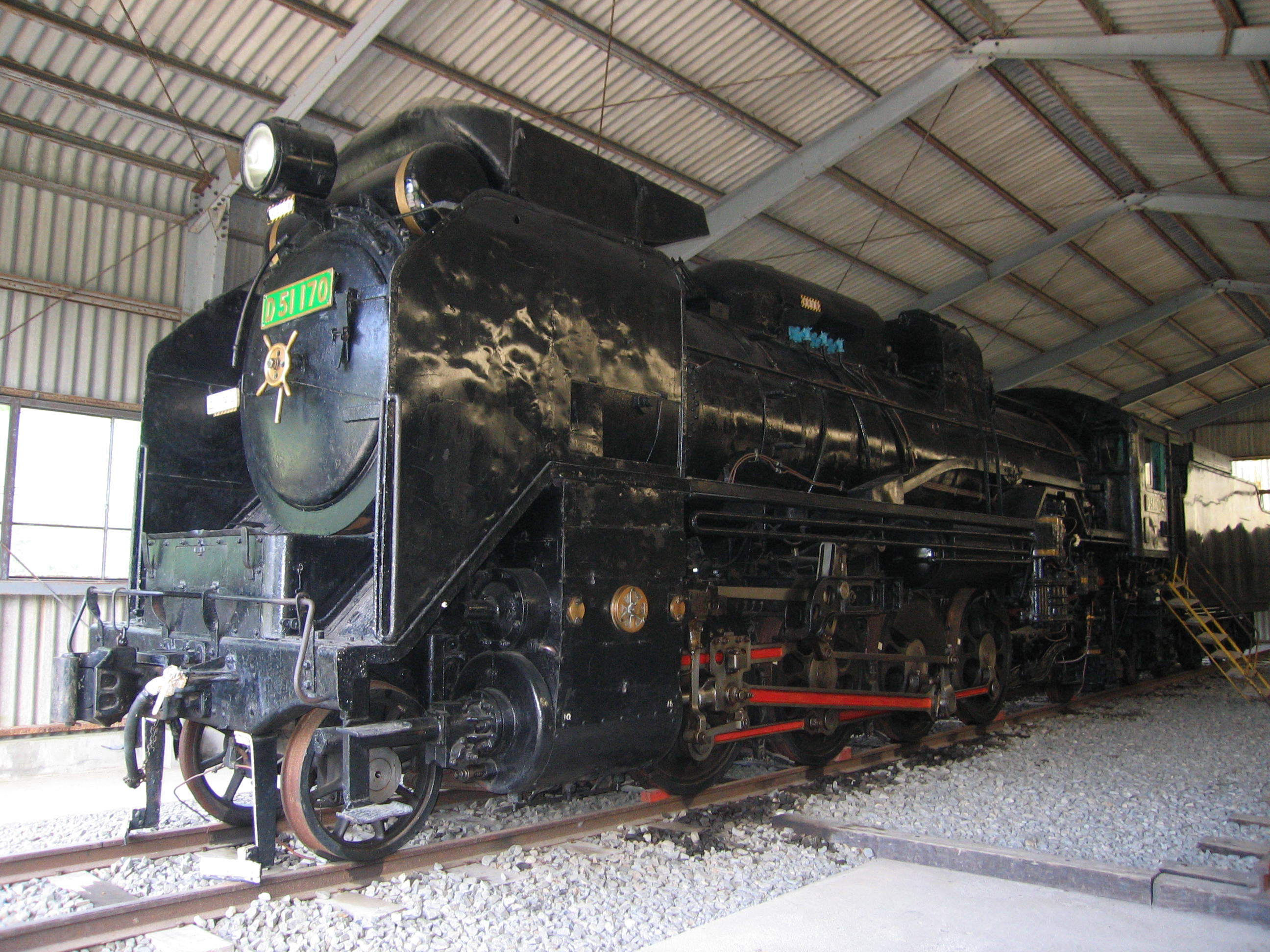
D51形蒸気機関車

1930年代には、国有鉄道の路線網が充実し幹線の輸送力強化の効果が出て特急列車の増発やスピード向上が行われた。都市間を結ぶ私鉄では国産の大型高速電車を投入して、蒸気列車をしのぐ高速運転を行った。機関車は貨物用機の決定版として1,115両生産されたD51形（軸配置1D1出力1,280馬力）と、急行旅客機C59形（軸配置2C1）が生産され、またEF52形等、電気機関車の本格国産化も始まった。D51を設計したのは島安次郎の息子で、後に新幹線建設に携わる島秀雄であった。

#### 特別急行列車
特別急行列車、略して“特急列車”の名が使われたのは、1912年の東京・下関間直通列車が最初である。1929年、これに対し列車愛称を付けることになり、一般公募から東京・下関間の1等車・2等車特急に「富士」、同区間の3等車特急に「桜」が採用された。翌1930年、超特急と呼ばれた「燕」が運行を開始。それまでの特急は東京と大阪の間を11時間かかって走っていた（表定速度51.7 km/h）が、「燕」はその区間を8時間20分（表定速度66.8 km/h）で結んだ。「燕」は人気が高く、後には「不定期燕」も増発され、その後も東京・神戸間に特急「鴎」が設定されるなど、特急列車の増発が行われた。1940年の東海道本線下りダイヤでは、これら5本の特急のほか、急行列車として名古屋行き（1本）、大阪行き（3本）、神戸行き（3本）、下関行き（5本）が設定されていた。このうち、名古屋行き急行を除くすべての列車には食堂車が連結されており、「燕」・「富士」・「鴎」、そして下関行き急行列車のうちの1本には、豪華な1等展望車が連結されていた。

#### 私鉄の発展
1930年までには、現在大手私鉄と呼ばれている鉄道会社の主要路線が開通している。現：相模鉄道以外は、この段階で既に電化されていた。私鉄の路線建設や経営に関しては、東武鉄道の根津嘉一郎、西武鉄道の堤康次郎、東京急行電鉄の五島慶太、阪急電鉄の小林一三など個性的な経営者が輩出し、鎬を削った。路線敷設の権利問題では種々の裏話もあり、「ピストル堤」（堤康次郎）や「強盗慶太」（五島慶太）など、物騒な通称で呼ばれた経営者もいた。
乗客誘致のため、沿線の宅地開発を行ったり、遊園地などの集客設備を作った例も多かった。阪神電鉄は1924年に甲子園球場を建設し、1935年にはプロ野球チーム大阪タイガース（後の阪神タイガース）を設立したが、ライバルの阪急電鉄は翌年阪急軍（後の阪急ブレーブス）を設立して対抗した。これらの施策は多くの会社で行われ、関西圏に多くの球団が存在する要因となった。
また、ターミナル駅へのデパート併設は1920年の阪急梅田駅が最初で、その後各私鉄のターミナルに次々とデパートが設置されるようになった。
鉄道国有化による買収が終了した後も、小規模ながら私鉄が国有化される事例があった。多くは改正鉄道敷設法に記された路線に該当するという理由によるものであったが、第二次世界大戦中には戦時買収私鉄として、国策上必要な産業用路線を有する路線も国有化対象になっている。

#### 高速電車
各私鉄は、自分の路線に合った特徴ある電車を開発し乗客を誘致した。それまでの電車は、短距離の運転のみに使われる前提で製造されたため、3扉ロングシート車が主体であったが、この頃建設された観光路線や都市間の長距離路線に使われた電車には、2扉クロスシート車が充当された。以下当時の2扉クロスシートの高速電車を列記する。
- 東武鉄道は、日本を代表する観光地の日光へ直通する東武日光線にデハ10系電車を投入した。
- 京阪電気鉄道のバイパス線として作られた新京阪鉄道のP-6形電車は、京都府の山崎駅付近で超特急「燕」と競争した。
- 参宮急行電鉄の2200系電車は、大阪市から伊勢へ長躯 (137 km) した。
- 阪和電気鉄道（現在の阪和線）はほぼ同じ区間を走る南海電気鉄道の後発であったが、モヨ100形電車等の高速電車を採用し、大阪の阪和天王寺駅と阪和東和歌山駅の間をノンストップで走らせて、戦前の最高表定速度である81.6 km/hを記録した。

これらは後に名車と称えられることになる画期的な車両であった。私鉄との激戦となった東海道本線京阪神間では、鉄道省（国有鉄道の当時の運営組織）は流線型の52系電車を製作し、高速運転をする「急行電車」（急電）を設定して私鉄に対抗したが、これは現在同地域で設定されている、「新快速」と同じ性格の列車であった。

#### 地下鉄と路面電車
この頃、大都市の高速輸送機関として地下鉄が建設されるようになった。東京では、1927年に東京地下鉄道（後の東京メトロ銀座線）が上野と浅草の間を電車で結び、1935年には新橋駅まで延長した。大阪では、大阪市営地下鉄が1933年に梅田 - 心斎橋間（後の御堂筋線）で開業し、1935年に難波駅、1938年には天王寺駅まで延長した。
地下鉄はその後、大都市に不可欠な交通機関として発達してゆく。なお、戦前に都市交通機関として開業した地下鉄路線は前記二都市のもののみであったが、郊外私鉄が地下線を採用して都心部に乗り入れたというものでは、1925年開業の宮城電気鉄道（今の仙石線）を初として、関西圏を中心にいくつかの路線が開業していた。
都市内の交通機関としては路面電車が発達した。京都（1895年）、名古屋（1898年）、東京（1903年）、大阪（1903年）等の大都市はもとより、北は旭川から南は那覇までの地方中核都市にも路面電車の軌道が敷設された。

#### 弾丸列車
1940年1月16日の「鉄道会議」で可決された「東京・下関間新幹線増設に関する件」は、東京から下関まで国際標準軌間の別線（複線）を建設する内容で、東海道本線と山陽本線の抜本的改善を目指すものであった。この計画は一般に弾丸列車と呼ばれた。
路線経路は現在の東海道新幹線と山陽新幹線に相当するが、現在の新幹線が国内の人的輸送に特化した電車であるのに対し、弾丸列車は下関から朝鮮半島や中国大陸への人や物資の輸送を考慮したもので、旅客以外にも高速貨物列車・荷物列車などを設定することにしており、機関車牽引を想定していた。また電化区間は一部のみで、蒸気機関車の使用も予定しており、旅客列車の最大速度は電化区間で200 km/h、非電化区間で150 km/hとされた。
この計画の推進には、当時中国大陸で戦火（日中戦争）を拡大していた、軍部の意向も強かったと言われている。建設工事は同年8月に新丹那トンネルと日本坂トンネルから着工されたが、第二次世界大戦で日本側の劣勢が明らかになった1943年に、日本坂トンネルと新東山トンネルを除く他の工事は中断された。この2トンネルは1944年に完成して在来線に使用され、戦時輸送や戦後の復興に貢献した。

#### 外地の状況
第二次世界大戦前に日本が領有していた外地の朝鮮・台湾・樺太 などの鉄道も日本の手によって建設された（それぞれ、大韓民国の鉄道・台湾の鉄道・日本統治時代の南樺太の鉄道を参照）。また満州においては、日露戦争で権益を得て設立された南満州鉄道が現地の開発を進め、「あじあ号」のような豪華列車も走らせた。

### 戦中と終戦直後の状況
日中戦争・太平洋戦争（第二次世界大戦）の勃発に伴い、鉄道は戦時体制に組み込まれ、前述した産業用鉄道の国有化や私鉄の統合の他にも、「不要不急の旅行」を抑制する動きが目立つようになっていく。満州・中国方面への視察、伊勢神宮や橿原神宮などといった「皇国史観教育」・「武運長久祈願」による聖地参拝旅行といった例外も当初は存在したが、軍需輸送を優先させるために国有鉄道においては、1943年（昭和18年）2月以降は旅客列車の削減が行われるようになり、1944年（昭和19年）には特急列車・一等車・食堂車・寝台車が全廃された。このことは、戦況の悪化が総力戦体制を、それまで見逃されていた特権階級（高級将校や財界人など）にも次第に強いるようになっていったことを示すものでもあった。
サイパン島陥落以後、鉄道施設に対する空襲も本格化するようになり、駅や車両に甚大な被害が出たり、走行中の列車が艦載機の攻撃を受け、死者を出す例も発生した（湯の花トンネル列車銃撃事件など）。ただ、破壊された後に復旧が困難になる鉄橋に関しては、何故か大きな攻撃を受けることがなかった。とはいえ、沖縄県の鉄道のように地上戦の結果、完全に破壊される所も出るなど、日本の鉄道網は甚大な被害を受けた。しかし復旧へ向けての関係者の取り組みは早く、東京大空襲の翌日には一部の国電が動き、広島原爆投下の2日後には山陽本線、3日後には広島電鉄の一部区間が営業を再開したほどである。そして1945年（昭和20年）8月15日という玉音放送があった日も鉄道の運行は続けられ、国民を立ち直らせるのに一役買ったとも言われている。また、進駐してきたアメリカ軍が当初日本の鉄道は運行不可能になっていると予想し、ディーゼル機関車や貨車をフィリピン経由で輸入することにしていたが、鉄道が曲がりなりにも動いているのを見て驚き、それを中止させたという逸話も残っている。
運輸省がまとめた戦時中の空襲による国鉄・私鉄の乗客（船舶を含む）の死者は1333人、負傷者1311人。乗務員の死者・行方不明者は978人、負傷者1116人に達した。
空襲の他、戦後には敗戦のショックに伴う乗客の道徳荒廃等により、多くの設備・車両が破壊されたが、資材や労働力の不足により復興は遅々として進まなかった。しかし、復員列車や買い出し列車など旅客の需要は急増し、その一方で石炭不足から列車は戦時中より削減された。その結果、旅客需要に答えるために過度の運行をせざるを得ず、鉄道事故も相次いだ。だがそのような下でも、進駐してきた連合国軍に関する輸送は最優先で行う必要があり、当時の日本人には縁がないほど豪華な設備を備えた連合軍専用列車が、全国で運行されるようにもなった。

#### 私鉄の統合と国有化
私鉄統合の機運は昭和恐慌による経営悪化が顕著となった頃からあり、1935年（昭和10年）に名岐鉄道と愛知電気鉄道とが合併して誕生した名古屋鉄道のように自主的な企業合併も進められていた。1938年（昭和13年）には乱立する交通事業者の統合を推進する陸上交通事業調整法が制定され、同法により東京・大阪・富山・香川・福岡の交通ブロック化が図られた。この時の合併で帝都高速度交通営団、東京急行電鉄（大東急)、京阪神急行電鉄、近畿日本鉄道、富山地方鉄道、高松琴平電気鉄道、西日本鉄道などが誕生した。
陸上交通事業調整法はあくまで平時立法による交通政策であったが、同法施行前より日本は戦時体制に突入しており、私鉄の統合政策も戦時体制としての側面が次第に濃くなっていった。果たして1940年（昭和15年）にはより強制力のある陸運統制令が戦時勅令として制定され、政府による私鉄事業の統制が本格化した。翌年の改正によって事業者の統合や国有化、輸送優先度の設定や資材転用などを政府が命令できるようになり、私鉄は軍需工場への通勤や資材の運搬手段として国家総動員体制に組み込まれていった。
また、国策輸送に必要な路線を有する会社は国による強制買収の対象にされ、前述の阪和電気鉄道（同社は1940年に南海鉄道に統合されていたため、この時は同社の山手線となっていた）や中国鉄道（現在の津山線）などといった会社の保有していた路線が、国有鉄道のそれに組み込まれることになった。豊川鉄道・鳳来寺鉄道・三信鉄道・伊那電気鉄道の4社によって運営されていた路線が買収によって一本化され、飯田線となったのもこの時である。この路線は図らずも、終戦前の国有鉄道においては最も長い電化区間となった。

#### 軍事関連輸送の強化
国家の総力を挙げて戦争を遂行するため、膨大な原材料が軍需工場に運ばれ、武器や食料などが基地や戦地へ送られた。この大量の貨物を運搬するため、国有鉄道では様々な対策がおこなわれた。
弾丸列車計画に基づいて工事を始めた日本坂トンネル・新東山トンネルは、計画中断後も工事が継続され、東海道本線の輸送力強化のために使用された。さらに関ヶ原近辺の下り線も1943年に勾配改善工事が完了し、20 - 25パーミルの上り坂が10パーミルとなった。本州と九州を線路で結ぶ関門トンネルは1936年に着工され、陸軍の強い後押しにより戦争中も工事が続けられて1942年に1線、1944年に複線化が完了した。
名古屋地区では先述した名古屋鉄道に鉄道事業者が集約されていったが、路線は名古屋市内の新名古屋と神宮前間で分断されていた。名古屋地区は零戦などを製造していた三菱などの軍需工場が集中しており、工員輸送の便を図るために戦争中の1944年に上記区間を開通させた。
国有鉄道の旅客列車はスピードダウンが目立つようになった。1943年2月頃より、軍事貨物列車を優先させるため、長距離の特急や急行列車は順次削減すると同時に、貨物列車のスピードに合わせて速度を低下させるダイヤ改正が行われた。1944年には特急列車が全廃され、1等車・寝台車・食堂車も廃止された。輸送量の増大に対して、1943年にはD51形を上回る強力な貨物用機関車D52形が完成し、D51形と共に大量生産された。1944年からは、大都市圏の軍需工場通勤用として片側4扉の63形電車が生産された。戦争末期に作られたこれらの車輌は「戦時設計車」と呼ばれ、部品の簡略化、安全設備の不備、生産工程の簡易化など、いわば“粗製濫造”相当の代物であった。

### 設備の疲弊
鉄道の線路や車輌は、一定の期間に定期的に整備を行わないと機能が低下する。整備には「人手」・「資材」・「資金」が必要だが、戦争中期以後男性は軍隊に招集されて人手が減り、資材も不足していた。また国有鉄道の収益の大部分は「臨時軍事費」という名目で国に徴収された一方で、配分された資材はまず貨物用機関車の大増産などに振り向けられていた。結果として、保有車両・地上設備に対しての必要な整備は満足にできていなかった。
後年の藤井松太郎総裁時代、国鉄技師長となった瀧山養は、次のように述べている。

#### 戦争による被害

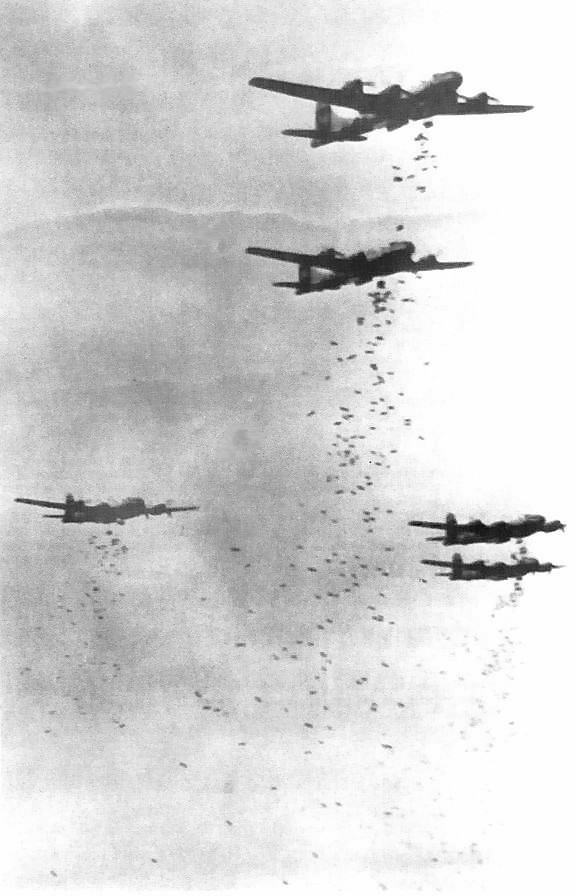
日本を爆撃するB29

酷使や補修の問題に加えて、大きな打撃を与えたのが瀧山も触れている戦災による車両や設備そのもの破壊である。
この戦争により鉄道が最初に直接被害を受けたのは、1942年4月18日にアメリカ海軍の航空母艦ホーネットから発進した爆撃機B-25による、ドーリットル空襲であるとされる。記録では、この日常磐線の金町駅で爆弾により信号機に被害があり、4名が軽傷を負ったとある。1944年6月からは中国大陸から飛来したB-29爆撃機による北九州地区の爆撃、同年11月からはサイパン島を基地とするB-29爆撃機による主要都市に対する空襲が始まり、被害が増大した。1945年2月16日以後、敏捷な空母艦載機による空襲が始まったが、鉄道関連施設が直接攻撃される場合も多く、青函連絡船が壊滅するなど被害は部分的ではあるが甚大であった。しかし、サイパン島から爆撃目標はあまりに遠く、昼間精密爆撃による直接攻撃では、爆撃成果があまり上がらなかったため、周辺地域を爆撃して、鉄道網に類焼させる作戦に切り替えた、しかしこれも失敗したため、職員の住む住宅地を焼失させ、鉄道網の操業を止める夜間殺戮爆撃（無差別絨毯爆撃）へ作戦を変更した。
また終戦の直前には原子爆弾が広島と長崎に投下され、両市周辺の鉄道網は大損害を受けた。広島駅では職員926名中死者11名、重軽傷者201名を出している。一方、広島では被爆当日から救難列車が仕立てられ、翌日の7日宇品線が、8日に山陽本線が開通した。長崎でも被爆直後から救難列車が仕立てられ、爆心地近くまで進入して被災者を収容し諫早や佐世保の軍病院に送り込んだ。鉄道施設の多くは爆心地から比較的はなれていたため、鉄道網の壊滅は免れた。広島電鉄では被爆直後より生き残った職員（女子職員が多くを占めていた）による列車運行が再開された。
| 項目   | 損害計 | 廃車  | 中破  | 小破  | 被害率 (%) |
| ------ | ------ | ----- | ----- | ----- | ---------- |
| 機関車 | 891    | 17    | 279   | 595   | 14         |
| 客車   | 2228   | 913   | 461   | 854   | 19         |
| 電車   | 563    | 361   | 36    | 166   | 26         |
| 貨車   | 9557   | 2190  | 7367  | 7367  | 8          |
| 合計   | 13239  | 13239 | 13239 | 13239 | 10         |

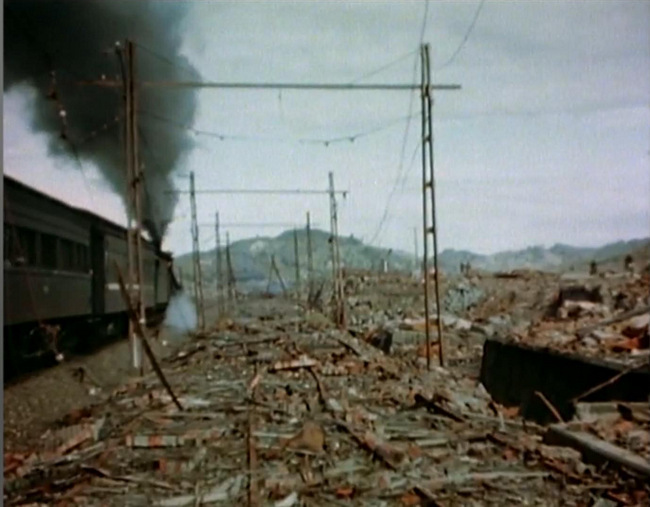
被爆後の長崎本線（1946年、米国戦略爆撃調査団撮影の映像より）

このように、連合軍の戦略爆撃は鉄道網を直接攻撃する作戦を継続することは無く、攻撃目標は、一般の木造住宅街とそこに住む幼老婦女子などの、戦災弱者に向かうことになる。結果、日本の鉄道網は戦争を生き残り、戦後の復興に多大の貢献をした。
1947年に運輸省鉄道総局が発表した『国有鉄道の現状』では、戦争による被害は建物が20%、機関車が14%、電車が26%、等で被害総額18億円に達した。この金額は国有鉄道の昭和19年 - 20年度の2年間の全収入に相当する膨大なものであった。しかし、日本の実効支配が及ばなくなった樺太は別として、終戦後に満州やドイツで見られたようなソ連軍による略奪同然の線路を含む設備の持ち去りは無かった。
1966年2月26日、参議院運輸委員会において公明党の浅井議員は当時の日本国有鉄道総裁石田礼助に対し「国鉄は戦争で壊滅的打撃を受けたが、これに対して、充分な復興措置が取られたのか」と質問した。青木慶一は「壊滅的打撃を受けた事実がない」「日本国鉄の輸送力が貧弱である現状を、その原因が米軍乃至米国に在ると称して、罪を米人に転嫁しようとしている」と批判し、ドイツ軍による組織的な輸送網の要点攻撃の対象になった国々の事例を示した後、（被害は）「ポーランドやフランスの足許にも及ばない」と述べている。
戦災、補修不備といった要因を加重していくと、終戦後間も無い状況としては下記のような状態である旨が、国鉄より説明されている。
| 項目   | 損害計 | 廃車 | 中破 | 小破 |
| ------ | ------ | ---- | ---- | ---- |
| 機関車 | 50     | 23   | 10   | 17   |
| 客車   | 54     | 35   | 8    | 11   |
| 電車   | 2133   | 1556 | 220  | 357  |
| 貨車   | 441    | 271  | 99   | 71   |
| 合計   | 2678   | 2678 | 2678 | 2678 |

私鉄での損害は表から分かるように、専ら電車に集中している。
海外の旧植民地、占領地からの引揚者が数百万人にも達し、私鉄の活動の場であった都市部にも大量に流入した一方で、このような損害を受けていたため、通勤・通学輸送のための輸送力は極度に逼迫した（この点は国有鉄道も同傾向であった）。その後、朝鮮戦争勃発から占領の終了の頃になると終戦直後のような混乱は一息つくものの、数年後には高度経済成長が始まり、農村部から大都市への人口移動が加速されていく。このため、大都市の旅客輸送は再び逼迫の度を増していくことになるのである。

## 復興から躍進の時代

### 戦後の混乱と占領軍による鉄道管理

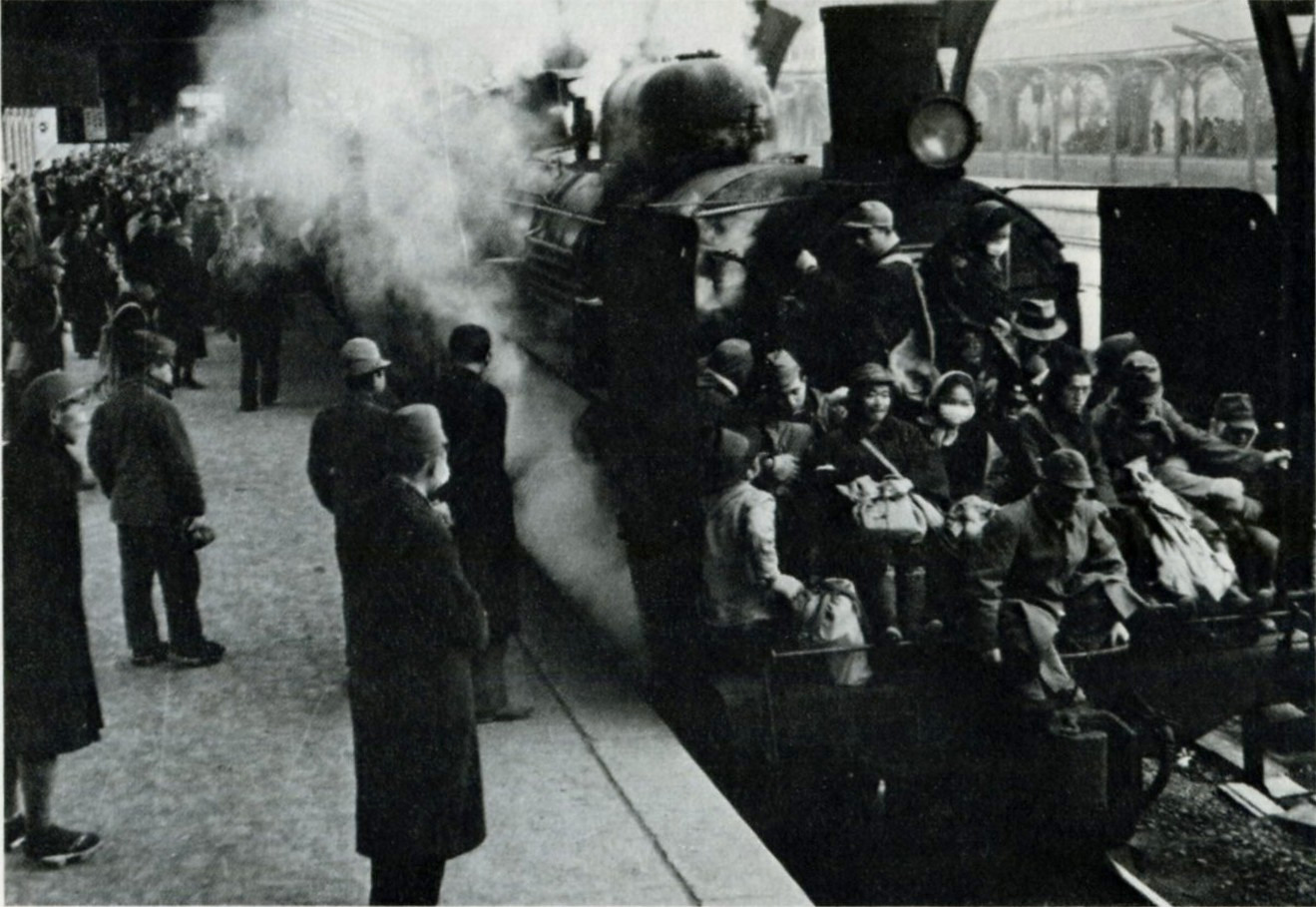
日暮里駅4番線での終戦後の買い出し列車（1946年、影山光洋撮影）

1945年8月14日、日本はポツダム宣言受諾を決定し、中立国を通じて連合国側へ通告した。この日以後 陸海軍は武装を解除される。鉄道は軍需輸送の役目を終えたが、休む暇なく武装解除された多数の軍人や、都市への空襲を避けて田舎へ疎開していた人たちを故郷へ送り返す役目が始まった。終戦直後の大都市は食料等の物資が極度に不足し、人々は鉄道を使って郊外へ買出しに出かけた。しかし戦時中に充分なメンテナンスをされずに酷使された施設や車両、人員によって運転された列車は、常時には考えられないような事故を多発し多数の乗客が犠牲になった。
- 1945年8月22日肥薩線列車退行事故、復員軍人多数を載せた列車が蒸気機関車の出力不足でトンネル内の上り坂で立ち往生。煙による窒息を恐れて機関士が列車をバックさせたが、息苦しさから客車から降りてトンネル内を歩いて逃げていた乗客を巻き込んだ。死者45名。
- 1945年8月24日八高線列車正面衝突事故、買出し客多数を載せた旅客列車同士が多摩川橋梁上で正面衝突し、両方とも川に転落。死者100人以上。
- 1945年9月6日中央本線 中央線笹子駅構内脱線転覆事故、笹子駅で列車が車止めを突破して転覆し死者60名。

その他東海道本線醒ケ井駅付近を走行中のD52形蒸気機関車のボイラーが突然爆発した事故や、古いブレーキホースが破損して発生した近鉄生駒トンネルノーブレーキ事故（死者49名）などの大事故が続発した。また戦後に蒸気機関車の燃料である石炭が極度に不足したため、乗客は増えているのに1947年まで度々列車の大幅な削減が実行された。その結果 旅客車は大混雑した。当時の写真では客車のデッキにぶら下がったり貨車の上に載った乗客が写っている。そのような状況下でアメリカ軍が日本に進駐し、鉄道全般について占領軍による管理が始まった。

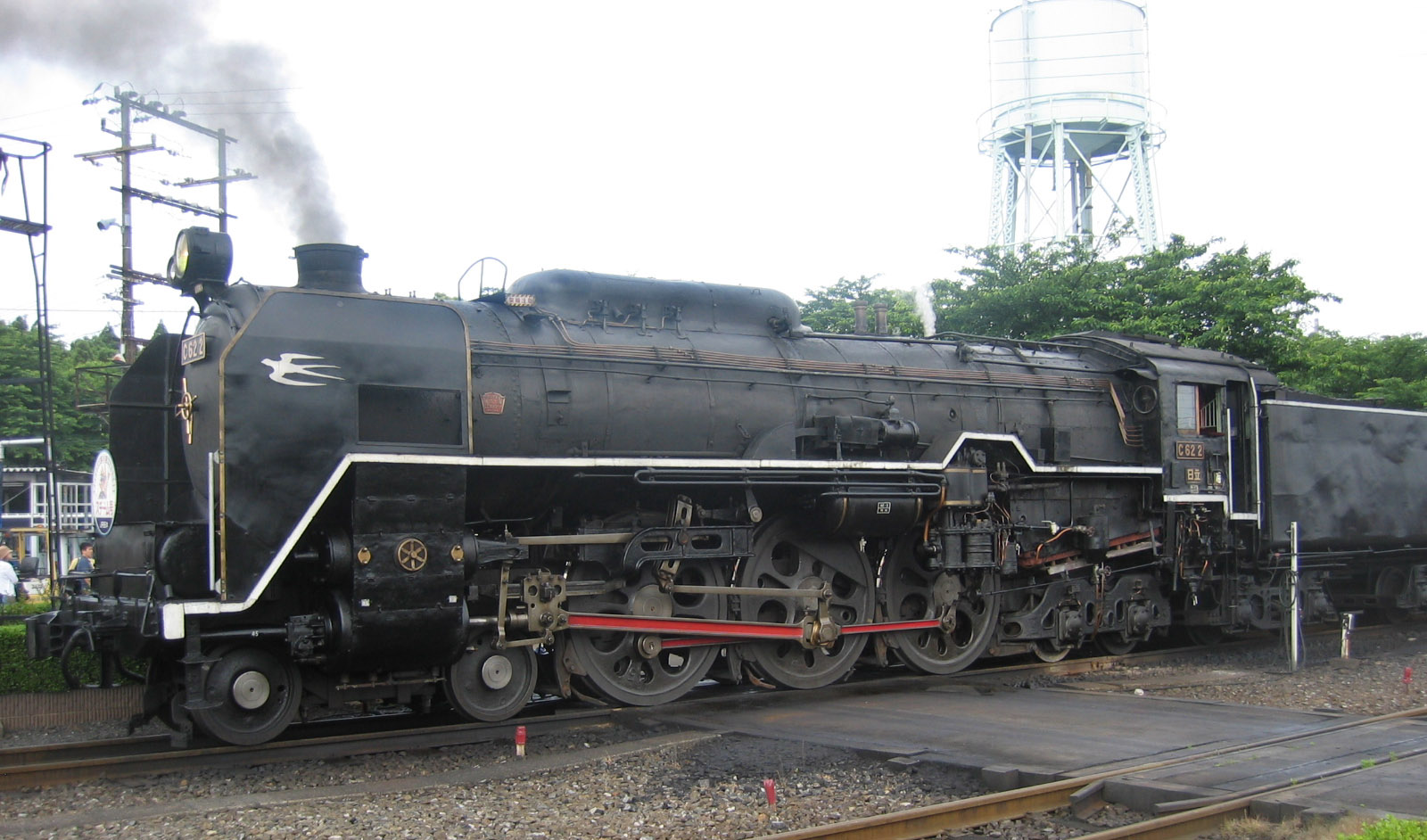
D52のボイラーを使って制作されたC62

占領軍の方針として鉄道の修復を優先し新車の製造を抑えた。そこで不足している旅客用蒸気機関車を賄うため、戦時中に大量生産され戦後は余り気味となった貨物用機関車を改造した機関車が製造された（例D51形→C61形、D52形→C62形）。

#### 進駐軍専用列車
1945年8月に進駐してきたアメリカ第八軍の第三鉄道輸送司令部が、日本の鉄道全般を管理した。司令部は全国各地の国有鉄道や私鉄の駅に Railway Transportatin Office (RTO) を置き、日本側に指示を出した。国では状態の良い客車を集めて特別に整備し進駐軍専用に指定し、これら使用して東京から全国各地に向かって専用の定期列車を走らせた。東京や大阪の電車区間では国有鉄道・私鉄ともに1両から半車（1両の半分）を進駐軍専用に使用した。進駐軍指定車は窓下に白い帯を描いて日本人の乗る車両と区別した。RTOによる管理は1952年のサンフランシスコ対日講和条約発効まで継続した。
連合軍専用列車も参照。

#### 大私鉄の分割と日本国有鉄道の発足
戦後GHQの指示により財閥解体が行われたが、鉄道分野でもこの流れに乗って戦時中に大合併した私鉄が1947年から分割され始めた。東京地区では大東急が東京急行電鉄、小田急電鉄、京浜急行電鉄、京王帝都電鉄の4社に分かれた。大阪地区では近畿日本鉄道から南海電気鉄道が分離し、京阪神急行電鉄から京阪電気鉄道が分かれた。一方、名古屋鉄道と西日本鉄道は戦前から戦中にかけて多数の私鉄が合併してできた会社だが、戦後もそのままの形が受け継がれた。
国有鉄道は鉄道省が直接管轄していたが、運輸通信省、運輸省を経て1949年4月1日に運輸大臣が監督権を有する公共企業体「日本国有鉄道」となった。この結果、国鉄の職員に対しては「国家公務員法」ではなく「公共企業体等労働基本法」が適用されることになる。この中途半端な体制は「一応企業の形になっているため国庫からの補助を受けにくいが、政治家の介入は阻めない」ものであり、将来大幅な赤字を生む禍根となった。同じ年に国鉄は行政機関職員定員法により当時598,157人いた職員を503,072人に減らすことが求められた。9万5千人に及ぶ人員整理（いわゆる首切り）は困難をきわめ、1回目の免職者が発表された7月3日の3日後の6日に当時の下山総裁が常磐線の北千住駅と綾瀬駅の間で死体となって発見される事件（下山事件）に繋がった。下山総裁の死因については、当時から自殺説と他殺説があり、真相はいまだに謎である。不明瞭な事件は続いて、7月15日には三鷹事件（死者6名）、8月16日には松川事件（死者3名）が起こった。いずれも列車事故であるが、人為的な犯罪の可能性が高いとみなされ、この三事件を合わせて国鉄三大ミステリー事件と呼ばれている。

### 鉄道の復興
1950年に勃発した朝鮮戦争による特需で日本の経済復興が始まった。東海道本線の電化は1949年にそれまでの沼津駅から浜松駅まで、1953年に名古屋駅まで伸び、1956年に全線が電化された。東海道本線には展望車や特別2等車等の豪華な車両を連ねた特急「つばめ」・「はと」が運転され、夜行列車には寝台車が復活した。
長距離私鉄でも優等列車が復活した。鉄道の復興は進み、戦前を超えるレベルに達した。技術的にも 旅客車の構造が改良され、近代的な電車が開発され、ディーゼルカーとディーゼル機関車が進出した。将来の電化方式として交流電化が検討され実用化された。

#### 優等列車の復活

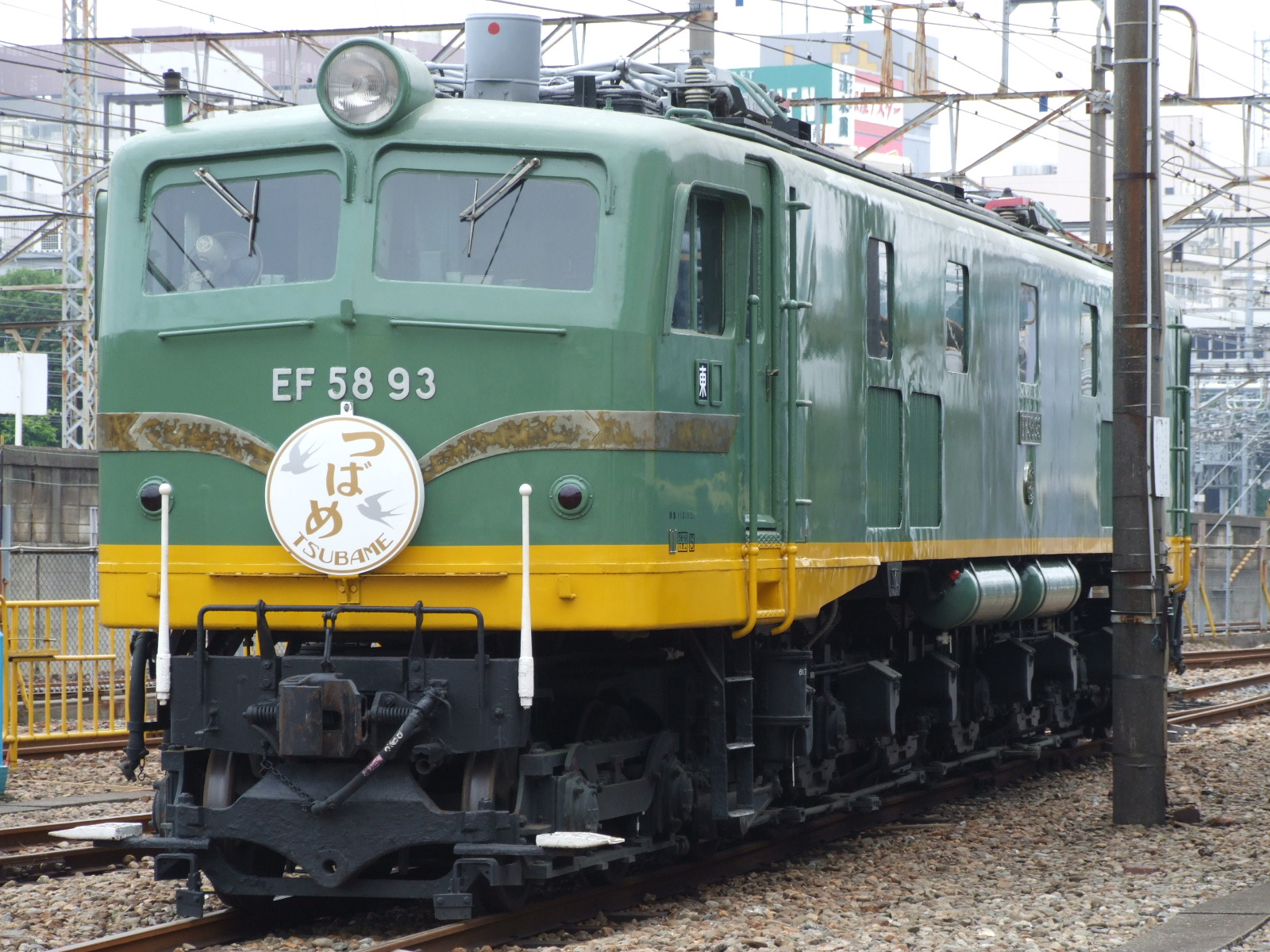
東海道本線全線電化後の特急つばめ牽引用特別塗色

私鉄では近畿日本鉄道が1947年に「名阪特急」を復活させたが、国鉄の特急復活第1号は1949年に東京大阪間を走った「へいわ」である。「へいわ」は翌年由緒ある「つばめ」と改名し姉妹列車「はと」とともに東海道線2往復体制を形成した（それまでの特急列車は「定員制」で座席は乗車してから係員に指定されたが、「つばめ」と「はと」は座席の台帳管理を行い、切符購入時に駅員が台帳管理者に電話で連絡して座席を指定するシステムとなった）。その他の地区でも急行列車や準急列車の復活や新規設定が続いた。東武や小田急などの観光地へ向かう私鉄も、特急電車を復活させた。

#### 客車の鋼体化と軽量客車
明治大正期の客車は、鋼製の台枠の上に木造の車体を載せた構造であった。即ち車両として必要な強度は車両の床に相当する台枠が受け持っており、壁や屋根は木造家屋並みのもの。この構造は安全上から見ると脱線転覆した場合に木造車体がバラバラに壊れるため、乗客の被害が大きくなる問題があった。
壁や屋根まで鋼製にした客車は1927年頃から少しずつ生産されたが、古い木造客車は戦後も大量に残存していた。1947年2月25日に起こった八高線列車脱線転覆事故はブレーキ故障が原因といわれている事故だが、土手から転落した木造客車がバラバラに壊れた結果、死者184名という大事故になった。

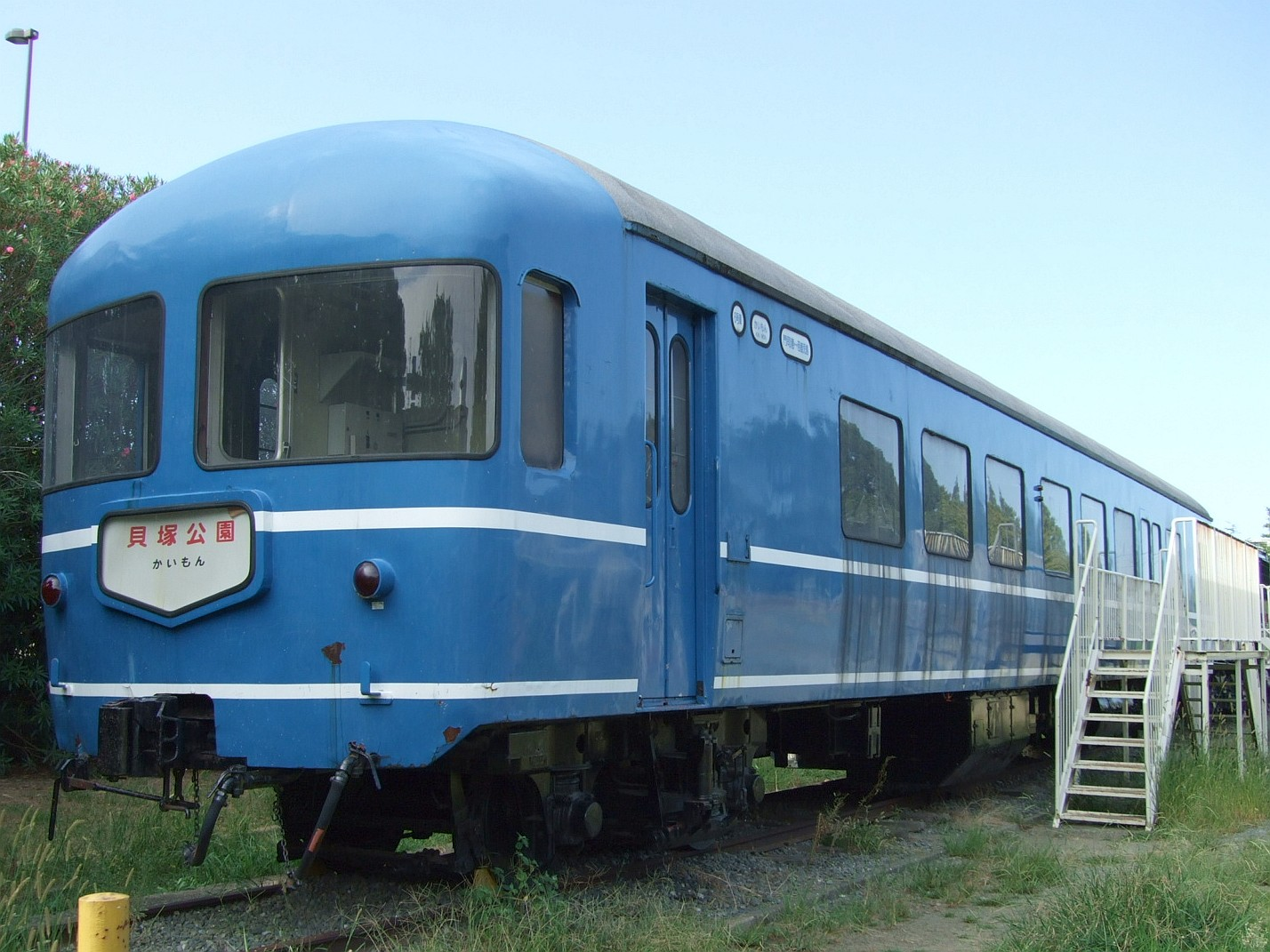
20系客車ナハネフ22

事態を重視したGHQの指示により、木造客車の鋼体化が進められ、1957年までに完了した。台枠のみに強度を持たせたままでの鋼体化は重量が嵩むのが問題となる。そこで重量対策として1953年頃から電車やディーゼルカーを含むすべての旅客車について、壁や屋根の外板にも強度を受け持たせその分台枠を軽量化する「セミモノコック」構造が取り入れられ、軽い車体が製造できるようになった。1955年に製造された10系座席車は台車の軽量化も行われ、軽量客車と呼ばれた。1958年に登場した20系客車は東京と九州を結ぶ寝台特急「あさかぜ」用として作られた車両で、乗り心地改良のため台車に空気ばねを採用し、冷暖房を完備して快適性を向上させると同時に騒音の入り口となる窓を固定化して静粛性も改善した。20系は運行中に編成の分割併合を考慮しない固定編成であり、空調や食堂車で使う電気量が増大した対策としてディーゼル発電機を装備した電源車を連結した。この車両は当時の寝台車の水準を超えた装備から「走るホテル」と呼ばれたり、車体側面を青色に塗られたことからブルートレインと呼ばれて人気を博した。
それまでの客車の乗降扉は走行中も手動で開閉できたが、20系には走行中に乗降扉をロックする機構が装備された。これは、1956年に盲目の音楽家宮城道雄が刈谷駅付近を走行中の客車から転落死した事件に鑑み、客車の安全性向上を図ったものといわれている。また20系より後に生産された客車の乗降扉は、電車同様に自動化された（電車は戦前から自動扉を備えていた）。

#### 高性能電車の登場
戦前の高速電車は大馬力モーターを吊り掛け式に装備するもので、スピードは速いが力行時の騒音や微振動が大きく長距離優等列車には不適切と考えられていた。1950年に完成した湘南型と呼ばれた80系電車も同じ構造であるが、加速性・高速性に優れ、乗降デッキを備えて一応の快適性を持たせ、ブレーキの改良で16両編成運転を実現し、電車による長距離運転の定着に貢献した。

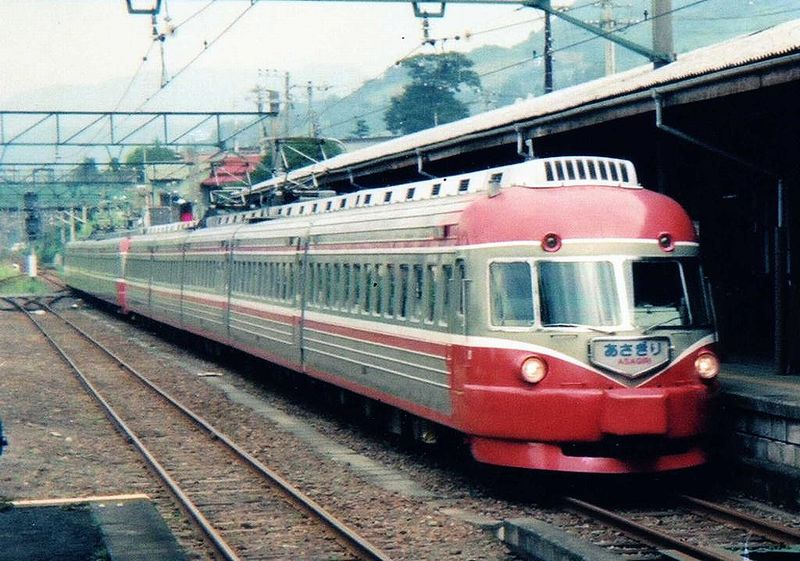
小田急3000形電車

そのころ、アメリカで新しい電車の開発が進んでいた。これは小型高速モーターをカルダン式に装備し、ブレーキにはモーターを発電機として使用する発電ブレーキを空気ブレーキと同期動作させるものである。日本においてこのシステムを本格導入した電車の第1号は1954年に完成した営団地下鉄の300形電車で、真っ赤な車体に銀のサインカーブをあしらった白帯を巻き、3つの両開きドアを並べた斬新な意匠の車体であった。優等列車としては1957年に登場した小田急SE車（3000形電車）が中空軸平行カルダン方式と連接構造の軽量車体の採用により、スピードと乗り心地の両方ともに優れた画期的な電車となった。この電車は完成直後の9月に国鉄の函南駅と沼津駅の間の試験走行で、当時狭軌最高速となる145 km/hを記録した。翌年登場した151系電車は国鉄初の電車特急「こだま」に使用されたが、台車に空気ばねを採用、複層窓と浮き床構造により騒音振動をシャットアウトし、全列車完全冷暖房による快適な旅行を提供した。この電車は1959年7月に藤枝駅と島田駅間の高速運転テストで最高速度163 km/hを記録した。この記録は電車による高速運転の可能性を広げ、将来の新幹線運転に繋がるデータであった。

#### ディーゼルカーとディーゼル機関車の登場
当時未電化区間の旅客車は蒸気機関車が牽引していたが、乗客からは不快な煤煙に対する苦情が強くなってきた。特に勾配区間の長大トンネル内では、状況によっては機関士が窒息死することもあった。

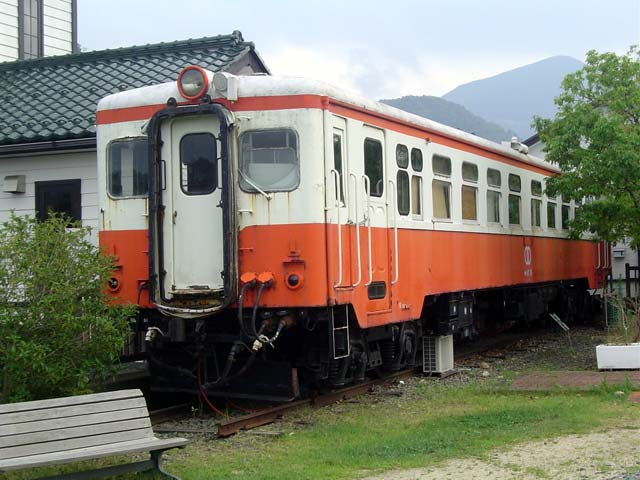
加悦鉄道キハ10形（キハ17と同系列）

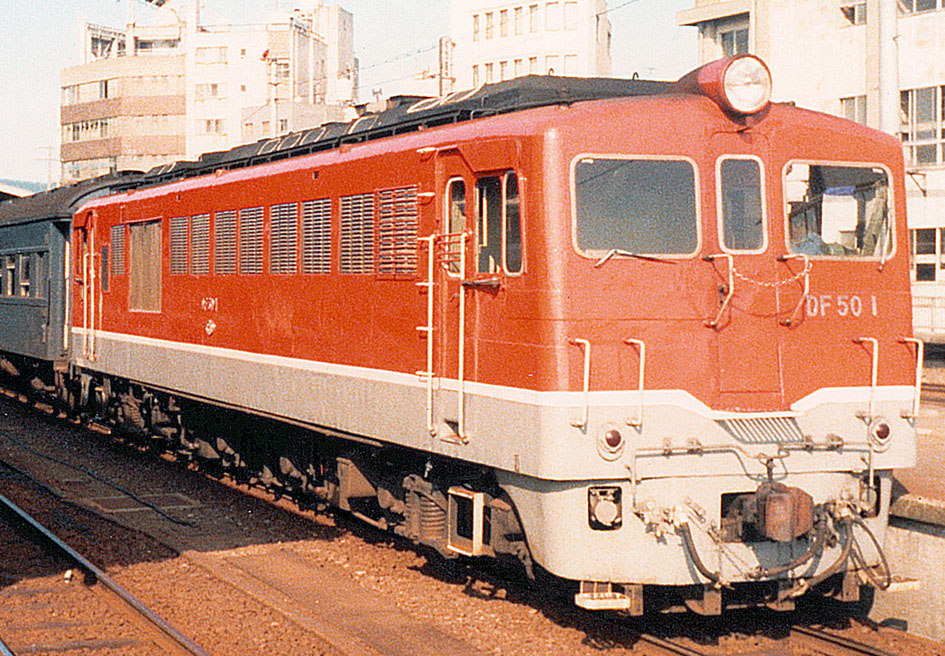
DF50形

そこで国鉄では、1975年までに蒸気機関車を廃止して他の動力に切り替える方針（動力近代化計画）を立て、これを「無煙化」と呼んだ。当時主要幹線は順次電化される予定であったが、亜幹線以下の路線の電化はコスト的に見合わないことから、無煙化の手段としてディーゼルカーとディーゼル機関車の導入が検討された。ローカル線用の気動車は戦前に少数の単機運転用ガソリンカーが製造されたが、戦争中の石油事情の悪化により使われなくなっていた。戦後再度使われ始めたが、減速機は歯車を運転士が手動で切り替える方式であった。この方式は2両以上を連結して運転する場合、各車に運転士を配置し汽笛等で合図しながら歯車を切り替える必要があり不便であった。複数の動力車をひとりの運転士で運転できる（総括制御）方式として、ディーゼルエンジンで発電機を回してモーター動力によって走行する電気式と、トルクコンバーター（液体変速機）で減速する液体式が比較検討され、コストや整備性の面で優れた液体式ディーゼルカーを採用することになった。実用化の第1号は1953年から製造されたローカル線用のキハ45000形（後のキハ17形）で、引き続き1956年に日光線の準急用としてキハ55系が作られた。液体式はその後日本のディーゼルカーの駆動方式として定着した。
ディーゼル機関車は戦前にドイツ製の小型機関車を輸入してテストした程度で実用化されていなかった。亜幹線の無煙化対策として試作的要素の強いDD50形（1953年）の後、DF50形が1957年から生産され始めた。両形式ともディーゼルエンジンで発電機を回し、その電力でモーターを駆動する電気式を採用。エンジンは国内で鉄道用大馬力エンジンの経験が無いため、ドイツの技術協力を得て日本のメーカーで生産したものを搭載した。これらの機関車は蒸気機関車と比べてパワーアップしたわけではなく、やや非力な存在であった。1962年から国産エンジン2基を搭載し液体変速機を採用した（強力な）DD51形が量産され、無煙化が進んだ。

#### 交流電化
鉄道用モーターは回転速度や負荷の大きな変化に対応する必要があるため、直流モーターが適している。そこで鉄道で使用する電気は、電圧600 V - 1,500 Vの直流が採用されていた。
しかし一般の発電所から供給される電気は数万 - 数十万Vの交流であるため、鉄道会社は一定区間毎に変電所を設置して電圧を下げ、直流に変換して使用している。電気の性質として、交流は電圧の変更が非常に容易であること、電気を送る際には電圧が高いほど大きな電力を送ることができること、送電の際の電力ロスは高電圧ほど少ないことがある。すなわち架線に高電圧の交流を流し、車上で使用電圧まで下げて使うことができれば、所要の変電所の数を減らすことが可能になる。交流電化は第二次世界大戦中にドイツで検討され、戦後その技術がフランスに引き継がれて実用化された。日本の国鉄でも将来の電化方式として交流電化を採用する方針が採られ、1955年から仙山線の北仙台駅と作並駅の間の実験線で試作電気機関車を使った実験を行った。この実験は成功し、1957年から始まった北陸本線の電化は交流60 Hz2万 Vが採用され、電気機関車ED70形が生産された。この機関車は、車内で電圧を下げた後、整流器で直流に変換し、直流モーターを駆動させる方式であった。この後の国鉄は北海道、東北、北陸、九州地区を交流で電化し、新幹線も交流電化とした。

### 第二次世界大戦後の黄金時代

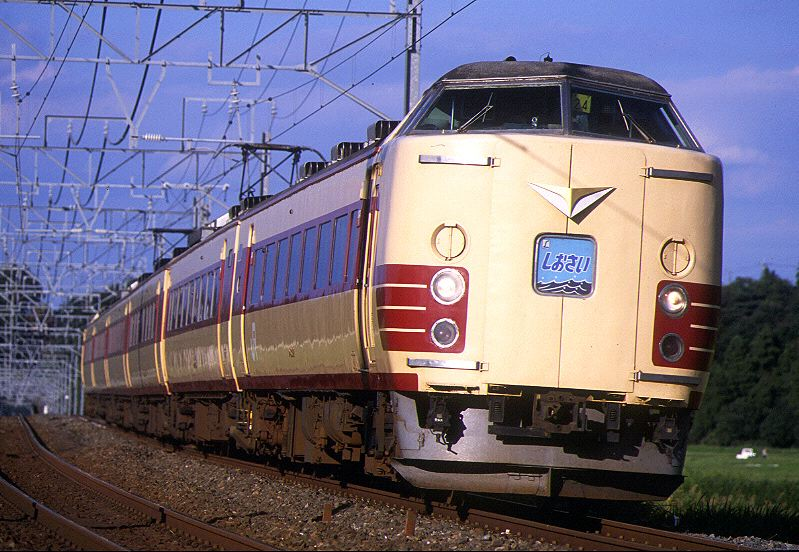
151系ゆずりの特急塗色の183系特急電車

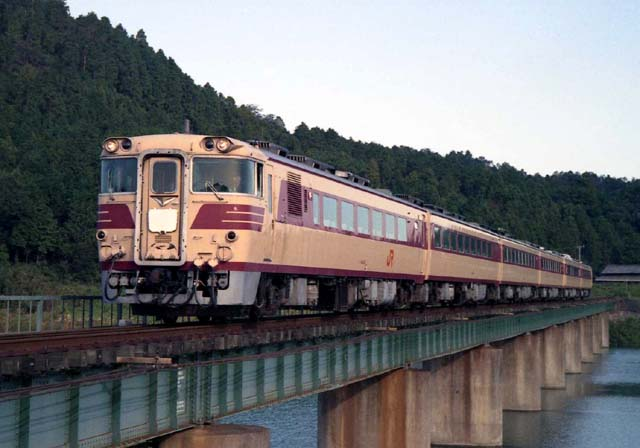
キハ82系ディーゼル特急

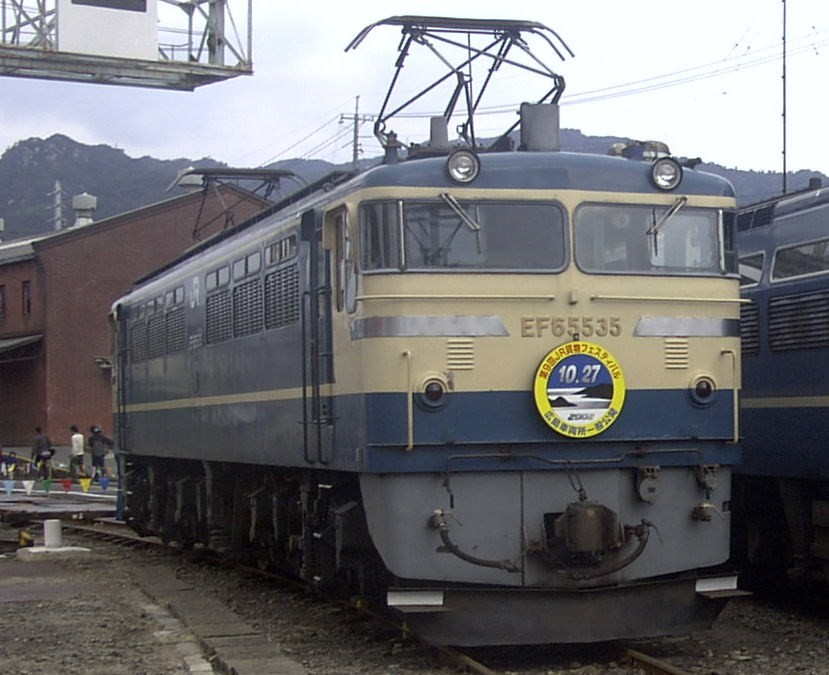
EF65形電気機関車

1955年以後、日本は高度経済成長期に入った。経済活動は年を追って活発になり、国民の所得が増えた。ビジネス客や観光客が増え、大量の物資が国内を動くようになった。鉄道は増え続ける旅客や貨物を運ぶために輸送力の強化が続けられ、国鉄や私鉄には新型車両が次々と投入された。
東海道線の電車特急「こだま」は110 km/hの高速で東京-大阪間を6時間半で結んだ。「こだま」はスピードと快適性で人気を博したため、客車編成の「つばめ」と「はと」（東京-大阪7時間半）も1960年に電車化されて「こだま」の仲間入りをした。1958年に東京以北で最初の特急列車「はつかり」が蒸気機関車牽引の客車で走り始めたが、1960年に初のディーゼル特急キハ81系に切り替えられた。ディーゼル特急は翌年に改良型のキハ82系が特急「白鳥」として登場した。82系は非電化区間の花形として、四国以外の各地で特急列車として活躍した。私鉄では近畿日本鉄道が2階建て特急電車「ビスタカー」を増備し、小田急電鉄や名古屋鉄道では運転席を屋根上に設けて、乗客に前方展望を提供する「ロマンスカー」や「パノラマカー」をそれぞれ投入した。
貨物列車は高速化の要求が強くなり、EF60形やその改良型であるEF65形では100km/h以上の速度での運転が可能であり、「たから号」や「とびうお号」などの特急貨物列車牽引のほかに寝台特急の牽引機にも充当された。
経済の発展につれて「より広い住まい」への要求が強まり、各地で鉄道会社と自治体がタイアップして大都市郊外に大規模な宅地が造成され（いわゆる「ニュータウン」）、アクセス手段として新線が建設された。この時期の特徴として、「鉄道会社によるプロ野球球団の運営」が上げられる。戦前からの老舗の阪神タイガースと阪急ブレーブスに続いて、国鉄スワローズ、近鉄バファローズ、南海ホークス、西鉄ライオンズが登場し、地域住民との一体化と乗客確保や社員の士気鼓舞に一定の役割を果たした。
国鉄では指定席を連結した優等列車が増え、従来の台帳と電話による座席指定システムが限界に達し、1960年にコンピューターによる座席指定システムマルス1が東京地区に導入された。最初は下りの第一こだまと第二こだまのみの対応であった。東海道新幹線の開業時の指定券は台帳方式であってかなりの混乱があったが、翌年（1965年）に新幹線もマルス対応となった。1965年に国鉄は指定券を取り扱う窓口を分離してみどりの窓口とした。1970年に座席指定業務はすべてコンピュータ化され、台帳作業は無くなった。

### さらなる輸送力強化

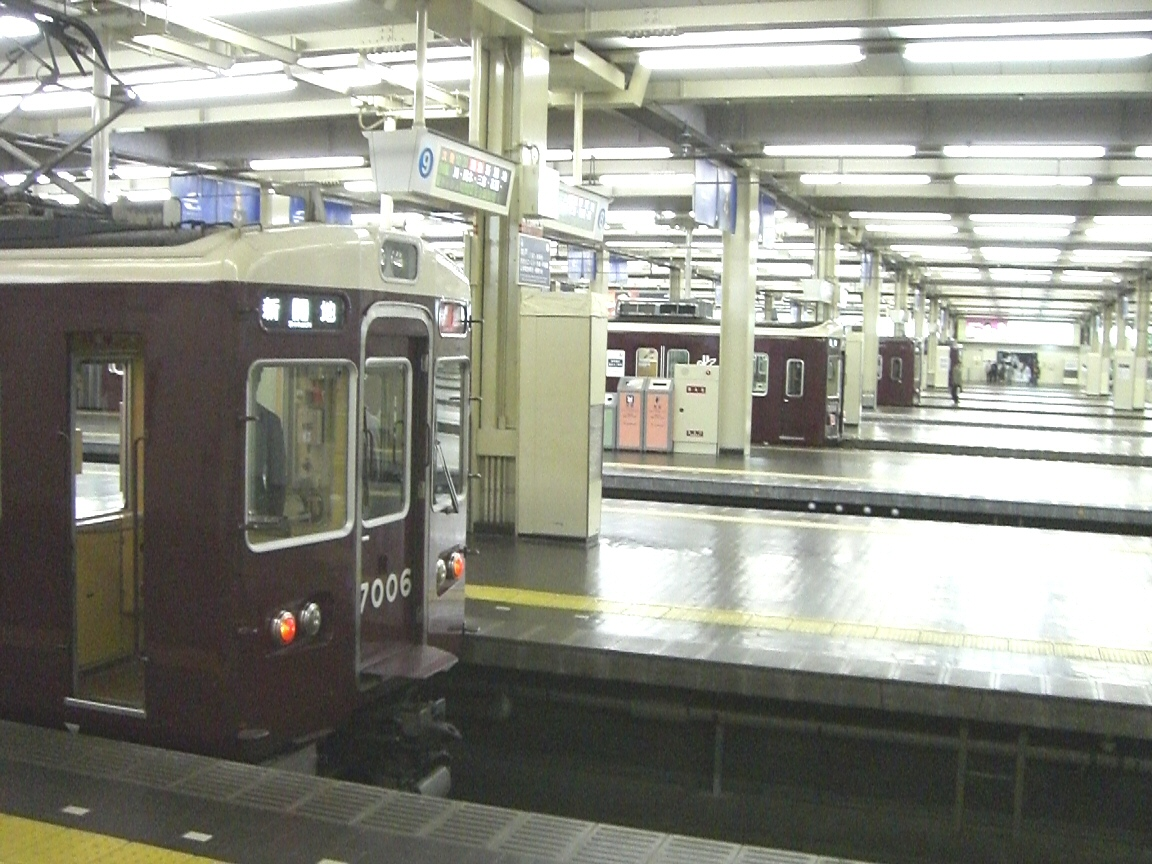
神戸・宝塚・京都各線のホームがずらりと並ぶ阪急梅田駅

経済の急成長につれて主要幹線の輸送力が不足してきた。国鉄は主要幹線の複線電化工事を進めたが、東海道本線については抜本的改善策が必要となった。国鉄総裁の十河信二は技師長に招聘した島秀雄と協力して、国際標準軌を採用した高速電車新幹線の建設を決め、その完成に力を尽くした。高度経済成長は大都市への人口流入を促し、東京地区と大阪地区の通勤客がさらに増加した。通勤電車の混雑解消のために、国鉄では5路線を複々線化する「通勤五方面作戦」を策定し、建設に着手した。また関東の私鉄各社と国鉄は、通勤電車を直接地下鉄に乗り入れる「相互直通運転」を開始した。一方関西地区では相互乗り入れは少なく、輸送量増加に対してターミナル駅の大規模な拡充が行われた。

#### 新幹線の完成

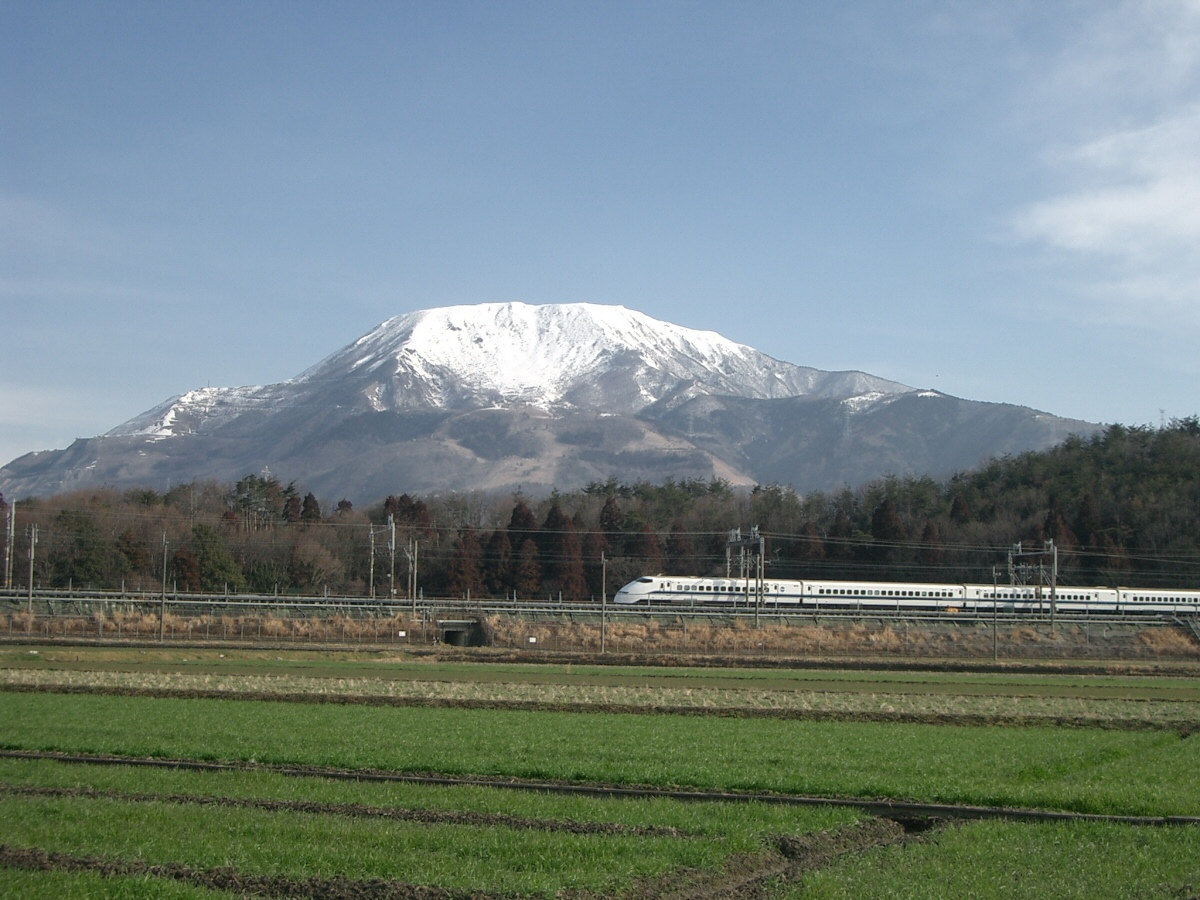
伊吹山の麓を走る東海道新幹線300系電車

1960年代に入ると、東海道本線の輸送量は限界に達した。東京駅から西に向かって毎日60本以上の優等列車が走り、そのすき間をたくさんの貨物列車とローカル列車が埋めた。この事態解決の手段として、新規に国際標準軌による別線を建設し高速電車を走らせる「新幹線」計画が策定された。この計画は1959年3月に国会で承認されたが、世界の鉄道が未経験の「時速200 kmを超える定期列車」という高い目標にもかかわらず、5年後の1964年に完成させるという短期間の計画であった。このため実際の路線の一部を前倒しで完成させ、そこで試作車両を実際に走らせて車両や施設の確認試験を実施し、その結果に基づいて本番用の車両や施設の構想を固めてゆくという方式がとられた。この試験線は神奈川県西部にモデル線として建設され、一般にも公開された。当時、時速200 kmで走る新しい鉄道に「夢の超特急」というフレーズが付されたが、十河信二総裁と島秀雄技師長の指導と国鉄職員の努力の結果、1964年（東京オリンピック開催の年）に東海道新幹線が開業した。開業当初は東京-大阪間に4時間かかったが、翌年路盤が安定するのを待って3時間10分に短縮した。新幹線の開業によって在来線（東海道本線）の昼行長距離列車の需要は無くなり、貨物列車とローカル列車が走る路線となった（十河と島は新幹線の開業前に建設費の暴騰の責任を取って辞任し、開業セレモニーには招待されなかった）。

#### 通勤輸送の強化
経済の発展につれて大都市への人口流入が続き、通勤客が増えた。1960年には東京地区の通勤電車は乗車率が300%を超える（総武線312%など）路線があった。この混雑解消のために国鉄は「通勤五方面作戦」を作成した。すなわち混雑のひどい「東海道本線」、「中央本線」、「総武本線」、「東北本線」、「常磐線」の5線を複々線化する計画である。地価が暴騰しつつある都市部の増線工事で、各線とも膨大な工事費を使って完成された。東京地区の私鉄と国鉄は、営団地下鉄や都営地下鉄と提携して、地下鉄の路線に郊外からの通勤電車がそのまま乗り入れる「相互直通乗り入れ方式」を策定して乗客の利便性向上とターミナル駅の混雑緩和対策とした。相互乗り入れは1960年に京成電鉄が都営地下鉄に乗り入れたのが最初で、1962年の東武鉄道の地下鉄日比谷線乗り入れ等が続いた。

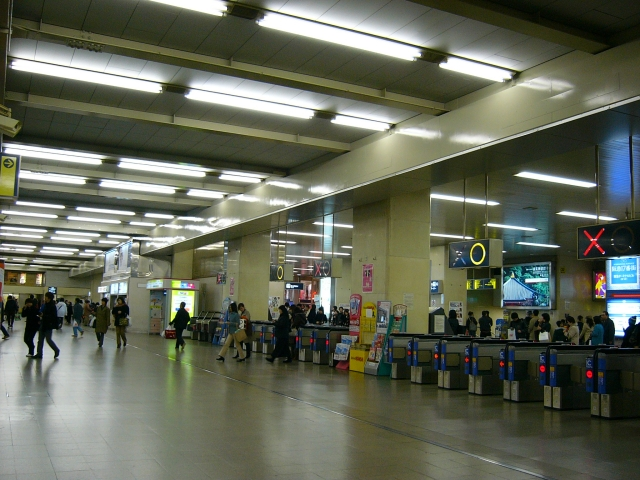
自動改札機を他社に先駆けて全面導入した阪急梅田駅

「相互乗り入れ」は大阪では阪急電鉄の堺筋線乗り入れ以外は進展せず、乗降客の増加対策として阪急電鉄の梅田駅（1973年完成、9線10面）、南海電気鉄道の難波駅（1980年完成、8線9面）などの大規模ターミナルが作られた。阪急梅田駅は自動改札を全面的に採用した駅の嚆矢となった。また京阪電気鉄道と近畿日本鉄道は市内中心部へ路線を延伸して、地下鉄との乗り換えの便を図った。
戦前の地下鉄は東京と大阪だけであったが、1957年の名古屋を皮切りに、札幌（1971年）、横浜（1972年）、神戸（1977年）、京都、福岡（何れも1981年）、仙台（1987年）などの大都市でも地下鉄が開通した。
地下鉄よりも輸送量の少ない路線に対応した新しい都市交通機関として、1964年に浜松町駅と羽田空港間に東京モノレールが開通した。

### 他の輸送手段との競争の激化

旅客輸送量（人キロ）

貨物輸送量（トンキロ）

1960年代後半になると鉄道の旅客と貨物の輸送量は延び続けているが、全体に対する比率は明らかに低下し始めた。例えば旅客輸送量は1960年には国鉄のシェアは51%であったが、1980年には輸送量は増えてはいるがそのシェアは24.7%に低下している（下表参照）。陸上では東海道新幹線が開業した1964年に日本で初めての高速道路である名神高速道路が完成し、民間航空では同年に国内線初のジェット旅客機ボーイング727が飛び始めた。国鉄は輸送量増大と他の輸送機関との競争に対応するため、主要幹線の複線電化を進め「無煙化」を推進すると同時に、幹線列車のスピードアップを行った。この成果を取り入れた1968年秋のダイヤ改正はヨンサントオと呼ばれ、特急と急行を大増発して優等列車による都市間輸送網を形成した。1970年に大阪で開かれた万国博は日本全国から観光客が訪れたが、それまで団体旅行しか経験しなかった庶民が個人旅行に目を向けるきっかけとなった。各鉄道会社は個人客誘致のためのキャンペーン（国鉄のディスカバー・ジャパンやいい日旅立ち）やテレビ番組の提供（国鉄の『遠くへ行きたい』、近鉄の『真珠の小箱』など）を始めた。
また無煙化が進み蒸気機関車が減少するにつれてSLブームが過熱し、鉄道ファンのモラルの低下が指摘されるようになった。国鉄の蒸気機関車は1975年に定期運行を終了した。

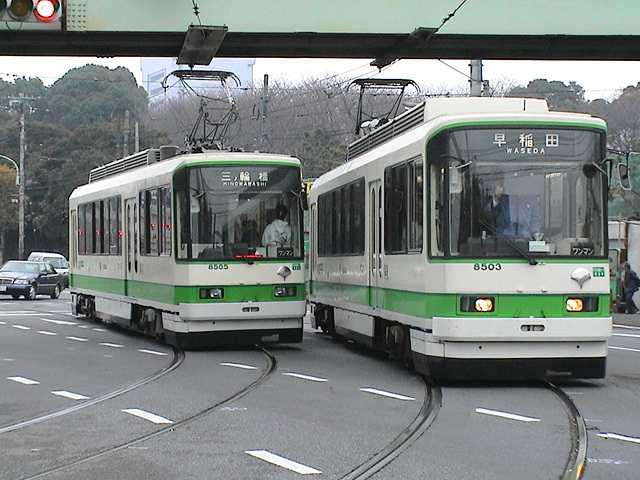
都電荒川線

大都市では自動車が増え道路の混雑がひどくなった結果、路面電車の軌道が交通の障害とみなされるようになった。東京では1964年から路線が順次廃止され現在荒川線のみが運行している。大都市の路面電車の全廃は1969年の大阪市電が最初で、名古屋や京都などの他の大都市も順次全廃していった。一方札幌、広島、高知、熊本等の地方中核都市では現在でも市民の足として活躍している。

1970年代後半になると主要な高速道路が開通して、機動性および利便性に優れたトラック輸送が増え、貨物輸送に占める鉄道の比率が著しく低下した。国鉄の貨物輸送は、従来「発駅で貨車に積み込む」→「発駅近くの貨物ヤードで方向別貨物列車を編成」する方式で到着までに日数がかかるため、急ぎの荷物は敬遠されるようになった。1975年11月26日から8日間続いた「スト権スト」は、期間中の荷物の滞留もあって貨物の国鉄離れをさらに進めた。従来の方式ではトラックに対抗できなくなったため、国鉄はヤード方式を廃止し発駅と着駅を固定した直通列車方式に切り変えてゆく。
夜行列車は、座席車についてはコストが安い夜行バスの進出により激減し、寝台車も国内航空運賃の相対的低下によって競争力が低下し始めた。

### 国鉄の経営破綻と分割民営化
戦後、国内の輸送体制の根幹とされ、公共企業体と位置づけられた国鉄は、国家財政とは別の独立採算制であったにもかかわらず、運賃改訂や設備投資について国会審議を必要とする不自由な体制であった。
このシステムは戦後復興期にはスムーズに動いた。すなわち復興のための設備投資の必要性やその順番は明らかであり、低く抑えられた運賃も増え続ける需要によって充分賄われた。しかし戦後復興が終了した時期から、国鉄の財政は悪化しはじめた。まず東海道新幹線が開通した1964年に、それまでずっと黒字であった国鉄の収支が単年度ながら赤字を計上した。その後も赤字は続き、1966年には蓄積した内部留保を食い潰して繰り越し赤字（資本欠損）に転落した。国鉄は財政再建を目指し、1969年に第一次再建計画を策定したが赤字の拡大は止まらず、1971年には通常の企業活動に必要な支出だけで収入金額を超えてしまい「借金を返済できない事態（償却前赤字）」に陥った。
1971年から1972年にかけて、国鉄の現場では赤字改善のための生産性改善運動（通称：マル生運動）が行われた。これは経営危機に陥った民間企業であれば、当然実施すべき改善運動であるが、経営側の運営のまずさからマスコミに「不当労働行為」と指摘され、生産性の改善効果を生まずに終わってしまった。この問題はその後も長く労使間の大きなしこりとなって残った。その後種々の対策が検討されたが解決には程遠く、国鉄の赤字は増え続けた。抜本的対策として1980年頃から国鉄分割民営化案が検討され、1987年に国鉄は分割されたうえで民営化された。

#### 新幹線の延伸と赤字の拡大
東海道新幹線は順調に乗客を増やした結果、その延長である山陽新幹線の建設が行われ、1972年に岡山開業1975年に博多まで開業した。1973年に策定された第二次再建計画は、時の田中内閣の日本列島改造論に影響され、再建計画とは名ばかりの膨大な投資を行う内容であった。
すなわち輸送力が限界に達した東北本線の対策として東北新幹線を建設すると同時に、田中角栄の地盤に向かう上越新幹線や、成田新幹線を同時並行で建設する計画であった。これらの新幹線は（途中で建設中止になった成田新幹線を除き）建設中の狂乱物価の影響を受け、建設費が暴騰しながらも1982年に大宮駅発着で暫定開業した。
当時の国鉄の借入金は上記五方面作戦の設備投資も加えて16兆円にのぼり、この金額は年間運輸収入2.7兆円の6年分に達していた。これらの投資に際し国鉄は国内輸送の根幹を担う設備投資として政府からの出資を要求したが認められず、財政投融資による貸付（借金）が認められただけであった。また収入確保のための運賃改定（値上げ）も政治的判断により遅れることが多く、例えば1972年4月に予定されていた値上げが実施されたのは2年半後の1974年10月であった。
1984年には東京圏および東海道・山陽新幹線を除いてすべて赤字となった。

#### 国鉄再建への取り組み
国鉄の経営状況は一般企業とすれば、償却前赤字となった1971年には倒産に値するものであった。しかし政府と国鉄当局は国内交通の基盤である国鉄を潰す訳にも行かず、種々の救済策を実施した。
1960年代から問題となった赤字ローカル線については、1968年に赤字83線を国鉄諮問委員会が選定して頓挫したことを反省し、1980年制定の日本国有鉄道経営再建促進特別措置法（国鉄再建法）に基づき特定地方交通線として83線区3157.2 kmを指定し、1990年までに廃止・第三セクター鉄道への転換を実施した。一方、1976年と1981年には約5兆円に及ぶ借金の棚上げを実施した。1976年には平均50%の運賃値上げを行い、その後もしばしば値上げを行って増収を図ったが、利用者離れも起こって赤字は増大し続けた。
当時の国鉄は国鉄労働組合（国労）や国鉄動力車労働組合（動労）などの組合が利用客の不便を顧慮することなく、「スト権スト」や「順法闘争」のような政治的な活動を繰り返していた。順法闘争は利用者の反発を買い、1973年には乗客の怒りが爆発して暴動となった上尾事件が起こるなど、国鉄へのさらなる資金投入や運賃値上げは認められない状況に陥りつつあった。
1981年から開始された第二次臨時行政調査会の活動では国鉄再建が重要項目とされた。抜本的対策として、鉄道経営の自主独立を確立し、政治家の影響を排除する民営化案が浮上した。
1983年に出された答申には国鉄分割民営化が謳われ、同年に「国鉄再建管理委員会」が設立、分割民営化のための検討が行われ、1985年に10万人の合理化などを含む最終答申が出された。この間、国鉄当局も自助努力によって大幅な合理化を実施し、人員削減を可能にしていた。
また組合問題も職場が無くなるという危機感から、経営側と動労との関係は徐々に改善していき、一方で反対姿勢をとり続けた国労は組合員が抜けて少数派に転落した。そして1987年の分割民営化が実施された。

## 国鉄の分割・民営化
国鉄の経営破綻の対処策として、1986年11月28日に国鉄改革関連八法案が成立した。この法律に従って1987年4月1日に国鉄は分割民営化された。

### 会社組織について
分割民営化は 国鉄の運輸部門を各地方を担当する旅客会社6社と貨物のみを扱う1社、研究部門を鉄道総合技術研究所等に分割して、各々の会社の環境に見合った経営を行わせることを柱とした。更に新幹線の施設車両は新幹線鉄道保有機構（略称 新幹線保有機構）が引継ぎ、新幹線列車を走らせる旅客3社（JR東日本、JR東海、JR西日本）は新幹線保有機構にリース料を支払って使用することとした。また いわゆる「赤字ローカル線」は、第三セクターとして新会社から分離した。これらの施策により各社の業務内容に見合った人員数を設定し、国鉄だった時に26.8万人いた社員を、民営化以後は20.6万人まで削減するという内容であった。

### 長期債務の処理
国鉄終焉当時、処理すべき債務として37.1兆円が残っていた。このうち国鉄清算事業団に25.5兆円が引き継がれ、残り11.6兆円が東日本旅客鉄道（JR東日本）、東海旅客鉄道（JR東海）、西日本旅客鉄道（JR西日本）、日本貨物鉄道（JR貨物）、新幹線保有機構の負担とされた。国鉄清算事業団は（使われなくなった広大な貨物ヤードなど）旧国鉄財産のうちでJRに移管されなかった資産の売却等で負債を減らす予定であった。しかし当時バブル景気時代で地価の高騰が甚だしく、「広大な土地の売却はバブルをあおる」として売却を凍結されてしまい債務の削減が思うように進展しなかった。その後1998年に国鉄清算事業団は解散し債務は一旦鉄道建設公団へ移管された後、2003年に債務23.2兆円が鉄道建設・運輸施設整備支援機構（略称 建設設備機構）に引き継がれた。この長期債務の返済には今まで通り税金が充当される。
| 年度                             | （1）承継債務残高計   | （1）承継債務残高計             | （1）承継債務残高計             | （1）承継債務残高計           | （1）承継債務残高計           | （1）承継債務残高計 | （2）承継債務 換国債残高 | （3）残高総計 （1）+（2） | 実質的な債務 償還進捗率（％） （(1)-(3)／25兆円） |
| 年度                             | 旧日本国有 鉄道借入金 | 旧日本国有鉄道 清算事業団借入金 | 旧日本国有鉄道 清算事業団借入金 | 旧日本国有鉄道 清算事業団債券 | 旧日本国有鉄道 清算事業団債券 | 小計 250,308        | （2）承継債務 換国債残高 | （3）残高総計 （1）+（2） | 実質的な債務 償還進捗率（％） （(1)-(3)／25兆円） |
| -------------------------------- | --------------------- | ------------------------------- | ------------------------------- | ----------------------------- | ----------------------------- | ------------------- | ------------------------ | ------------------------- | ------------------------------------------------- |
| 年度                             | S62.3.31承継 50,599   | H3.3.29承継 9,372               | H10.10.22承継 67,588            | H10.3.31承継 30,035           | H10.10.22承継 92,714          | 小計 250,308        | （2）承継債務 換国債残高 | （3）残高総計 （1）+（2） | 実質的な債務 償還進捗率（％） （(1)-(3)／25兆円） |
| 1990                             | 50,599                | 9,078                           |                                 |                               |                               | 59,677              |                          | 59,677                    |                                                   |
| 1991                             | 49,461                | 8,472                           |                                 |                               |                               | 57,933              |                          | 57,933                    |                                                   |
| 1992                             | 48,863                | 8,167                           |                                 |                               |                               | 57,030              |                          | 57,030                    |                                                   |
| 1993                             | 48,863                | 8,167                           |                                 |                               |                               | 57,030              |                          | 57,030                    |                                                   |
| 1994                             | 48,863                | 8,167                           |                                 |                               |                               | 57,030              |                          | 57,030                    |                                                   |
| 1995                             | 48,863                | 8,167                           |                                 |                               |                               | 57,030              |                          | 57,030                    |                                                   |
| 1996                             | 47,275                | 7,560                           |                                 |                               |                               | 54,835              |                          | 54,835                    |                                                   |
| 1997                             | 45,577                | 6,954                           |                                 | 30,035                        |                               | 82,566              |                          | 82,566                    |                                                   |
| 1998                             | 43,574                | 6,256                           | 35,231                          | 30,035                        | 30,632                        | 145,728             | 94,369                   | 240,097                   | 4.1                                               |
| 1999                             | 41,180                | 5,438                           | 8,400                           | 30,035                        | 28,527                        | 113,580             | 133,621                  | 247,201                   | 1.2                                               |
| 2000                             | 38,370                | 4,498                           |                                 | 30,035                        | 25,068                        | 97,971              | 137,351                  | 235,322                   | 6.0                                               |
| 2001                             | 35,191                | 3,467                           |                                 | 30,035                        | 24,065                        | 92,758              | 141,307                  | 234,065                   | 6.5                                               |
| 2002                             | 31,858                | 2,436                           |                                 | 30,035                        | 22,057                        | 86,386              | 145,148                  | 231,534                   | 7.5                                               |
| 2003                             | 28,549                | 1,496                           |                                 | 19,133                        | 20,053                        | 69,231              | 159,447                  | 228,678                   | 8.6                                               |
| 2004                             | 25,327                | 677                             |                                 | 7,917                         | 16,046                        | 49,967              | 172,961                  | 222,928                   | 10.9                                              |
| 2005                             | 22,199                | 163                             |                                 | 1,172                         | 11,044                        | 34,578              | 183,915                  | 218,493                   | 12.7                                              |
| 2006                             | 19,093                | 86                              |                                 |                               | 5,028                         | 24,207              | 189,835                  | 214,042                   | 14.5                                              |
| ＃単位は億円、2006年度は予定額。 |                       |                                 |                                 |                               |                               |                     |                          |                           |                                                   |

一方、利用客が少なく赤字が見込まれる北海道旅客鉄道（JR北海道）、四国旅客鉄道（JR四国）、九州旅客鉄道（JR九州）には、発足時から日本国有鉄道改革法にて資金補填が設定されている。すなわち民営化時の37.1兆円の債務の中に経営安定基金1.3兆円を設定し、この基金の運用益を上記旅客3社の赤字補填に使うこととした。

### JR各社の経営状況
本州の旅客会社（JR東日本、JR東海、JR西日本）3社は、初年度から黒字経営が続いた。この3社はいずれも新幹線を運行しているが、施設使用料が応能負担であり株式上場の妨げとなっていたため、新幹線の買取を国に働きかけ、1991年に実現した。このときに新幹線保有機構の持っていた債務を引き継ぐと同時に、国鉄清算事業団の債務の一部も3社が負担するなどの施策が行われ、合計15兆円以上が3社の負担となった。この3社は現在も安定した黒字経営を続け、債務返済を行っている。経営の順調な本州3社は通常の株式会社への変更を目指して経営努力を続け、JR東日本が2002年6月、JR西日本が2004年3月、JR東海が2006年4月に完全民営化に移行した。JR北海道、JR四国、JR九州の3社（三島会社）は、経営安定基金の運用益からの補填を受けた後の収支がほぼ均衡している状況が続いていたが、多角化経営に成功したJR九州は2016年10月に三島会社の中で初めて完全民営化に移行した。JR北海道は2011年からの度重なる不祥事を皮切りに経営不振に陥り2018年より国土交通省から経営改善監督命令を受け経営再建を優先、JR四国は2020年度事業計画での赤字見込みから4月に国交省より経営改善指導が発出される状況となっている。JR貨物は発足当時はバブル景気の影響を受けて黒字が続いたが、景気が低迷した1993年以降8年間連続して経常赤字となった。その後経営努力により経常黒字に戻している。
| 億円                                               | 北海道 | 東日本 | 東海 | 西日本 | 四国 | 九州 | 貨物 |
| -------------------------------------------------- | ------ | ------ | ---- | ------ | ---- | ---- | ---- |
| 1987年                                             | -22    | 766    | 607  | 80     | 10   | 15   | 59   |
| 1990年                                             | 16     | 1496   | 1202 | 875    | 84   | 39   | 74   |
| 1994年                                             | 1      | 992    | 387  | 204    | -5   | -5   | -82  |
| 1999年                                             | 15     | 1082   | 702  | 423    | 5    | 52   | -37  |
| 2003年                                             | 15     | 1832   | 1175 | 650    | 3    | 62   | 19   |
| ※ データは参考文献『日本の鉄道史セミナー』より抜粋 |        |        |      |        |      |      |      |

## 現代の鉄道

### 他の交通機関との競争の更なる激化
国内航空が発達した結果、東京・大阪から北海道や南九州へ行く旅客はほとんどの人が飛行機を使うようになった。民間航空各社の割引料金が多様化し、東京・大阪間や大阪・福岡間では新幹線と航空機で一部拮抗した料金も見受けられる。北海道から九州まで日本全国に高速道路が網羅された結果、旅客は鉄道と高速バスの両者について到達時間と料金を比較して選択できるようになった。JR各社は昼間の特急列車をスピードアップして到達時間の面で高速バスに対抗したが、一方で他交通機関への競争力を失って利用客が激減した夜行列車は大幅に削減した。その後夜行列車はカシオペアやトワイライトエクスプレスのような、資金と時間にゆとりのある旅行客向けの列車のみが人気を博し、2010年代からは「ななつ星 in 九州」など富裕層をターゲットとしたクルーズトレイン型が主となっている。

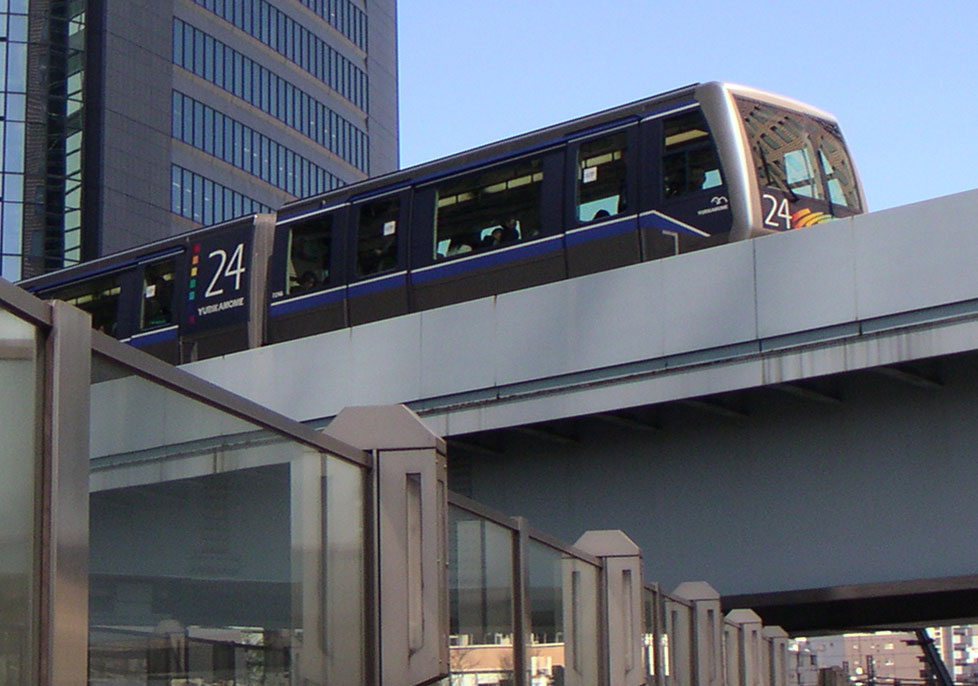
東京の新交通システムゆりかもめ

また1988年の瀬戸大橋と青函トンネルの開通（一本列島）で鉄道連絡船に乗り換えることなく四国や北海道に直接渡る事が出来るようになり、鉄道の利便性は向上した。その中で前者は到達時間の短縮によって大幅な旅客増を実現したが、後者については旅客増はほとんど無く貨物輸送の強化に貢献したのみであった。自家用車の普及は鉄道を利用する通勤客や買い物客の減少を招き、地方の普通列車の乗客は通学生や老人が目立つようになっている。
一方東京周辺や京阪神地区などの大都市圏では、鉄道は到着時刻が正確で道路の渋滞に左右されないので通勤・通学分野で圧倒的なシェアを保っている。これらの大都市では鉄道による輸送力強化が続いており、例えば大阪では1990年に大阪市営地下鉄長堀鶴見緑地線が鉄輪式リニアモーター地下鉄の第一号として開通し、東京でも翌年リニア方式の都営地下鉄大江戸線が運行を始めた。東京地区の地下鉄への相互乗り入れは「地下鉄を挟んで別々の鉄道が相手側まで乗り入れる」のが一般化するほどになった。名古屋や京都の地下鉄でも私鉄との相互乗り入れが見られるようになった。
また地下鉄よりも輸送力の小さな公共交通機関として新交通システムの増設が続いている。1981年に神戸のポートライナーと大阪のニュートラムが走り始めた後、日本各地に建設された。東京の「ゆりかもめ」はお台場などの人気スポットを経由するため高い乗車率があるが、利用客の動向を読み誤った例もある。例えば名古屋近郊の桃花台新交通桃花台線は1991年に開業したが、利用客が増えず2006年に廃業を余儀なくされた。

### 技術革新
この時期鉄道車両の高速化やメンテナンス性向上において、技術的に重要な改良が行われた。車体傾斜車両の技術革新と、電気列車における電子制御（可変電圧可変周波数制御通称VVVF制御）の進展である。特に後者はJR私鉄を問わず新製される電車や電気機関車の標準システムとなっている。

#### 車体傾斜車両の技術革新

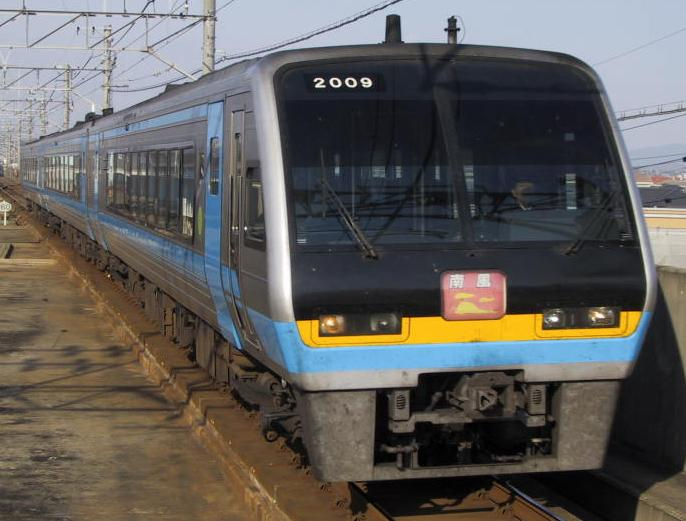
振り子式列車（2000系気動車）

曲線区間を高速のまま通過する方式として、車体傾斜車両（俗にその一方式である「振り子式列車」と呼ばれる）がある。国鉄の車体傾斜車両は1973年（昭和48年）に中央本線に登場した381系電車があるが、それ以後技術的な進展が無かった。381系電車は自然振り子方式で、列車がカーブに入ってから遠心力で車体が傾き始める機構であり、この傾斜の遅れが快適性を損なっていた。この改善策としてカーブに差し掛かるタイミングに合わせて機械力で車体を傾斜する強制車体傾斜方式がある。
1989年（平成元年）にJR四国を走り始めたTSE（量産車は2000系気動車）は、自然振り子方式と強制車体傾斜方式を組み合わせた制御付き自然振り子式気動車特急で、エンジンの反トルクによる不要な揺れや、トルク伝達時にプロペラシャフトが振り子運動を阻害すると言った液体式気動車特有の問題を克服し、土讃線や予讃線の大幅なスピードアップを達成した。引き続きJR北海道のキハ281系気動車が1994年（平成6年）から営業運転を開始し、道内各都市間の到達時間の短縮を行った。
電車ではJR東海の383系電車「ワイドビューしなの」が制御振り子+自己操舵台車を採用して1995年（平成7年）から営業運転を行っている。その後旅客会社6社全てが制御振り子式の新型特急を登場させたが、車体傾斜車両への取り組みは各社の事情によって進捗度が異なる。例えばJR東海は「しなの」に使用する381系を全て383系に切り替えたが、JR西日本は新形振り子電車の283系電車を開発し、紀勢本線に投入したものの、充分な増備をしないまま旧式の381系電車を2015年（平成27年）10月まで併用、伯備線の「やくも」も381系のままである。
振り子式以外に実用化された車体傾斜方式として、枕ばね用の空気ばねを利用した強制車体傾斜方式がある。自然振り子方式と同様に1960年代から研究されてきたが、制御技術の進んだ近年まで実用化できていなかった。この方式はJR北海道が1997年（平成9年）に運用開始した201系通勤型気動車での初採用以降、同社や私鉄の特急車両の高速化、新幹線車両の更なる高速化へと利用が拡大している。
JR北海道の制御付自然振り子式気動車は1995年（平成7年）にキハ283系へと進化し、自己操舵台車の採用、変速機のクロースレシオ化、最大傾斜角度の増大などにより、特に帯広以東に線形の良くない箇所を抱える根室本線での高速化を果たした。さらにJR北海道は、制御付自然振り子装置に空気ばねによる車体傾斜装置を組み合わせ、動力方式もモータ・アシスト式ハイブリッドとしたキハ285系を開発し、量産先行車にあたる3両編成1本が2014年（平成26年）に完成した。これによりさらなる高速化を目指す計画であったが、相次ぐ重大インシデントと社員の不祥事によって国土交通省から再三にわたる特別保安監査を受けたことで、従来技術のまま安全対策に注力する経営方針へと変更されてキハ285系の量産計画は中止となり、落成した先の3両も使いみちのないまま2015年（平成27年）に廃車となった。

#### 電車制御の電子化
電車や電気機関車は誕生以来動力として「直流電動機」を使用し、その制御には複数の電動機と多数の抵抗器を繋ぎ変えて電動機に流れる電流を制御する「抵抗制御」という方式を採用していた。直流電動機は荷重の変化や回転数の変化に対する許容幅が広く電動車に適した電動機であるが、重要部品である電機子が回転により物理的に磨耗するため定期的に清掃や部品交換等のメンテナンスが必要であることが難点。また抵抗制御もカム軸により電気接点をオン・オフするため経時劣化が避けられず定期メンテナンスを必要とする上に抵抗器による電気のロスが避けられない。
1968年に営団地下鉄で試作された6000系電車は、抵抗制御をやめて電動機に流れる電流を半導体素子の働きにより無接点で電子的に制御するサイリスタチョッパ方式を採用し、運行コストとメンテナンス性を改善した。このサイリスタチョッパは大別して主電動機に直巻電動機を使用しつつ、電動機の電機子に流れる電流をスイッチングする電機子チョッパ制御と、複巻電動機の分巻界磁に流れる電流をスイッチングする界磁チョッパ制御、分巻電動機の電機子と他励界磁を共に高周波スイッチングする4象限チョッパ制御の3種が存在し、前2者が先行した。界磁チョッパは高速電車への回生ブレーキ機能の付加に適して東急・京王・近鉄・阪急等の大手私鉄各社に1970年代以降大量採用され、電機子チョッパは中・低速域での高加減速を繰り返し、主回路から抵抗器を追放できることによるトンネル内の温度上昇抑制や省エネルギーが大きなメリットとなる各都市の地下鉄電車で1970年代前半以降標準的に採用され、同じく高加減速運用に充当される阪神の「青胴車」と呼ばれる各停用電車にも改造および新造で導入され、それぞれ省エネルギーに大きな威力を発揮した。また、これらを統合した4象限チョッパは営団地下鉄や一部の新交通システムで採用され、続くVVVF制御への橋渡しとなった。
電車駆動システムの本格的な電子化は、電動機に「かご形三相誘導電動機」を使用し、「可変電圧可変周波数制御」(Variable Voltage Variable Frequency:VVVF)方式で電動機を動かすことにより達成された。この電動機の回転速度は入力される交流電流の周波数に比例し、出力は電圧によって制御できる。また電機子のような磨耗部品が無いためメンテナンスを大幅に軽減できるという利点がある。「可変電圧可変周波数制御」方式とは、大容量のインバータにより適切な周波数・適切な電圧の交流電気を発生させて電動機を動かす方式で、電力ロスが少ない上に物理的な電気接点を持たないためメンテナンスが少なくて済むという特徴がある。

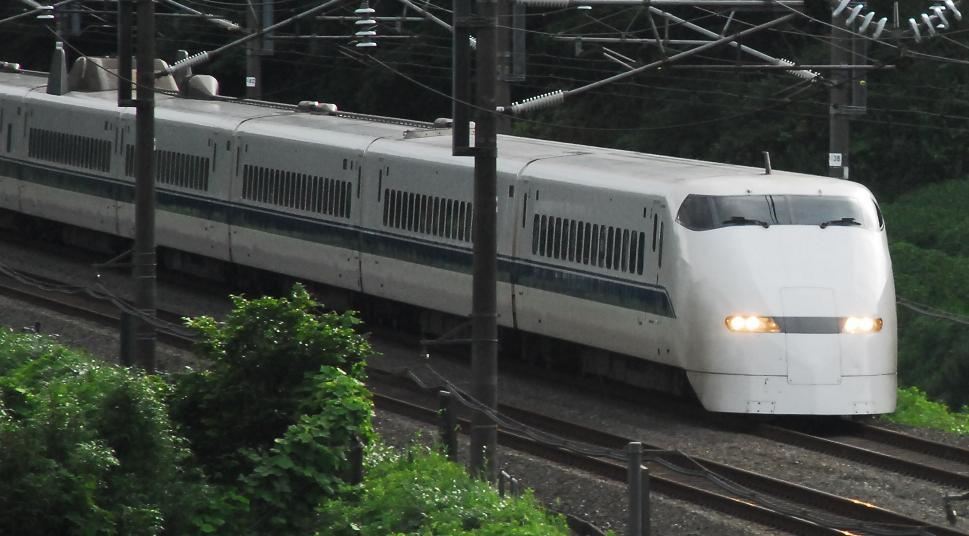
新幹線300系電車

この方式を日本で最初に採用したのは電気容量が少なく、軌道回路が存在しないために誘導障害が問題となりにくい路面電車で、1982年の熊本市電8200形である。本格的な電車に採用されたのは1984年の近鉄1250系であり、これは世界最初の大型電車への採用となった（最初の車両は試作車的な存在であり量産は1987年から始まった）1990年代に入るとJR東日本とJR西日本でVVVFインバーター制御による通勤電車の試作・量産が始まった。新幹線では、1990年に試作車が完成し1992年から営業運転に入った「のぞみ」用の300系電車がVVVFインバーター制御を採用して、軽量化と高速化を達成した。在来線特急もJR西日本の681系電車「スーパー雷鳥」が1992年から営業運転を始めている。その後新たに設計される電車や電気機関車は大半がVVVFインバーター制御を採用することになった。

### 鉄道の高速化

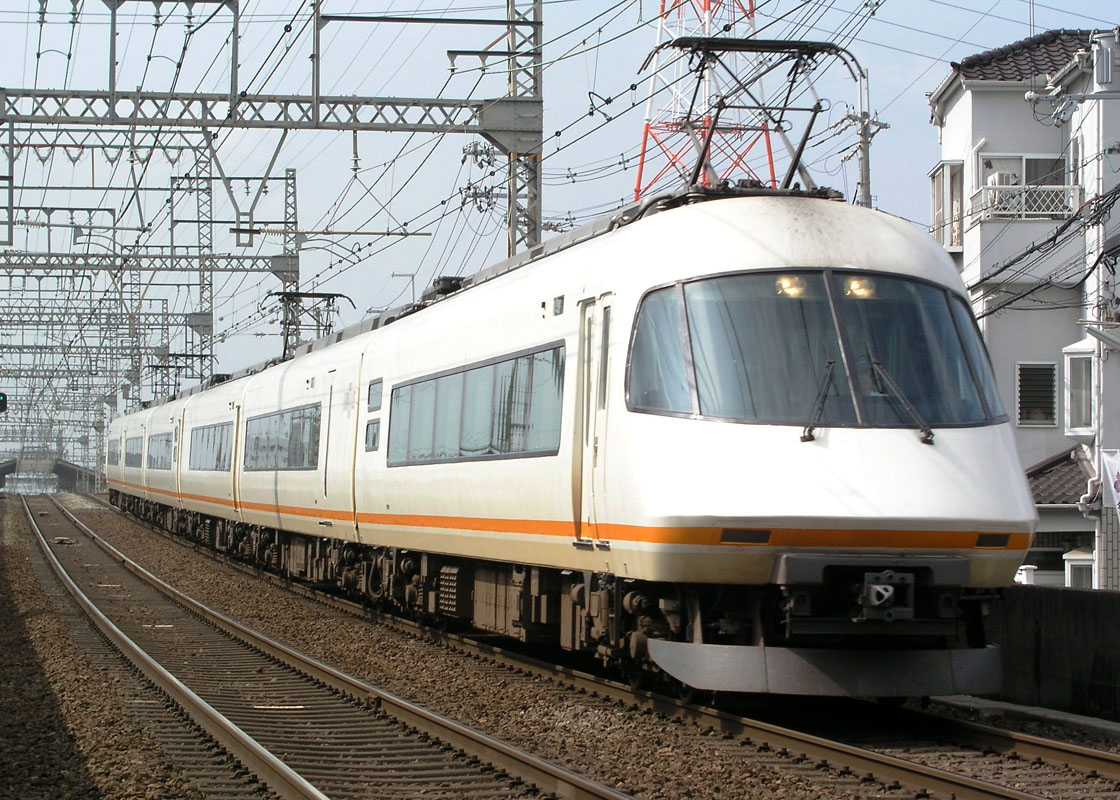
アーバンライナー

国鉄在来線や各私鉄は1970年頃までに決めた最高速度120 km/hを20年以上更新しなかった。しかし他の交通機関に対抗して乗客を確保するため、各鉄道会社は昭和の最後の頃から再度スピードアップに取り組み始めた。まず1988年に近鉄が新幹線から乗客を取り戻すために名古屋と難波を2時間で結ぶダイヤを設定し、「アーバンライナー」21000系電車を投入して（区間限定ではあるが）最高速度130 km/hで走り始めた。翌年JR東日本の651系電車「スーパーひたち」が130 km/h運転を開始した。この列車は日本の在来線で初めて表定速度が100 km/hを上回った。JR九州は1992年にビュッフェなどの乗客サービスを充実させた新型特急787系電車を「特急つばめ」としてデビューさせ、高速バスや九州内の航空便に対応した。
その後JR各社で上記技術的改良を取り入れた特急列車が製造され、130 km/h運転が広がった。特急車以外ではJR西日本の新快速が、1995年に投入された223系1000番台で130 km/h運転を行っている。例外としてJR西日本の681系電車が、新幹線に準じた規格で作られているほくほく線内で160 km/h運転を行っていた。
また新幹線では、1992年から300系電車を使用した「のぞみ」が運行され、最高速度のアップと到達時間の短縮が達成された。その後登場した500系電車は更に速くなったが、スピードを重視しすぎて居住性が低下して乗客の不評を買ったため生産数は伸びず、その後は速度と居住性を両立させた700系電車に移行している。

### 新線建設とトンネル
JR移行時に新幹線の新規建設が一旦凍結されたが、その後需要に応じて延長・新設が計画され、最近では2015年に北陸新幹線、2016年に北海道新幹線が一部区間で開業している。しかし（国鉄時代と異なって）民営化したJRでは、開通後の採算性がきびしく問われるようになった。例えば秋田新幹線や山形新幹線では、コストの高い新線の建設をやめ、在来線を改良して（新幹線としては遅くなるが）在来線と併用可能にした。長野新幹線（開業当時の通称。現在の北陸新幹線）の開業時には、新幹線の開業によって採算が悪化する並行在来線の信越本線の経営を、第三セクターしなの鉄道に移管している。また在来線・新幹線ともに新駅の建設については、建設費の一部または全部が地元負担になる請願駅とする場合が多い。
これら新幹線の建設や、常磐新線（つくばエクスプレス線）のような都市線建設について特徴的な点として「トンネルが多い」事が挙げられる。これはトンネル掘削技術「新オーストリアトンネル工法」によって、トンネル工事にかかる時間と経費が激減した事により地価の高い土地を買って線路を地上に建設するより、トンネルを掘ったほうが安価に工事が出来るようになったために、トンネル区間が長くなってきている。

### 事故防止
鉄道は自動車などに比べて事故率の低い輸送機関であるが、多くの乗客を乗せて運行しているため一旦事故が起こると被害が大きくなる。また原因についても事故数の多い踏切事故、1991年の信楽高原鐵道列車衝突事故や2005年のJR福知山線脱線事故のような運転・運用する人のミスや、2004年の新潟県中越地震の際に起こった上越新幹線脱線事故や、竜巻が原因と想定されている2005年のJR羽越本線脱線事故等千差万別である。鉄道会社は事故をなくすべく改善を続けている。

#### 踏切事故防止
踏切事故防止のためには、踏切自体をなくして立体交差化する方法と、列車接近時に踏切内に人や車が入った場合に列車を止める方法がある。前者は抜本的な対策であるが実行するには多額の資金が必要。鉄道を渡る道路の混在緩和にも効果があるので、鉄道会社単独で工事することは少なく地方自治体と協力して実施している場合が多い。小田急小田原線や東武伊勢崎線では現在も工事が進行している。後者は踏切内に赤外線センサーを取り付け、遮断機が下りた後に踏切内に入ったものがあれば、接近列車に停止信号を送る設備が設置されている。
衝突時の運転士保護対策として、高運転台化や列車前頭部の強化（鉄板を厚くする）が行われている。

#### 人為ミスの防止
人が起こすミスによる被害を防ぐためには、ミスを起こさないように訓練することと、人が（事故につながるような）間違った運転をした場合に機械側でそれを無効化する方法「フールプルーフ」がある。
運転の訓練は従来実車で行われてきたが、大手私鉄やJRでは実車に近い感覚で運転操作の訓練が出来るシミュレーターを開発し、運転手の養成に利用している。シミュレーターでは、実車では容易に経験できない条件も設定可能であるので教育訓練に非常に効果がある。
鉄道のフールプルーフとして自動列車停止装置（ATS）や、より高度な自動列車制御装置（ATC）がある。ATCは新幹線の基本技術の一つであるが、線路条件や外部の条件に応じて該当列車の速度を制御するもので設置や維持に高額のコストがかかる。日本では新幹線以外に輸送量の大きい都市部のJR各線や大部分の地下鉄、大手私鉄などで採用されている。ATSは赤信号でブレーキを掛けるだけの簡単なタイプからATCに近い機能を有するタイプまで様々あり、各路線の重要度に応じて設置されている。2005年のJR福知山線脱線事故ではATSグレードのミスマッチが指摘され、運転再開に際してはATSの改良が実施された。

#### 災害への対策
台風のような大きな気象災害については気象情報の発達により事故につながることは殆ど無くなったが、ごく狭い範囲での突風や竜巻による事故は数年に1回程度発生している。鉄道会社は強風が予想される場所へ防風壁を設置したり、線路脇に気象観測装置を設置して突風を予想するなどの対策を行っている。
大規模な地震については、初期微動（P波）を関知して本振動（S波）が来る前に列車を止めるシステムが開発されている。1992年に（ユレダス）が東海道新幹線で稼動を初めて以来順次設置範囲が広がっている。ユレダスはP波検知の3秒後に警報を発するので、直下型地震でP波とS波が殆ど同時に到達した上越新幹線脱線事故の場合は効果が少なかった。対策としてP波検知の1秒後に警報を発するコンパクトユレダスが開発されて運用が始まっている。

### コンパクトシティ運動と路面電車の再建
1990年代以降、日本の地方都市に於いては少子高齢化や急速な郊外化によるドーナツ化現象、それに伴う中心市街地の空洞化や交通渋滞、買い物難民の発生などが深刻な問題となった。これらの問題を解決するために、コンパクトシティ指向の街づくりを進める自治体が現れ始めた。
コンパクトシティは、一言で言えば「集約型の都市構造」であり、都市機能の低密度化・分散を防ぎ、都市的土地利用の郊外への拡大を抑制するともに中心市街地の活性化が図られた、生活に必要不可欠な諸機能が近接した効率的で持続可能な都市を目指した都市政策のことを指す。
コンパクトシティを実現するにあたり、公共交通を軸とした街づくりを特に重視している。現状の分散化してしまった都市構造では、路線バスや鉄道と言った交通機関で分散化した市街地をカバーすることが難しく、また運行回数が低頻度での路線が多いため自動車が主な移動手段となり、公共交通の利用者減少がサービス低下につながり、さらにそれが公共交通事業者の経営を圧迫しさらに利用者が減少する負のスパイラルが発生し、公共交通の維持・確保が難しくなる。コンパクトシティでは前述の「公共交通の維持が難しくなる」事態を防ぐため、利便性の高い公共交通沿いに人口や都市機能の集約を図り、コンパクトな都市を目指す手法を取る。
そのコンパクトシティの実現に向けて重要視されているのが、次世代型路面電車、「LRT」である。LRTは「Light Rail Transit（ライト・レール・トランジット）」の略であり、日本国内では専ら次世代型路面電車システムと扱われている。国土交通省ではLRTの次世代性を次のように定義している。
- 都市計画・地域計画での位置付けなど政策的な裏づけ
- 専用軌道やセンターリザベーション等による定時性の確保、および運行速度向上など速達性（ただし都心部では利便性向上のために併用軌道も可）
- 既存交通との連携
- 運賃収受制度の改良（交通系ICカード、信用乗車方式の導入など）
- 乗降の容易化（電車の超低床LRVの導入、軌道・電停の改良など）
- 快適性、静粛性、信頼性

全国各地で運行している路面電車では、超低床LRVの導入や軌道・電停の改良などによってLRT化を図るものも現れ始めたが、日本国内における本格的なLRTの例としては次の通りである。

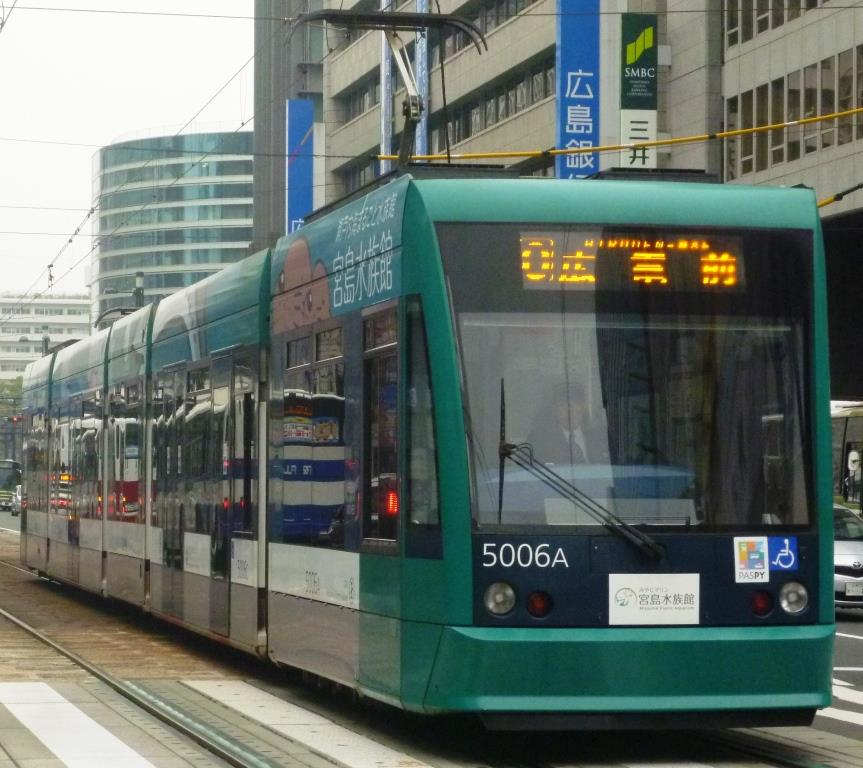
超低床LRVの一例（広島電鉄5000形電車「GREEN MOVER」）

富山市では、コンパクトシティ政策の一環として2006年4月29日に、日本初の本格LRTとして富山ライトレール（2020年に富山地方鉄道に合併）富山港線（ポートラム）が開業した。富山ライトレールは、西日本旅客鉄道（JR西日本）の鉄道路線であった富山港線をLRT化したものであり、車両や施設を富山市が保有し、第三セクター鉄道である富山ライトレールが使用料を払い運営する「公設型上下分離方式」を採用した。
LRT化に合わせ、LRTと接続するフィーダーバスの開設や、JR時代よりも本数を大幅に増発したことによって、利用者の増加や利便性の向上に大きな効果を発揮した(詳細は富山地方鉄道富山港線の項を参照)。富山市では富山港線のLRT化以外にも富山地方鉄道富山都心線（セントラム）の整備による市内電車の環状化や超低床LRVの増備によって、全長が15.2kmに及ぶLRTネットワークを形成した。

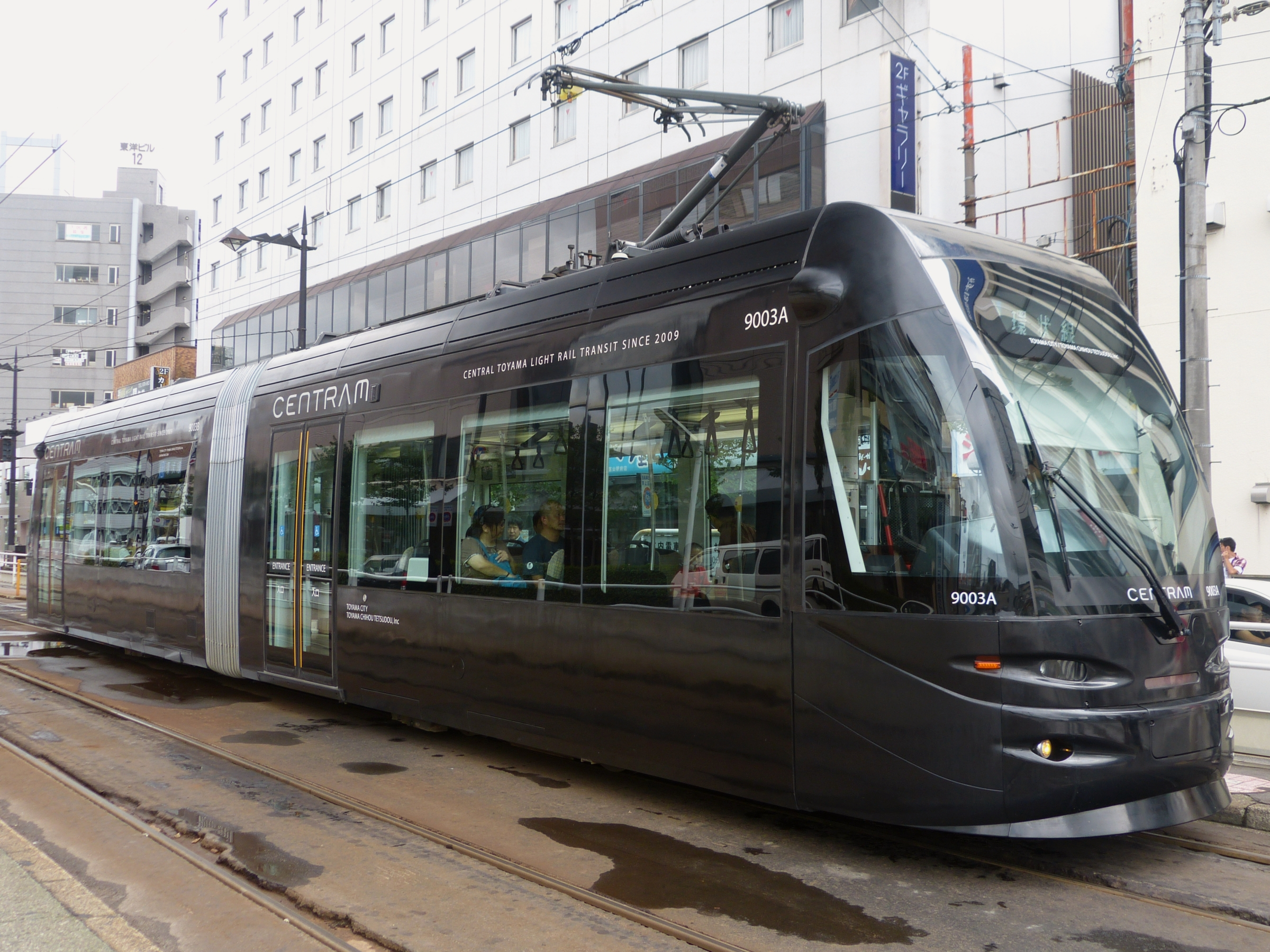
富山地方鉄道9000形電車「セントラム」
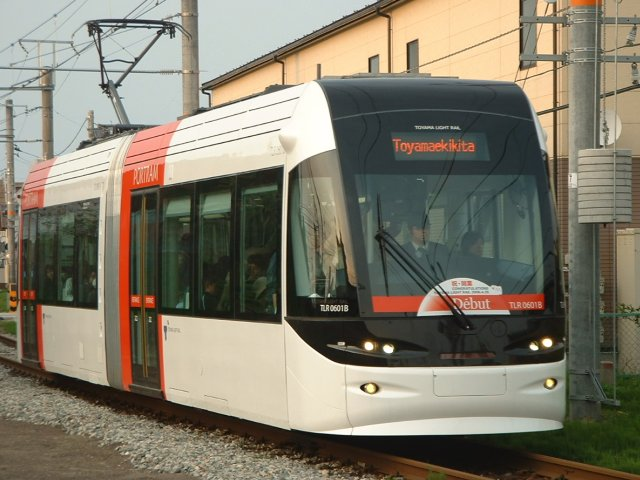
富山ライトレールTLR0600形電車「ポートラム」
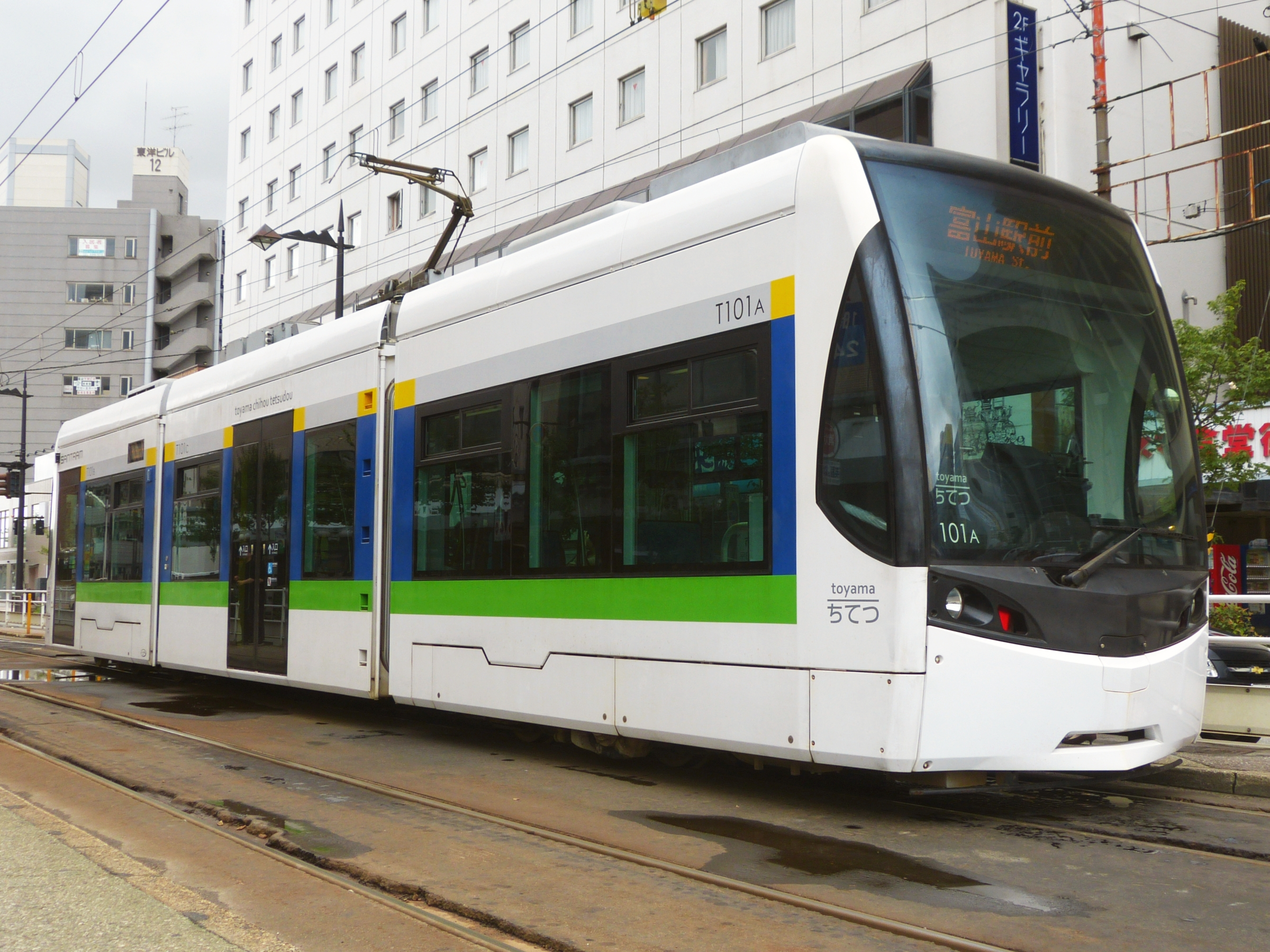
富山地方鉄道T100形電車「サントラム」
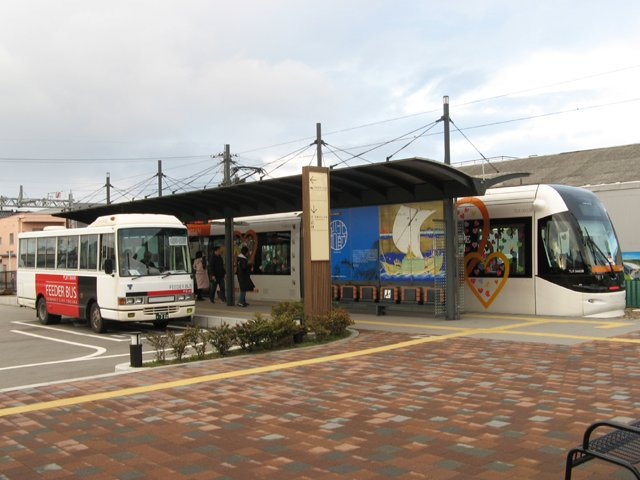
岩瀬浜駅とフィーダーバス

2020年代以降では、路面電車が運行されたことのない都市でも、LRTを軸としたコンパクトシティ指向の街づくりが行われ始めている。宇都宮市では、日本初の全線新設型LRTとして、宇都宮ライトレールの建設が進んでいる。宇都宮ライトレールの路線（優先整備区間）は宇都宮市から芳賀町にかけての14.6kmあり、車両や設備を宇都宮市と芳賀町が保有し、第三セクターである宇都宮ライトレールが運営する先に述べた公設型上下分離方式を採用する。宇都宮ライトレールの特徴は次に示す。
- 各種計画等での裏付け
  - 第6次宇都宮市総合計画[27]、ネットワーク形コンパクトシティ形成ビジョン、宇都宮市都市マスタープラン、宇都宮市立地適正化計画[28]など、LRTの整備を前提としたコンパクトシティ実現へ向けた計画を多数策定。
- バリアフリー
  - 100％バリアフリーの停留場を19か所整備し、車両は100％超低床LRVを17編成運用する[29]。
- 既存交通との連携
  - 路線中に5か所、乗り継ぎ施設である「トランジットセンター（TC）」を整備。TCでは路線バスやタクシー、デマンド交通など、多様な公共交通との乗り継ぎが容易に可能。またパークアンドライド駐車場を完備し自動車との乗り継ぎが可能なTCもある。その他、TCを含む全停留場に駐輪場を配備し、TC以外の一部の停留場でもデマンド交通との乗り継ぎスポットを設置[30]。
- 料金収受
  - 車内の全扉にICカードリーダーを設置。乗降時間の短縮のため、日本初の全扉での信用乗車方式を採用。運賃は対距離制[31]。料金収受に使用できるICカードは、日本初の地域連携ICカードである宇都宮地域のICカード「totra（トトラ）」も含まれる。
- 自動車交通との共存
  - 交差点部分の立体化、専用軌道、橋梁の設置、信号点灯サイクルの調整により、自動車交通との共存を図る[32]。
- 優等種別
  - 路面電車としては日本初となる、「快速列車」を運転。起点から終点の所要時間を6分短縮する[33]。
- 環境負荷の軽減
  - 宇都宮ライトレールのHU300形は、日本国内の超低床LRVでは最大の160人の定員を持ち[34]自動車や路線バスよりも輸送力が大きい上、電気で駆動するために車両から排気ガスを排出しない[35]。
また使用される電力は、宇都宮市の地域新電力会社「宇都宮ライトパワー株式会社」より供給される100％再生可能エネルギーを活用する。この再生可能エネルギーは、宇都宮市内の固定価格買い取り制度が終了した世帯や事業者の太陽光発電電力や、宇都宮市のごみ処理場「グリーンパーク茂原」で発電されたバイオマス電力などである[36]。これら都市内の再生可能エネルギーのみでLRTを走らせる取り組みは、都市内での電力の地産地消であり、世界でも類を見ない取り組みである[37]。

などがあり、国土交通省が定義する先述のLRTの次世代性におおむね合致する。
そのほか、LRTの整備と合わせ、LRTと接続するバスの整備やバスネットワークの再編も実施され、最終的にコンパクトシティの形成を進める計画である。

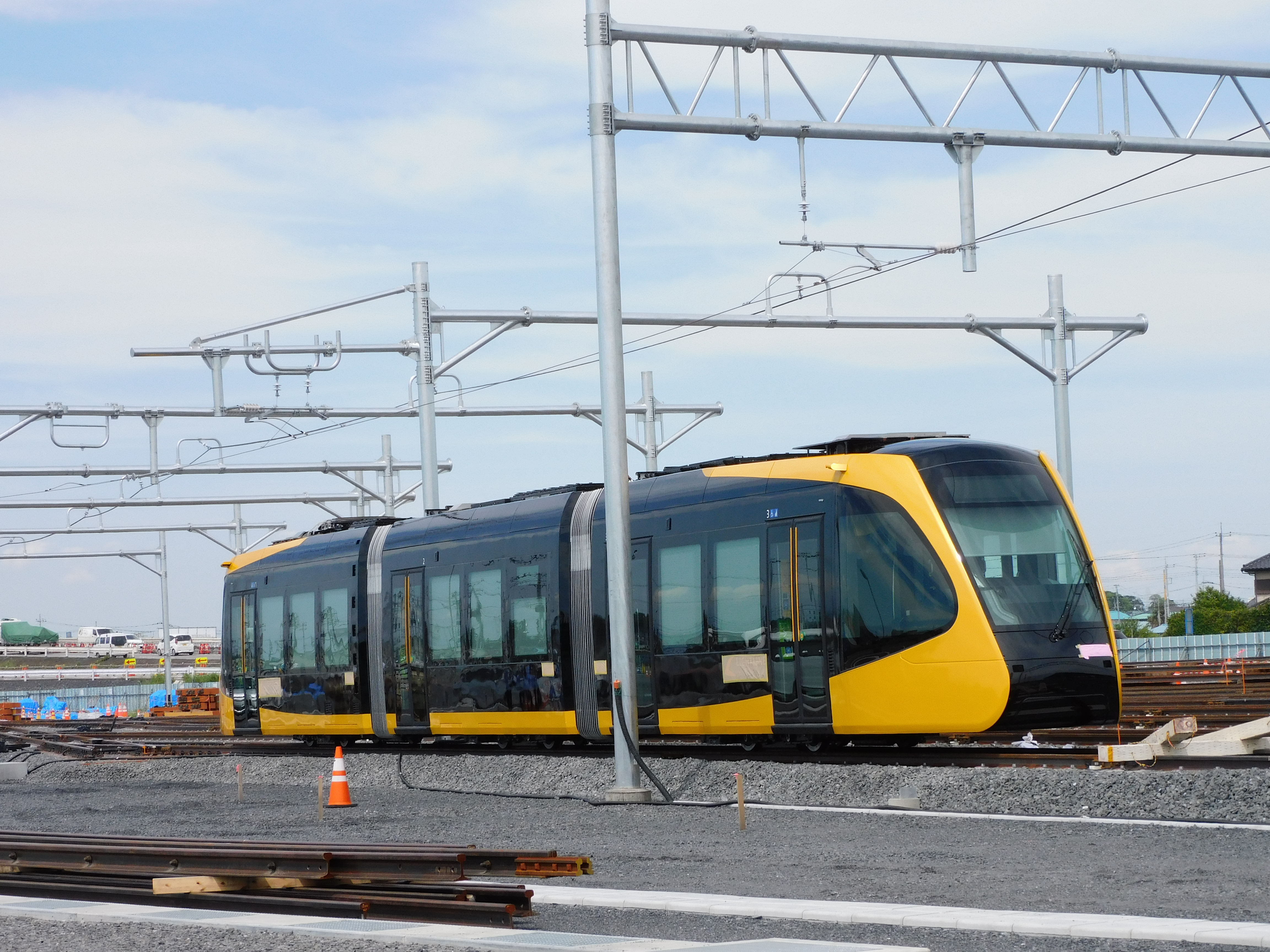
宇都宮ライトレールHU300形電車「LIGHTLINE（ライトライン）」
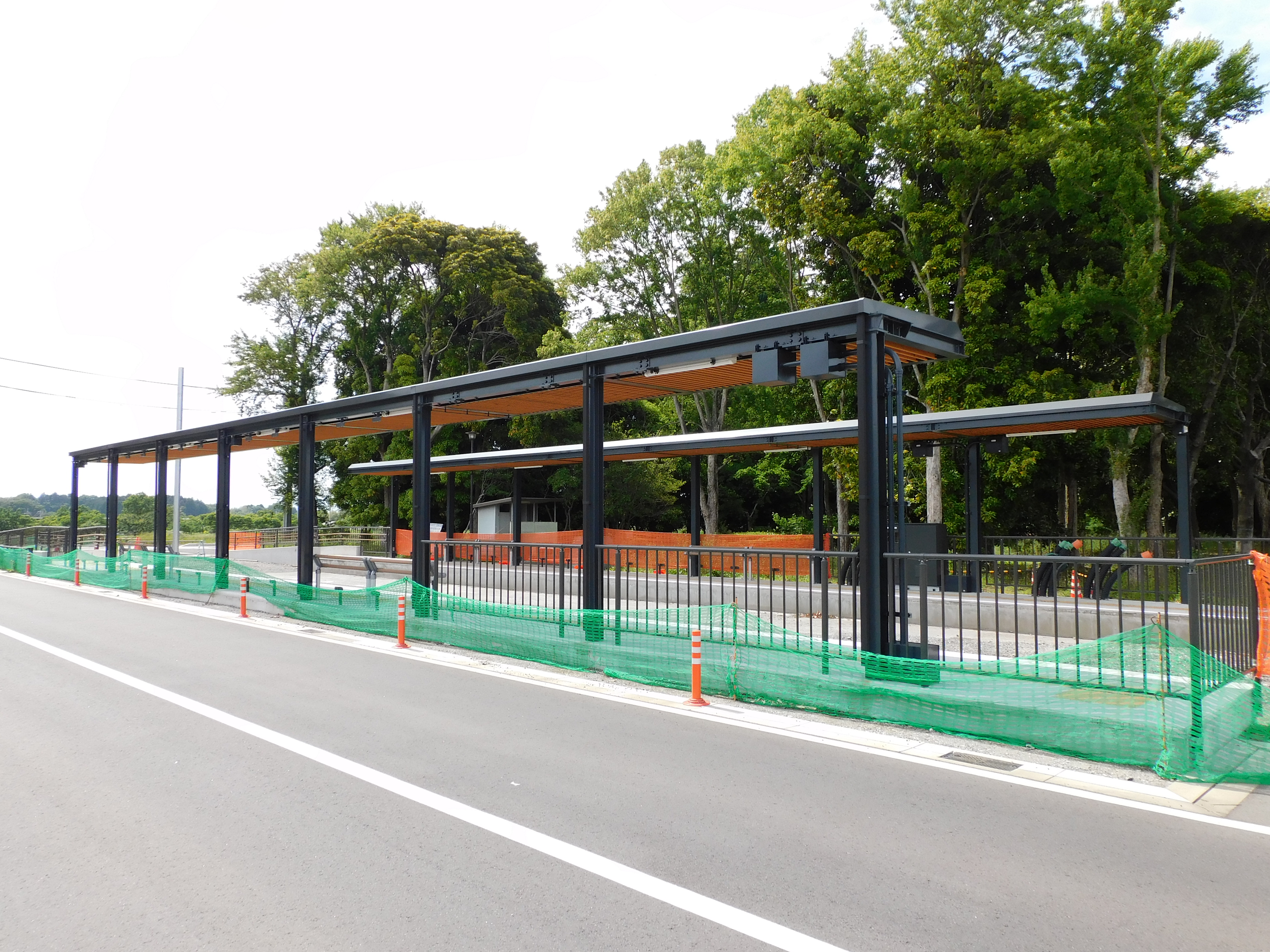
清陵高校前停留場

他の輸送手段との競争の激化の項でも述べたように、かつて日本では渋滞の原因として、路面電車が全国各地で姿を消した時代もあった。しかし現在、路面電車は交通環境負荷の軽減、交通転換による交通円滑化、移動のバリアフリー化、公共交通ネットワークの充実といった効果があるとして、見直されつつあるのである。

## 現在と、未来への課題
JR発足後、JR各社は次第に独自の経営方針を見せ始め、バブル景気によって当初サービスの向上が図られ、民営化の成果が出たと評価された。しかしながら、バブル崩壊による大規模なリストラとともに次第にサービスは簡素化され、現在に至るまで、新幹線食堂車の廃止をはじめとする供食サービスの縮小、寝台列車の削減、ローカル路線の廃止、便数削減など、地方部を中心に縮小を続けている。
安全性やダイヤ面で世界トップレベルとなった日本の鉄道であるが、そんな中で発生した福知山線脱線事故は大きな衝撃を与えた。この事件でクローズアップされたように、運用面の都合や効率を過度に追求した結果、合理化に伴う人員整理で、安全意識や人材育成が著しく等閑にされていたのではないか、との指摘もある。事実、新卒採用がなかった時期（余剰人員が問題になった1980年代 ）があるなど経営改善に偏重しすぎた面も見受けられた。これは、JRに先んじて合理化を行っている、私鉄各社にも同様に問題の種はある。
利益と引き換えに安全性を犠牲にするようなことはあってはならないが、安全への設備投資には莫大な費用がかかるうえに大抵の場合でその費用対効果は大きくないことが多く、都市部路線に限ってはJRや大手私鉄がホームドアや新型ATSなどの安全装置導入を推進する一方で、採算性の問題から設備投資はおろか老朽化した設備の検査すら覚束ないローカル線（銚子電気鉄道など）がある。
また、都市部でも高度成長期・安定成長期に楽観的な需要見込みにより建設された第三セクター型ニュータウン路線は、予想ほど輸送需要が伸びず高額運賃が慢性化している路線が多く、特に桃花台新交通桃花台線は失敗例として知られる。ゆりかもめ、つくばエクスプレス線のように、採算に成功しつつある第三セクターの新線もあり、計画と需要の見定めさえできれば、決して鉄道建設自体が陳腐化したわけではない。ただ、全国的には日本の人口減少や脱公共事業の流れ、そして根本的な財政緊縮の影響で、各地の計画線の多くは計画撤回、もしくは変更が検討され、鉄道新線建設は減少傾向にある。
新幹線については、JR側が採算で難色を示している部分もあるにもかかわらず、経済効果を期待した地方の請願など政治上の都合での推進（所謂「我田引鉄」）、政治家のバックアップを受けた反対運動など、政治的な事情があり、鉄道全般の問題点とはやや趣が異なる。新幹線、整備新幹線を参照されたい。
日本では膨大な旅客運輸需要がある一方、陸上貨物運輸はそのほとんどがトラックによって担われ、モーダルシフトが叫ばれる一方、トラック業界の貨物の鉄道へのシフトはなかなか進んでいない。
いずれにせよ、20世紀の日本が、世界でも類を見ないほど鉄道と共に発展してきたのは事実である。広域交通が日本においては鉄道会社が不動産事業や住宅開発が行われ（良質な住宅供給に成功した地域もあるが鉄道会社の意図を超えた開発が行われ無秩序なスプロール化につながった例も少なくない）、あるいは小売・流通業を手がけて消費文化を作り出したこと、全国紙のような広域メディアの発行を可能にしたことなど、社会のあり方が鉄道と密接に結びついている例は多い。

## 年表

### 創始期 - 1879年（明治12年）
- 1854年（安政元年） : アメリカ人のマシュー・ペリーが日本に鉄道を紹介する。
- 1865年（慶応元年） : 長崎で英国人たちにより、中国向けに輸出される予定であった蒸気機関車のデモンストレーション運転を約1か月間行う。軌間は762mmで、距離は数百メートル程度であったという。
- 1869年（明治2年） : 北海道茅沼炭鉱で、牛馬を使用した炭鉱軌道（茅沼炭鉱軌道）が運行開始。
- 1872年（明治5年） : 日本初の営業用鉄道が開業。
  - 5月7日（旧暦・グレゴリオ暦では6月12日）にまず品川駅 - 横浜駅（現・桜木町駅）間で仮営業を開始。
  - 9月12日（同、10月14日）に新橋駅（後、汐留駅・現在廃止） - 横浜駅間が正式開業（その翌日に旅客営業が開始された）。
- 1874年（明治7年）8月1日 : 大阪駅 - 神戸駅間で、日本初の往復乗車券が販売される。
  - 復券は代金の3分の1を割り引くこととなっており、往復割引の考え方の初でもあった。
- 1879年（明治12年）4月14日 :平野平左衛門、山下熊吉、落合丑松の3人が日本人最初の機関方となる。

### 1880年（明治13年） - 1889年（明治22年）
- 1880年（明治13年）
  - 9月7日 : 日本で3番目、東北初の鉄道として工部省釜石鉄道が開業。
  - 11月28日 : 北海道初の鉄道として、官営幌内鉄道開業。
    - アメリカの技術によって建設され、車両などもアメリカ式であった。
- 1881年（明治14年）8月 : 日本初の私鉄として日本鉄道が創業。
- 1882年（明治15年）
  - 3月1日 : 新橋駅 - 横浜駅間で、急行列車が運行開始。
    - なお急行料金を収受するものではなく、現在のJRの列車種別でいえば快速列車にあたる。

  - 6月25日 : 日本初の馬車鉄道として、東京馬車鉄道（後の東京都電）が開業。
    - 世界で広く使われた馬車鉄道であるが、糞尿による衛生上の問題や馬の世話の問題などから次第に電気鉄道へ取って代わられることになる。また前述の日本鉄道を除けばこれが日本初の私鉄会社であり、そして日本初の私営路線となった。
- 1885年（明治18年）
  - 3月1日 : 日本鉄道品川線（現・山手線・赤羽線）開業。
    - 品川駅で国有鉄道と貨車に関して直通運転を行う。これが日本初の他鉄道事業者間の直通運転である。

  - 12月：阪堺鉄道が難波駅 - 大和川駅（後に廃止）間を開業。後に南海本線の一部となる。純民間資本としては現存する最古の私鉄。
- 1887年（明治19年）
  - 1月1日 : 日本初の定期乗車券が販売開始される。
    - 新橋駅 - 品川駅間と新橋駅 - 横浜駅間。当初は上等・中等（現・グリーン車）客に限られた。

  - 12月 : 北海道初の私鉄として、釧路鉄道開業。
- 1888年（明治21年）10月28日 : 伊予鉄道により、四国初の鉄道が開業。
  - 松山駅（現・松山市駅） - 三津駅間。現在の高浜線の一部。
- 1889年（明治22年）
  - 5月10日 : 2か月後の新橋駅 - 神戸駅間を結ぶ鉄道の全通に備え、官営鉄道で列車便所の導入が開始される。
    - それまでは、ある程度の距離を運行する列車では途中の主要駅において用を足す客のため、停車時間を長く取っていた。また、やむを得ず列車から外に用を足して罰金を取られたという話も残っている。駅で用便後に乗り遅れた列車に飛び乗ろうとして転落死した乗客もいた。なお、北海道の幌内鉄道では1880年（明治13年）の開業時から貴賓車両には便所を設けていた。

  - 7月1日 : 現在の東海道本線にあたる、新橋駅 - 神戸駅間が全通。
    - 江戸時代における日本三大都市の東京・京都・大阪の間を鉄道で結ぶことは鉄道創業の頃から考えられてきていたが、前述のような理由による予算不足などから遅れて、ようやくこの時開業の運びとなった。
    - また当初これらの都市間を結ぶ鉄道は、東海道経由では海運と競合して採算が悪くなることが予想されたために、中山道のルートで建設を行うことになっていた。しかし途中にある名古屋を通せとする強い要望や、山岳区間を通るために技術・資本的な問題があったこと、さらには沿線人口が中山道経由は少ないことなどから、東京 - 名古屋間が東海道経由に変更されたものである。なお、岐阜 - 草津間は琵琶湖水運や一部区間の鉄道が既にあったことから、中山道経由で建設された。

  - 12月11日 : 九州初の鉄道として、九州鉄道が博多駅 - 千歳川（仮）駅間を開業。
    - 現在の鹿児島本線の一部である。

### 1890年（明治23年） - 1899年（明治32年）
- 1892年（明治25年）
  - 6月21日 : 国鉄の整備予定路線を定めた、「鉄道敷設法」公布。
  - 1892年（明治25年）12月13日 : 第一回鉄道会議が開かれる。
- 1893年（明治26年）4月1日 : 信越本線碓氷峠区間の横川駅 - 軽井沢駅間が開業。
  - この区間は現在は廃止されているが、急勾配で有名な場所で、日本初となるアプト式とよばれる車両とレールの間を歯車でかみ合わせる方式によって坂を越えることにした。
- 1894年（明治27年）10月10日 : 山陽鉄道が、日本初の長距離急行列車を誕生させる。
  - 山陽鉄道は並行する瀬戸内海航路との間で競争を繰り広げており、そのためもあってか日本初となるさまざまなサービスを導入することになる。
- 1895年（明治28年）2月1日 : 日本初の電気鉄道として、京都電気鉄道開業（路面電車、後の京都市電）。
  - 電気を使用した鉄道は、全線電化の工事や給電設備の設置が必要になるため大規模な鉄道には向かず、私鉄や市電など小規模なところから導入がはじまった。国鉄の電化が本格的に進むのは遅く、1950年代に入ってからである。これには、変電所を破壊されると運行が不能になると主張して反対した軍部の意向もあったためだといわれる。
- 1897年（明治30年）8月11日 : 山陽鉄道が、日本初の入場券を制定して販売開始。
  - 国鉄でも、同年10月から主要駅で販売が開始された。
- 1899年（明治32年）5月25日 : 山陽鉄道により、日本初の食堂車が登場。
  - 国鉄で食堂車が連結されるようになったのは1901年（明治34年）12月1日である。

### 1900年（明治33年） - 1912年（明治45年）
- 1900年（明治33年）4月8日 : 山陽鉄道により、日本初の寝台車が登場。
  - 国鉄初の寝台車が登場したのは1900年（明治33年）10月1日。
- 1900年（明治33年）11月1日 : 篠ノ井線開業
- 1904年（明治37年） : 自動信号機の使用が始まる。
  - 保安性の向上に貢献した。
- 1904年（明治37年）
  - 大阪市電で日本初の2階建車両が登場。
  - 8月24日 : 甲武鉄道（後、中央本線の一部）が、蒸気列車と併用して電車の運行を開始。
    - 郊外電車（路面電車を除く電車）の始まりといえた。
- 1905年（明治38年）4月12日 : 阪神電気鉄道の大阪（出入橋） - 神戸（雲井通）間が開業。
  - それまでの私鉄は1900年（明治33年）に公布された「私設鉄道法」に基いて建設が行われていたが、この阪神電鉄は路面電車と同じ軌道として建設された都市間高速電車であった。以後、京阪電気鉄道・京浜電気鉄道（現・京浜急行電鉄）など類型の私鉄会社が次々と誕生することになる。
- 1906年（明治39年）3月31日 : 鉄道の原則国有化を定めた鉄道国有法が公布される。
  - 日清戦争・日露戦争を経て、軍事需要が増加した際などには全国一元の輸送が行えるようにしたほうが好ましいと判断されたことや、関西鉄道のように国鉄線と激しい競争を行って経営が傾くような私鉄があったこと、人口の少ない地域では鉄道運賃が高くなることから全国一律の運賃体制を望む地方民の声があったことなどにより、明治初め頃から井上勝などが何度も主張していたことが、ようやく実ったものである。これにより主要17私鉄が翌年までに国有化され、私鉄線は地方輸送を行うものだけが残ったことから、国鉄線対私鉄線のシェアはそれまでの3：7から9：1へと大きく変わり、国有鉄道主導による輸送体系が確立されることになる。
- 1909年（明治42年）10月12日 : 国有鉄道の線路名称が制定され、現在の常磐線などの名がこの時生まれた。
- 1910年（明治43年）
  - 3月10日 : 箕面有馬電気軌道（現・阪急電鉄）が、現在の宝塚線・箕面線に当たる路線を開業させる。
    - この会社の代表であった小林一三は、乗客誘致のために沿線に郊外住宅地の分譲を行ったり遊園地を開設したりと、現在の私鉄経営のモデルをつくり上げた。

  - 4月21日 : 地方の鉄道整備を促進するため、「軽便鉄道法」を制定公布。
    - 従来からの私鉄建設のための法令である「私設鉄道法」に比べて簡略な内容になっており、以後この法に基く軽便鉄道が各地で建設されるようになる。
- 1911年（明治44年）3月27日 : 軽便鉄道の建設を促進するため、政府が補助を行う「軽便鉄道補助法」公布。
- 1912年（明治45年）
  - 5月11日 : 信越本線の横川駅 - 軽井沢駅間で、アプト式電気機関車EC40形が使用開始される。
    - 本線用の営業運転では日本初の電気機関車でもあった。この区間が電化された背景には、トンネル区間における蒸気機関車の煤煙問題が大きかったことがあげられる。

  - 6月15日 : 新橋駅 - 下関駅間で、日本初となる特別急行列車（特急列車）が運行を開始。
    - 下関で関釜連絡船と連絡し、釜山から朝鮮・満州・シベリア（朝鮮鉄道・南満州鉄道・シベリア鉄道）を経由してヨーロッパに至る欧亜連絡ルートの一部を構成する目的で運行開始された。日本とヨーロッパの間を往来する旅客に主眼を置いて設定されたため、外国に対する日本の国威を示す宣伝塔の役割も負っていたとされ、運転開始当初は一等車・二等車のみの編成で一般人が乗る三等車が連結されないなど、まさに「特別」な性格を持った列車であった。

### 1912年（大正元年） - 1926年（大正15年）
- 1918年（大正7年）8月29日 : 日本初のケーブルカー（鋼索鉄道）として、生駒鋼索鉄道（現・近鉄生駒鋼索線）開業。
- 1919年（大正8年）4月10日 : 「私設鉄道法」と「軽便鉄道法」を統合して「地方鉄道法」公布。
- 1922年（大正11年）4月11日 : 「鉄道敷設法」改正。
  - これによりローカル線の整備も国鉄が担わされるようになり、後に国鉄財政を厳しくさせる一つの原因になった。
- 1924年（大正13年） : 日本で踏切警報機が登場。
  - 鹿児島本線の門司駅（現・門司港駅） - 大里駅（現・門司駅）間。保安性の向上に大いに役立つこととなる。
- 1925年（大正14年）
  - 6月5日 : 宮城電気鉄道開業。宮電仙台駅付近は地下線で、営業用としては日本最初の地下鉄道線である。
  - 7月 : 国鉄車両の連結器を連環連結器から自動連結器に交換。
- 1926年（大正15年）4月25日 : 日本初の自動券売機が登場。
  - ただし、それ以前に使用されていたという資料もある。当初は入場券のみを取り扱っていた。

### 1927年（昭和2年） - 1934年（昭和9年）
- 1927年（昭和2年）12月30日 : 日本で初の地下鉄が開業。
  - 東京地下鉄道の上野駅 - 浅草駅間（現・東京メトロ銀座線）。この鉄道では打子式の自動列車停止装置 (ATS) が使用された。日本における実用的ATSの最初とされている。さらに、日本初の自動改札機（コインターンバー式）も導入された。
- 1928年（昭和3年）8月1日 : 日本初のトロリーバス（無軌条電車）である日本無軌道電車線が開業。
  - トロリーバスは1932年（昭和7年）の京都市営トロリーバス登場後、戦後になって公共交通機関として普及したが、路面電車同様モータリゼーションの進展で廃止された。
- 1929年（昭和4年）
  - 8月1日 : 日本最初のディーゼル機関車（電気式）DC11形が試運転を行う。
  - 10月1日 : 東武日光線全通。
- 1930年（昭和5年）
  - 4月1日：メートル法導入。マイル数をキロ数に単純換算せずに実際の距離を測り直したため、運賃が上・下する区間が出た[40]。
  - 12月20日 : 大阪電気軌道桜井線・参宮急行電鉄本線（現・近鉄大阪線・山田線）上本町駅（現・大阪上本町駅） - 山田駅（現・伊勢市駅）間開通。
  - 上2路線の内前者は伊勢崎線と直通して、後者は親会社・子会社の路線同士が相互直通運転する形で、どちらも電車を使用して100km以上の長距離運転を行った。国鉄で100km以上の長距離電車運転が行われるのは1950年（昭和25年）の事（戦時買収によって成立した飯田線を含めれば1943年）であり、先進的な試みであった。
- 1931年（昭和6年）5月1日 : 鉄道用コンテナ（1トン積）を製作。汐留、品川、名古屋、梅小路、福井、八王子、秋葉原、足利、桐生相互間で使用する[41]。好評につき翌年度には取扱駅を増やし150キロ積みコンテナを製作する[42]。

### 1935年（昭和10年） - 1944年（昭和19年）
- 1936年（昭和11年） 南海鉄道（現：南海電気鉄道）で、日本初の冷房車（2001形）が登場。同年中に、国有鉄道の特急列車「燕」でも導入される。
- 1938年（昭和13年）4月 : 私有鉄道・バス会社の統合を円滑に進めるため、「陸上交通事業調整法」制定。
  - 以後戦時体制の強化もあって私鉄各社の統合が政府主導で押し進められ、東京急行電鉄（大東急）や近畿日本鉄道のような大規模私鉄が発足することになった。
- 1942年（昭和17年）7月1日 : 世界初の海底トンネルである関門鉄道トンネルが開通する。
- 1944年（昭和19年）4月1日 : 軍事輸送強化により、特急列車・一等車・食堂車・寝台車が一旦消滅する。
  - 又この頃、産業用鉄道を中心に戦時買収私鉄指定による国有化も軍事目的などで押し進められた。

### 占領下：1945年（昭和20年） - 1951年（昭和26年）
- 1947年（昭和22年）12月18日 : 「過度経済力集中排除法」公布。
  - 戦後、GHQの下で財閥解体など経済の民主化政策も推し進められることになり、この法とこの年4月公布の私的独占の禁止及び公正取引の確保に関する法律（独占禁止法）等を背景に、戦時中に統合された私鉄の内いくつかが解体された。
- 1949年（昭和24年）
  - 6月1日 : 公共企業体日本国有鉄道発足。
    - 戦争によって荒廃した鉄道の復興はこの頃ようやく軌道に乗り始めたが、国鉄の財政はインフレーションと復員兵・海外引揚者の雇用をさせられた関係などで極度に悪化しており、1948年（昭和23年）7月22日にはGHQのダグラス・マッカーサーから国の専売事業や国鉄などの政府事業を一般の国家公務員から除外し、事業運営を行うための公共企業体の設置を求める書簡が出された。それを受け、11月30日には「日本国有鉄道法」が国会を通過し、この時「公共企業体日本国有鉄道」が発足することになったのである。しかし政府の介入権が強いなど経営の自主性が薄く、それが後に財政破綻や労使紛争を引き起こす原因になった。また、「国鉄三大ミステリー事件」とされる下山事件・三鷹事件・松川事件が起きたのもこの年である。

  - 9月15日 : 国鉄としては戦後初の特急列車「へいわ」を運行開始。
    - 同時に一等車・食堂車も復活（寝台車は前年11月）し、鉄道復興が順調に進んでいることを国民に指し示すことになった。
- 1950年（昭和25年） : 「湘南電車」と呼ばれることになる国鉄80系電車が登場。
  - 国鉄においても電車による長距離列車が行えることを証明し、以後機関車牽引方式（動力集中方式）から動力分散方式へ日本の鉄道駆動方式の方針を変えさせるきっかけになった。

### 新技術の開発：1952年（昭和27年） - 1963年（昭和38年）
- 1953年（昭和28年） : 京阪電気鉄道や帝都高速度交通営団（現・東京地下鉄）で、カルダン駆動方式の電車が導入される。
  - 以後電車においては、線路への負担が少ないなどの理由でそれまでの吊り掛け駆動方式から同方式へ駆動方式が改められることになる。国鉄においては、1957年（昭和32年）登場の101系電車が初となった。
- 1955年（昭和30年）8月10日 : 仙山線陸前落合駅 - 熊ケ根駅で、日本初の交流電化試験が実施される。
  - 長距離を電化する場合は直流に比べて電化コストが安いなどの理由により、後に全国へ広まることになった。
- 1956年（昭和31年）11月19日 : 東海道本線が全線電化される。
  - それまでは蒸気機関車が主役の時代であったが、徐々に鉄道の電化が進められるようになった。また、この頃から次第に非電化区間でも蒸気機関車に代わってディーゼル機関車・気動車が使用されるようになった。
- 1957年（昭和32年）12月17日 : 日本初のモノレール（懸垂式）として、上野懸垂線開業。
- 1958年（昭和33年）11月1日 : 東京駅 - 大阪駅間で電車特急「こだま」が運転開始。
  - 電車による初の長距離特急列車であり、新幹線にも影響を与えた。
- 1960年（昭和35年）
  - 1月18日 : 国鉄が指定券予約コンピュータシステム「マルス」を運用開始。
  - 12月10日 : 上野駅 - 青森駅間で、気動車初の特急「はつかり」が運転開始。
- 1962年（昭和37年）3月21日 : 跨座式のモノレールとしては日本初の名鉄モンキーパークモノレール線開業。

### 新幹線時代と国鉄再建問題：1964年（昭和39年） - 1986年（昭和61年）
- 1964年（昭和39年）9月17日 : 東京モノレール羽田線が開業。
  - 日本初の空港連絡鉄道であった。
- 1964年（昭和39年）10月1日 : 東海道新幹線が営業運転を開始。
  - 新幹線の創始である。当初は東京駅 - 新大阪駅間を4時間運転。1年ほどの後の1965年（昭和40年）11月1日からは所要時間が3時間10分になった。
  - この年から国鉄は赤字になる。原因には通勤五方面作戦や新幹線の建設に伴う支出、自動車の普及によるモータリゼーション、都市への人口集中による地方ローカル線の営業不振などがあげられる。
- 1965年（昭和40年）10月1日 : 全国の主要152駅に「みどりの窓口」を設置。
- 1966年（昭和41年）4月 : 国鉄の全線でATS（自動列車停止装置）の設置が完了。
- 1967年（昭和42年）
  - 3月1日 : 阪急千里線北千里駅で、日本初の磁気式自動改札機導入。
    - 関西の私鉄駅では1970年代に広く普及したが、関東の場合は連絡運輸を広く行っていることから、その複雑な情報のために未対応の乗車券を自動改札機に入れてしまって詰まらせるといった事態が多発し、1990年代まで普及に至らなかった。

  - 10月1日 : 世界初の本格的寝台電車・国鉄581系電車が登場。
- 1969年（昭和44年）5月10日 : 国鉄において等級制を廃止。
  - それまでは一等運賃・料金と二等運賃・料金が別々に定められていたが、これ以降一等車をグリーン車、二等車を普通車とし、グリーン車に乗るには普通車の乗車券・料金券に加えて別にグリーン券を購入する制度とした。
- 1971年（昭和46年）12月16日：日本初の案内軌条式鉄道として、札幌市営地下鉄南北線北24条駅 - 真駒内駅間が開業。
- 1973年（昭和48年)9月15日 : 国鉄中央線快速に日本初の優先席「シルバーシート」を設置。
- 1976年（昭和51年）
  - 3月2日 : 追分機関区での入換え仕業終了をもって国鉄における実用の蒸気機関車が全廃された。
  - 7月9日 : 大井川鉄道（現・大井川鐵道）大井川本線で観光列車として蒸気機関車の運転を再開。
- 1977年（昭和52年） : 宮崎リニア実験線で超電導リニアの実験が始まる。
  - 宮崎県日向市に浮上式鉄道実験センターが設置され、リニア実験線で有人走行も後には行われるようになった。1997年（平成9年）には山梨県大月市・都留市へ試験場を移転している。
- 1979年（昭和54年）8月1日 : 山口線にて「SLやまぐち号」運行開始、国鉄でも観光列車として蒸気機関車の運転を再開。
- 1981年（昭和56年）2月5日 : 日本初の実用的新交通システム (AGT) として、神戸新交通ポートアイランド線開通。
  - 自動列車運転装置 (ATO) を採用し、実用鉄道で日本初の無人運転も行った。
- 1982年（昭和57年）
  - 鉄原コークス（室蘭市）で使われていた蒸気機関車が引退。日本国内から実用の蒸気機関車が全廃された。
  - 8月：台風10号の影響により富士川が増水し、東海道本線の富士川橋梁（下り線）2スパンが橋脚ごと流失。75日後に復旧するまでの間、流失を免れた上り線を交互に使用する緊急措置が取られた。
- 1984年（昭和59年）4月1日 : 国鉄盛線、宮古線、久慈線を第三セクター鉄道「三陸鉄道」に転換し、開業。
  - 三陸鉄道は国鉄特定地方交通線を転換したものとしては全国初の第三セクター鉄道となる。
- 1985年（昭和60年）3月25日 : 国鉄が磁気式プリペイドカード「オレンジカード」を販売開始。
- 1986年（昭和61年） : 国鉄が郵便輸送および荷物輸送を廃止。
  - 郵便輸送は10月1日で、荷物輸送は11月1日で廃止（一部を除く）。

### JRの誕生：1987年（昭和62年） - 2000年（平成12年）
- 1987年（昭和62年）4月1日 : 国鉄分割民営化によりJRグループ各社発足。
  - これにより、日本において国有鉄道と私有鉄道の区別は（一部法規制などによって残るものの）消滅することになった。「地方鉄道法」が「鉄道事業法」に変えられたことなどがその例といえる。
- 1988年（昭和63年） : 青函トンネルおよび瀬戸大橋が供用開始。
  - 青函トンネルは3月13日、瀬戸大橋は4月10日より。日本四島が線路でつながったことから「一本列島」と呼ばれた。
- 1990年（平成2年）3月20日 : 日本初のリニアモーターカー実用路線（鉄輪式）として、大阪市営地下鉄鶴見緑地線（現・Osaka Metro長堀鶴見緑地線）開業。
  - トンネル断面を小さくできることからミニ地下鉄と呼ばれ、以後何本か同類の路線が開業した。
- 1992年（平成4年）7月1日 : 新在直行方式による山形新幹線福島駅 - 山形駅間が開業。
- 1997年（平成9年）3月22日 : 新在直行方式による秋田新幹線盛岡駅 - 秋田駅間が開業。
- 1997年（平成9年）
  - 8月1日 : 熊本市交通局が日本初の超低床電車として9700形を運行開始。
  - 10月1日 : 北陸新幹線高崎駅 - 長野駅間が先行開業し、これに伴い、並行する信越本線の軽井沢駅 - 篠ノ井駅間が経営分離され、しなの鉄道に移管されたほか、横川駅 - 軽井沢駅間の碓氷峠区間（通称:横軽線）が廃止され、ジェイアールバス関東（碓氷線）にバス転換された。
- 1999年（平成11年）12月4日 新在直行方式による山形新幹線山形駅 - 新庄駅間が延伸開業。

### 21世紀：2001年（平成13年） -
- 2001年（平成13年）
  - 3月23日 : 実用では日本初のガイドウェイバスとして、名古屋ガイドウェイバスガイドウェイバス志段味線が名古屋市で開業。
  - 11月18日 : 東日本旅客鉄道がICカード「Suica」を導入。
- 2002年（平成14年）12月1日 : 東北新幹線盛岡駅 - 八戸駅間が延伸開業し、これに伴い、並行する東北本線盛岡駅 - 八戸駅間が経営分離され、盛岡駅 - 目時駅間がIGRいわて銀河鉄道に、目時駅 - 八戸駅間が青い森鉄道に、それぞれ移管された。
- 2003年（平成15年）
  - 8月10日 : 沖縄都市モノレール開業。第二次世界大戦で沖縄県の鉄道が破壊されて以来、初めて日本のすべての都道府県に鉄道が敷設されたことになる。
  - 11月1日 : 西日本旅客鉄道がICカード「ICOCA」を導入。
- 2004年（平成16年）
  - 3月13日 : 九州新幹線鹿児島ルート新八代駅 - 鹿児島中央駅間が開業。これに伴い、並行する鹿児島本線の八代駅 - 川内駅間が経営分離され、肥薩おれんじ鉄道に移管された。
  - 8月1日 : 阪急電鉄・能勢電鉄・京阪電気鉄道が共通ICカード「PiTaPa」導入。
- 2005年（平成17年）3月6日 : 実用では日本初の磁気浮上式リニアモーターカーとして、愛知高速交通東部丘陵線（愛称「リニモ」）が開業。
- 2006年（平成18年）11月25日 : 東海旅客鉄道がICカード「TOICA」を導入。
- 2007年（平成19年）3月18日 : 関東の交通事業者が共通ICカード「PASMO」導入。
- 2008年（平成20年）10月25日 : 北海道旅客鉄道がICカード「kitaca」を導入。
- 2009年（平成21年）3月1日 : 九州旅客鉄道がICカード「SUGOCA」を導入。
- 2010年（平成22年）12月4日 : 東北新幹線八戸駅 - 新青森駅間開業。
- 2011年（平成23年）3月12日 : 九州新幹線鹿児島ルート博多駅 - 新八代駅間開業。九州新幹線鹿児島ルート全線開業となる。
- 2013年（平成25年）
  - 3月23日 : 全国11団体の鉄道系ICカード乗車券主要10種（Kitaca・Suica・TOICA・ICOCA・SUGOCA・PASMO・manaca・PiTaPa・はやかけん・nimoca）により交通系ICカード全国相互利用サービスを開始。
  - 10月15日：九州旅客鉄道が日本初のクルーズトレイン型寝台列車「ななつ星 in 九州」の運行を開始。
- 2015年（平成27年）3月14日 : 北陸新幹線長野駅 - 金沢駅間開業。これに伴い、並行する信越本線の長野 - 直江津、北陸本線の直江津 - 金沢間が経営分離され、長野 - 妙高高原間はしなの鉄道、妙高高原 - 直江津間、直江津 - 市振間はえちごトキめき鉄道、市振 - 倶利伽羅間はあいの風とやま鉄道、倶利伽羅 - 金沢間はIRいしかわ鉄道に移管された。
- 2016年（平成28年）3月26日 : 北海道新幹線新青森駅 - 新函館北斗駅間開業、新中小国信号場 - 木古内間で標準軌の新幹線と狭軌の貨物列車の共用走行を開始。
- 2021年（令和3年）
  - 3月：JR・私鉄各社が新型コロナウイルスの影響を受けて終電時刻を広範囲で繰り上げるダイヤ改正を実施。
  - 12月25日：阿佐海岸鉄道が日本初の線路・道路両用の営業車両「DMV93形」の運行を開始。
- 2022年（令和4年）9月23日：西九州新幹線武雄温泉駅 - 長崎駅間開業。
- 2023年（令和5年）8月26日:宇都宮ライトレール宇都宮芳賀ライトレール線宇都宮駅東口停留場 - 芳賀・高根沢工業団地停留場間開業。路面電車が無かった都市に新規開業する路線は75年ぶり。
- 2024年（令和6年）3月16日：北陸新幹線金沢駅 - 敦賀駅間開業。